# Alexandre Millerand
Vous lisez un « article de qualité » labellisé en 2019.
Pour les articles homonymes, voir Millerand.
Alexandre Millerand, né le 10 février 1859 à Paris et mort le 6 avril 1943 à Versailles, est un homme d'État français. Il est président du Conseil du 20 janvier au 23 septembre 1920, puis président de la République du 23 septembre 1920 au 11 juin 1924.
Avocat et journaliste au quotidien La Justice de Georges Clemenceau, il s’engage d’abord au sein des radicaux. Il est élu conseiller municipal de Paris en 1884 et député de la Seine en 1885 ; constamment réélu, il siège pendant 35 ans à la Chambre des députés. Durant la crise boulangiste, il s'éloigne des radicaux, maintenant sa volonté de réviser les lois constitutionnelles de 1875 et ses revendications sociales.
Dans les années 1890, devenu la principale figure des socialistes indépendants, il prône un socialisme réformiste. De 1899 à 1902, dans le gouvernement Waldeck-Rousseau, il est ministre du Commerce, de l’Industrie, des Postes et Télégraphes : premier ministre socialiste en France, il réglemente et réduit le temps de travail, garantit un repos hebdomadaire dans les établissements dépendant de l'État et fait voter un projet sur les retraites ouvrières. Mais jugé trop modéré, il est exclu du Parti socialiste français en 1904.
Ministre des Travaux publics dans le premier cabinet Briand, il doit gérer la crue de la Seine et une importante grève des cheminots. Il est ensuite ministre de la Guerre dans le premier gouvernement Poincaré et dans le second gouvernement Viviani : il revient alors sur les mesures libérales de ses prédécesseurs, soutient le général Joffre et adopte des vues résolument nationalistes, rompant ainsi définitivement avec la gauche. En 1919, nommé commissaire général de la République à Strasbourg, il administre le rattachement de l’Alsace-Lorraine à la France.
Après la victoire aux élections législatives de 1919 du Bloc national, qui regroupe les partis du centre et de droite soutiens de l’Union sacrée, il devient président du Conseil et ministre des Affaires étrangères. Disposant d'une importante majorité parlementaire, il se montre ferme face aux grèves et au communisme, tout en faisant voter des mesures sociales. Il gère le début de l'application du traité de Versailles, s’engage dans les guerres soviéto-polonaise et franco-syrienne — qui se soldent par une victoire française — et lance le rétablissement des relations avec le Vatican.
À la suite de la démission de Paul Deschanel pour cause de maladie, Alexandre Millerand est élu à la présidence de la République face au socialiste Gustave Delory. Défendant une application à la lettre des lois constitutionnelles, il s'implique assez activement dans les affaires du pays, contrairement à la pratique en vigueur sous la Troisième République, et continue d’appeler à une révision constitutionnelle visant à renforcer les prérogatives du chef de l’État. Mais avec les élections législatives de 1924, qui se soldent par la victoire du cartel des gauches — opposé à sa pratique du pouvoir —, il est contraint de quitter l’Élysée, près de quatre ans après son élection.
Souhaitant unifier les formations du centre et de la droite (y compris sa frange la plus nationaliste), il fonde la Ligue républicaine nationale, qui regroupe principalement le PRDS et la Fédération républicaine. Entre 1925 et 1940, il est sénateur (de la Seine puis de l’Orne), mais ne retrouve pas de fonction d’envergure. Mettant en garde contre une volonté de revanche de l’Allemagne et la possibilité d’un nouveau conflit militaire d’envergure, il s'oppose en particulier à l’idéologie pacifiste, en vogue à l’aube de la Seconde Guerre mondiale.

## Situation personnelle

### Origines

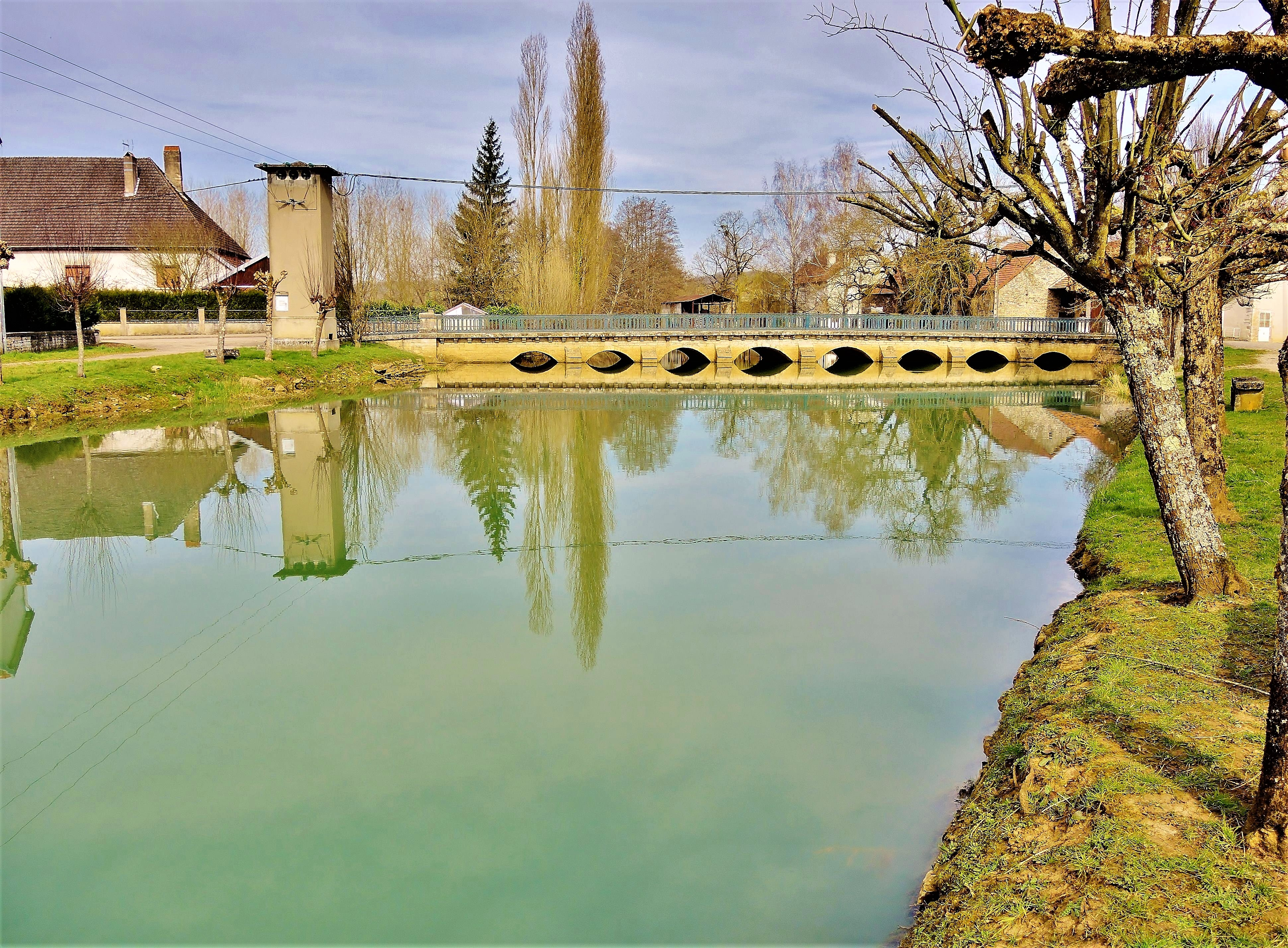
Vue de Roche-et-Raucourt (Haute-Saône), où vivait la famille Millerand.

La famille Millerand est originaire de la petite commune de Roche-et-Raucourt, en Haute-Saône.
Le premier ancêtre connu d’Alexandre Millerand est Nicolas Millerand (1602-1689), marchand et propriétaire terrien : « le patrimoine de cet homme important de Roche est connu grâce au terrier de 1665-1666 : il possède trois maisons […], trois chènevières de 38 coupes, 80 journaux de terre (environ 40 hectares), […] ». Les Millerand, aux XVIIe et XVIIIe siècles, figurent parmi les « bonnes familles […] respectées » du village de Roche(-et-Raucourt). Cependant, la Révolution et l'Empire entraînent un déclassement des Millerand. Le grand-père paternel d'Alexandre Millerand est bougnat et s'installe à Paris sous la Restauration.
Du côté maternel, Alexandre Millerand a des origines juives alsaciennes, ce qui sera utilisé contre lui par ses adversaires antisémites pendant sa carrière politique,,, même si sa mère juive est convertie au catholicisme.
Né le 10 février 1859 au 5, boulevard de Strasbourg, alors situé dans le 5e arrondissement de Paris, Étienne Alexandre Millerand est le fils de Jean-François Millerand (1826-1897), petit négociant, en drap travaillant rue de la Jussienne (3e arrondissement), et de Mélanie Caen (1835-1917),. Celle-ci se fait baptiser en 1860 en même temps que son fils Alexandre. Le couple Millerand — qui se marie en 1861 à la mairie du 10e arrondissement de Paris et reconnaît dans la foulée son fils aîné — a deux autres enfants : Amélie, née en 1862, et Marthe, née en 1864 et morte à l'âge de six ans, événement qui marquera toute la famille dont Alexandre.

### Formation
Alexandre Millerand est éduqué dans un catholicisme traditionnel et est animé d'une « foi naïve et sincère » durant les dix premières années de sa vie.
Il suit des études secondaires au lycée de Vanves, puis au lycée Louis-le-Grand — où il est scolarisé quelques mois — ainsi qu'au lycée Henri-IV. En 1875, il obtient un accessit au concours général de version latine. Après avoir échoué à obtenir un baccalauréat ès sciences, il devient titulaire d'un baccalauréat ès lettres en 1877. Étudiant à la faculté de droit de Paris, où il côtoie notamment Raymond Poincaré, il obtient un baccalauréat universitaire en 1879 et une licence en droit en 1881.
De 1879 à 1880, il effectue son service militaire au 48e régiment de ligne, basé à Guingamp (Côtes-du-Nord). Il est à cette occasion décrit comme un homme d'1,70 m, aux yeux gris, aux cheveux châtains, avec un front bas, un visage ovale et un menton rond. Ayant obtenu une mention « très bien » à l'examen de fin d'année, il sort avec le grade de sergent. Par la suite, il continue de s'impliquer dans l'armée et devient lieutenant en 1903.

### Vie familiale

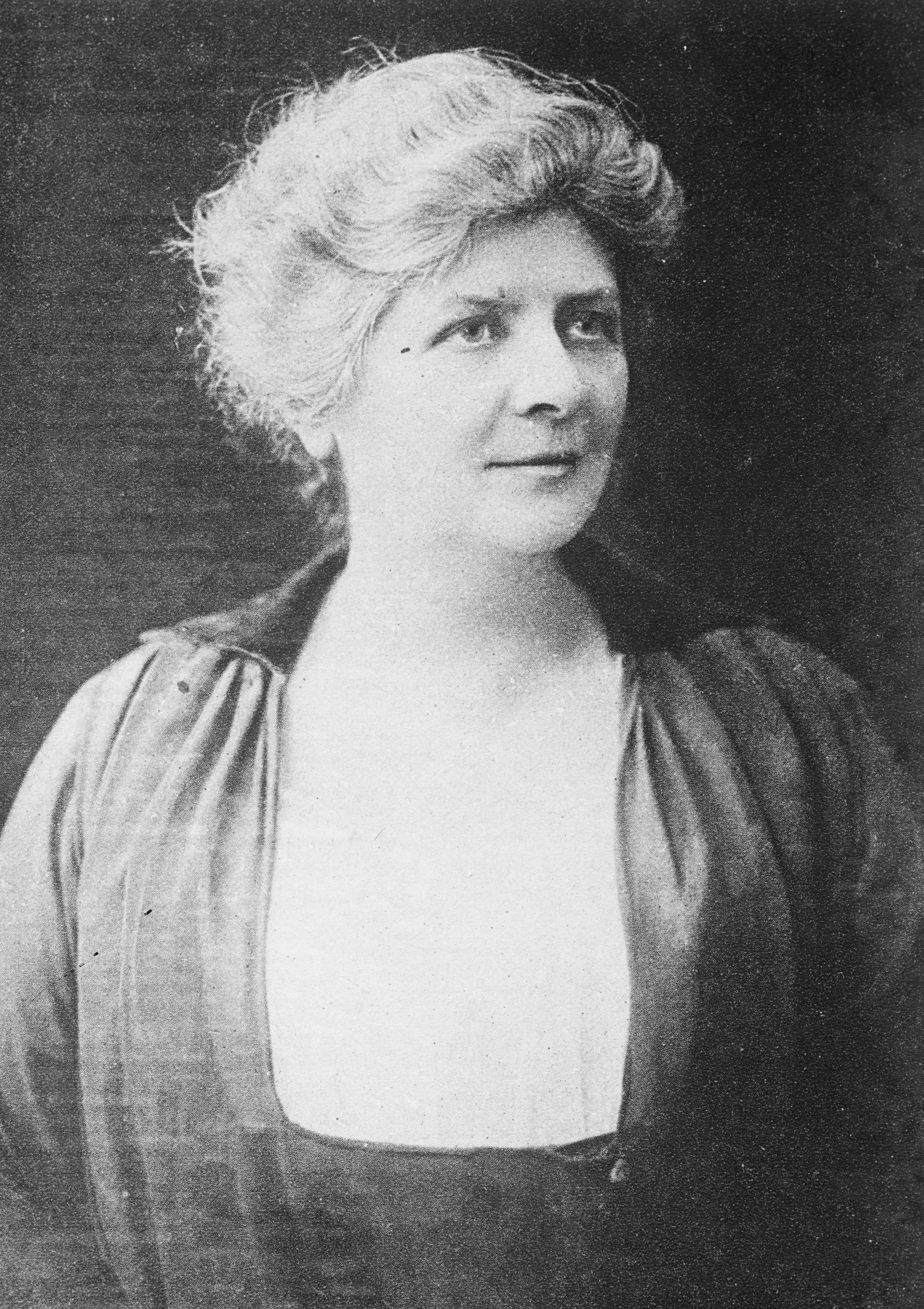
Jeanne Levayer, épouse d'Alexandre Millerand.

En 1886, il se fiance à Laure Donnat, qui fait partie de la famille de Léon Donnat, un homme politique radical parisien ayant succédé à Alexandre Millerand au conseil municipal de Paris. Mais cette relation ne plaît pas à l'entourage de Millerand, qui rompt finalement ses fiançailles au bout de deux semaines.
Il commence ensuite une liaison avec Jeanne Levayer, fille d'un marchand de bois de la Sarthe et belle-fille de l'homme politique Jehan de Bouteiller, dont Alexandre Millerand est un proche. En 1889, ils emménagent ensemble et Millerand obtient à sa compagne le poste de déléguée de l'Administration générale de l'Assistance publique à Paris. Ils se marient le 26 octobre 1898 à la mairie du 9e arrondissement de Paris et ont quatre enfants :
- Jean (1899-1972)[18], industriel, marié à Andrée Lebert (fille d'Albert Lebert, ingénieur des manufactures de l’État, directeur général de la Société de construction des Batignolles, commandeur de la Légion d'honneur) ;
- Alice (1902-1980), restée célibataire ;
- Jacques (1904-1979)[19], avocat, puis magistrat, marié à Marie-Christine « Miquette » Lazard (fille de Christian Lazard, associé de la banque Lazard, et petite-fille d'Ernest May) ;
- Marthe (1909-1975), mariée à Jean-Paul Alfassa, docteur en droit[20], petit-fils d'Eugène d'Eichthal.

### Carrière professionnelle
Le 16 mai 1881, un mois après avoir quitté l'université, il prête serment comme avocat auprès de la cour d'appel de Paris. L'année suivante, s'étant classé dans les douze premiers du concours d'éloquence organisé par le barreau de Paris, il devient secrétaire de la Conférence des avocats du barreau et vice-président de la Conférence Molé-Tocqueville. De telles fonctions sont généralement considérées comme étant un prélude à une entrée au Parlement.

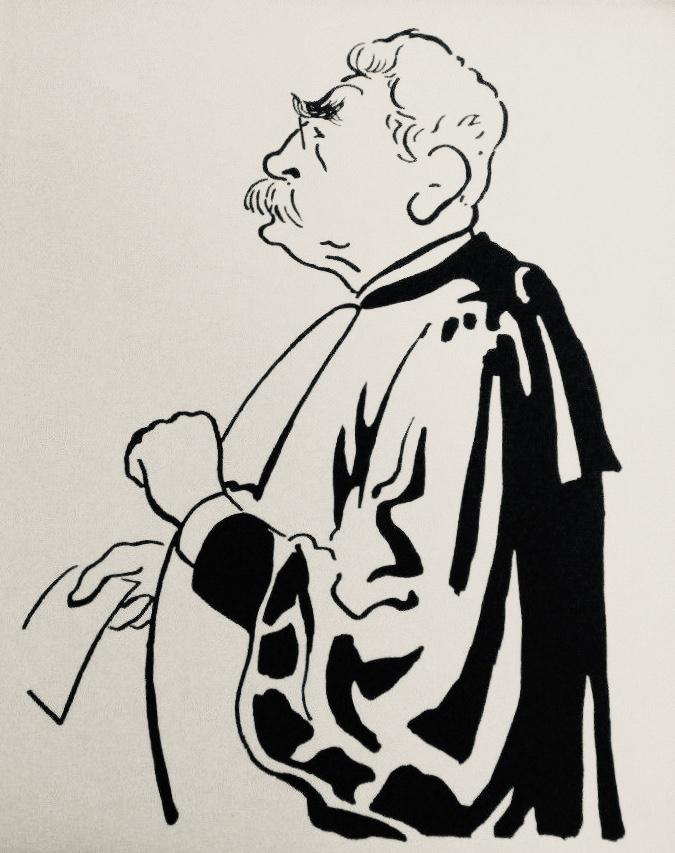
Caricature d’Alexandre Millerand lors d'une plaidoirie
(Jean Prunière, années 1920).

Il est proche de Georges Laguerre, avec lequel il plaide dans plusieurs procès médiatisés. Avec une éloquence froide semblable à celle de Pierre Waldeck-Rousseau, il défend dans les années 1880-1890 des mineurs, en correctionnelle et aux assises, à la suite de grèves comme celles de Montceau-les-Mines, à Decazeville (il plaide ainsi pour Ernest Roche) ou à Carmaux. Pour leur défense, il adopte une approche sociologique, insistant sur leurs difficiles conditions de vie et de travail, et obtient des verdicts relativement cléments. Alors qu'il est devenu député, il continue d'exercer et a pour clients les socialistes Jules Guesde, Paul Lafargue et Jean Baptiste Clément. Il est aussi l'avocat de membres de l'organisation terroriste russe Narodnaïa Volia comparaissant en correctionnelle à Paris le 5 juillet 1890 et qui pour certains sont condamnés à trois ans de prison.
En parallèle, il commence en 1882 une carrière de journaliste en participant de façon intermittente à la chronique judiciaire La Justice, où l'a appelé son directeur politique, Georges Clemenceau, en raison de son opposition résolue à tout compromis avec les républicains modérés. Après l'élection de Laguerre comme député, Alexandre Millerand devient le principal contributeur à la chronique judiciaire du journal, où il exprime ses convictions sociales et anticléricales. Il continue d'écrire dans le quotidien jusqu'en 1889, traitant de sujets plus variés après son élection à la Chambre des députés. Par la suite, il collabore à La Voix (1889), à La Petite République (1893-1898) et à La Lanterne (1898-1899). Il écrit également de façon occasionnelle dans le journal régional radical Le Petit Troyen.
Après une interruption lors de ses fonctions au sein du gouvernement Waldeck-Rousseau (1899-1902), il reprend son activité d'avocat, mais se tourne vers le droit des affaires, qui lui permet de développer un nouveau réseau et de se constituer une fortune personnelle. Au déclenchement de la Grande Guerre, son cabinet compte huit collaborateurs. Il pratique à nouveau après sa présidence, plaidant cependant moins qu'auparavant, et se voit élu membre du conseil de l’ordre des avocats de Paris deux semaines après son départ de l’Élysée. Du fait de sa notoriété d'ancien chef de l'État, il participe au conseil d'administration de plusieurs sociétés, à l'instar des Grands Magasins de La Samaritaine, donne des conférences et écrit pour des journaux français et étrangers, principalement sur les questions extérieures, notamment dans le New York Herald Tribune et La Liberté.

## Ascension politique

### Du radicalisme au socialisme

#### Militant et élu radical à Paris (1883-1885)
Il exprime ses premières considérations politiques en 1870, lorsqu'il s'indigne de l'acquittement de Pierre-Napoléon Bonaparte et se montre enthousiaste à la proclamation de la République. Ses plaidoiries judiciaires et ses écrits à La Justice le placent ensuite parmi les radicaux les plus à gauche. Au début des années 1880, il adhère à un mouvement radical, la Ligue républicaine pour la révision de la Constitution, dont il devient l'un des secrétaires tandis que Georges Clemenceau en est vice-président.
À la suite de la démission du député modéré Pierre Marmottan, il est secrétaire de campagne du radical Jehan de Bouteiller à l'élection législative partielle de mai 1883 dans le 16e arrondissement de Paris. Mais le candidat radical est mis en cause dans des scandales financiers et doit faire face au second tour à une candidature dissidente, qu'Alexandre Millerand tente de discréditer. Jehan de Bouteiller est finalement devancé de 37 voix par le conservateur Louis Calla. Cette campagne électorale permet cependant à Alexandre Millerand de gagner en notoriété. Par la suite, il fait campagne pour l’autonomie communale dans différents arrondissements de Paris et préside l’Union de la jeunesse républicaine de Paris.
Il se porte candidat aux élections municipales de 1884 pour représenter le quartier de la Muette, dans le 16e arrondissement de Paris. Dans son programme, intitulé « justice et liberté », il appelle au retour de la fonction de maire de Paris et au renforcement des services publics locaux (meilleure distribution de l'eau, extension des voies et moyens de communication, réorganisation de l'assistance publique, amélioration de l'enseignement professionnel, construction de logements sociaux). Lors du second tour de scrutin, le 11 mai 1884, il l'emporte avec 50,7 % des suffrages face au conseiller municipal conservateur sortant, Paul Léon Aclocque.
Benjamin du conseil municipal de Paris à 25 ans, il siège au groupe majoritaire de l'Autonomie communale, qui s'oppose au préfet de la Seine, et intègre le bureau du conseil comme secrétaire. Ayant pour principal sujet d’intervention l’enseignement, il milite pour un financement public des écoles communales et pour la création d'une école primaire supérieure pour jeunes filles. Il propose également le lancement de boulangeries coopératives afin de permettre aux classes modestes d'avoir accès au pain, soutient des mesures en faveur du petit commerce et fait voter l'octroi d'une subvention de 12 000 francs à la faculté des lettres de Paris pour la création d'un cours d'histoire de la Révolution française. À plusieurs reprises, ses interventions sont jugées hors du périmètre municipal par le préfet de la Seine, Eugène Poubelle.

#### Premier mandat à la Chambre (1885-1889)

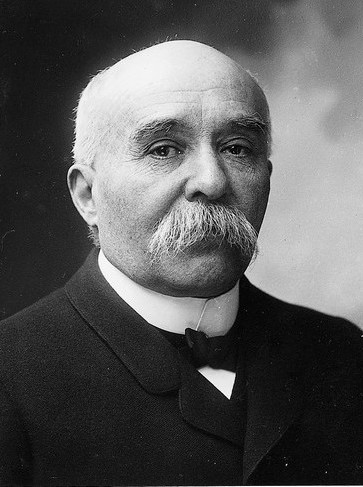
Georges Clemenceau, dont Alexandre Millerand est un proche à ses débuts dans le journalisme et en politique.

En parallèle de son mandat de conseiller municipal, Alexandre Millerand continue de s'impliquer au niveau national, notamment avec ses éditoriaux dans La Justice. En vue des élections législatives de 1885, il décide de se présenter uniquement dans la capitale, alors que les candidatures multiples sont possibles. Candidat sur trois listes républicaines dans le département de la Seine, il se retire à l'issue du premier tour en raison des bons scores obtenus par les candidats conservateurs et appelle à l'union des républicains,,.
Six députés élus dans plusieurs départements à la fois ayant décidé de ne pas siéger pour la Seine, des élections législatives complémentaires sont organisées deux mois plus tard. Conduisant une liste républicaine radicale, Alexandre Millerand arrive en tête du premier tour, puis en troisième position du second tour, le 27 décembre 1885,. À 26 ans, il est ainsi élu député de la Seine et sa liste décroche les six sièges en jeu. Il démissionne alors du conseil municipal de Paris, où le radical Léon Donnat le remplace après une municipale partielle,.
À la Chambre des députés, il décide de siéger sur les bancs du groupe de l'Extrême gauche, qui est constitué de députés radicaux. Il adopte des positions très clivantes et attaque les gouvernements modérés, qu'il accuse de collusion avec la droite. Dans son premier discours de politique générale, le 31 mai 1887, il se place dans l'opposition au gouvernement présenté par Maurice Rouvier, qu'il accuse de trahir la majorité obtenue par la gauche aux législatives de 1885. Jusqu'au scandale des décorations, il se montre en revanche clément envers le président de la République, Jules Grévy, pourtant partisan du ministère Rouvier. Pour l'élection présidentielle de 1887, à laquelle se présente le modéré Jules Ferry, qui est sa cible privilégiée à la Chambre et dans La Justice, il se prononce pour la candidature de Charles Floquet ; après le renoncement du celui-ci, Alexandre Millerand vote finalement pour Sadi Carnot.
Dans la continuité de son activité d’avocat, il s'intéresse aux thématiques carcérales, critiquant la détention provisoire et plaidant pour la libération conditionnelle ainsi que pour la séparation des détenus en fonction de leur dangerosité. Il vote en faveur de la « loi d'exil », qui interdit de séjour en France les membres des familles ayant régné sur le pays. Après le décret du président Carnot autorisant le duc d'Aumale à rentrer en France, il propose sans succès l'amnistie des condamnés des dernières grèves. Partisan de la laïcisation de tous les établissements scolaires, il dépose en janvier 1887 un amendement visant à exclure des lycées les aumôniers, pasteurs et rabbins, mais la Chambre rejette sa proposition. Lors des grèves ouvrières de Vierzon, il critique « l'intervention maladroite des autorités » ayant procédé à l’arrestation de grévistes, dressant un parallèle avec la situation sous le Second Empire. En avril 1887, il est élu à la commission du Budget, mais ne se voit pas confier de responsabilité en raison de son ancrage à gauche.

#### Prise de distance avec les radicaux (1889-1892)

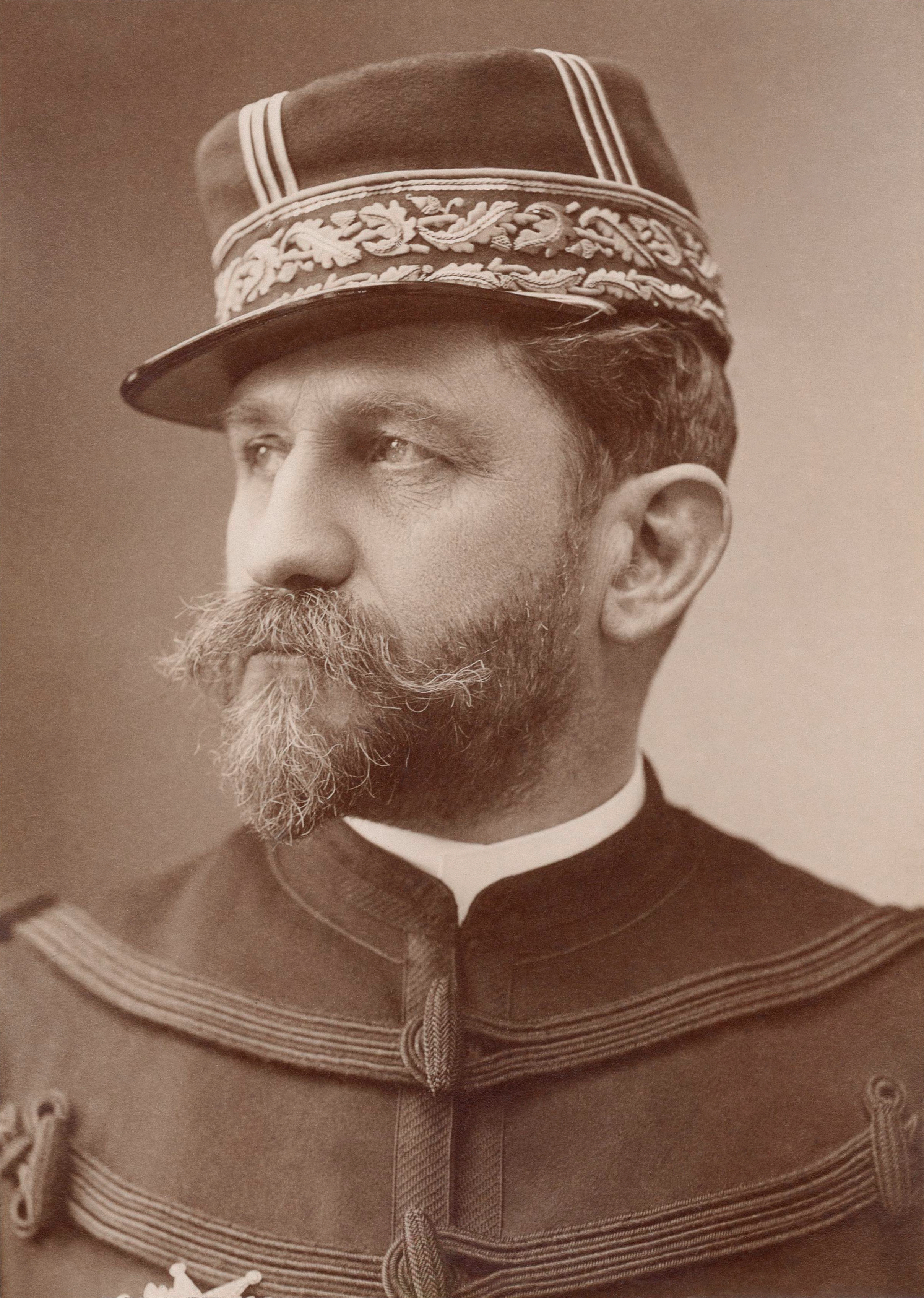
Le général Boulanger, dont la montée en puissance conduit Millerand à s’éloigner des radicaux.

Après l'avoir soutenu, notamment en appuyant son action au ministère de la Guerre et son projet de révision constitutionnelle, Alexandre Millerand désavoue le général Boulanger lorsque celui-ci se rapproche des bonapartistes, écrivant que « l'exaltation d'un homme est la pire des folies ». Il appelle à une réforme des lois constitutionnelles pour contrer la progression du boulangisme, et vote contre le rétablissement du scrutin d'arrondissement. Il apparaît alors plus intransigeant que la plupart des radicaux, qui sont prêts à se rapprocher des modérés et à faire des compromis sur leur programme afin de « sauver la République ». Alexandre Millerand s'oppose ainsi aux mesures réduisant la liberté de la presse et à toute justice d'exception, votant contre les poursuites à l'encontre de trois députés boulangistes et s'abstenant sur celles visant le général. En décembre 1887, il rejoint le petit groupe des députés républicains socialistes, nouvellement créé par des socialistes en rupture avec les radicaux, avant de revenir au groupe de l’Extrême gauche au début de l’année 1888 car jugeant peu claire la position de son groupe sur le boulangisme,.
Dans une réunion publique qu'il tient à Mâcon le 10 mai 1889, Alexandre Millerand exprime ces positions divergentes, ce qui l'éloigne de Clemenceau. Le mois suivant, le député de la Seine participe au lancement d’un comité de révision républicaine défendant l'idée d'une assemblée constituante. Au sujet de cette initiative, qui est perçue par plusieurs de ses alliés comme proche des positions du général Boulanger, Millerand confie qu'il souhaite « utiliser le mouvement révisionniste comme un dérivatif au boulangisme ». Il quitte peu après La Justice et fonde le journal La Voix, qui paraît d’août à novembre 1889. Alors que beaucoup de radicaux renoncent à vouloir changer les institutions, Alexandre Millerand commence à se rapprocher du mouvement républicain-socialiste. Lors des élections législatives de 1889, qui se déroulent au scrutin d'arrondissement, il se présente dans la première circonscription du 12e arrondissement de la Seine (quartiers de Bercy et des Quinze-Vingts), dont l'électorat est plus populaire que celui de son ancien quartier de la Muette. Au second tour de scrutin, après le retrait des autres candidats républicains, il l'emporte avec 55 % des voix face au candidat boulangiste Élie May.
À partir du début des années 1890, une fois la menace boulangiste écartée et après avoir sans succès tenté de prendre la tête du courant radical afin de l’orienter davantage à gauche, Alexandre Millerand s'affirme socialiste. C'est la fusillade de Fourmies, qui fait neuf morts parmi des manifestants revendiquant la journée de huit heures, qui marque sa bascule dans le camp collectiviste : à la suite de cette répression, il réclame sans succès une commission d'enquête parlementaire et fait campagne pour la candidature à la députation à Lille de Paul Lafargue, gendre de Karl Marx emprisonné pour avoir encouragé les ouvriers à manifester à l'issue d'un procès durant lequel Alexandre Millerand a plaidé,. Dans le même temps, après l'échec commercial de La Voix, Alexandre Millerand rejoint La Petite République, dont il devient un des principaux rédacteurs puis le rédacteur en chef.

#### Principal dirigeant des socialistes indépendants (1892-1899)
Refusant d'adhérer à une quelconque formation politique, il prend rapidement la tête des socialistes indépendants et défend un socialisme réformiste, assez éloigné de celui prôné par les marxistes. En vue des élections législatives de 1893, lors desquelles il brigue un nouveau mandat dans la première circonscription du 12e arrondissement de Paris, il n'emploie qu'une seule fois le terme « socialiste » dans sa profession de foi, ce qui conduit l'administration à le classer à nouveau parmi les candidats radicaux-socialistes. À l'issue du premier tour de scrutin, il est réélu député avec 73 % des suffrages face notamment à Cyprien Ribanier (Fédération des travailleurs socialistes de France). Dans l'entre-deux-tours, il donne pour consigne aux candidats socialistes étant arrivés derrière d'autres républicains de se désister pour faire barrage à la droite.

Portrait d’Alexandre Millerand publié dans la revue Les Annales politiques et littéraires (1893).

Pendant la VIe législature, il siège dans le groupe de l'Union socialiste. Il vote contre les lois scélérates et milite pour la libération du socialiste Alfred Léon Gérault-Richard, emprisonné en vertu de ces lois alors qu'il est élu député,. Il se pose en farouche opposant du président Jean Casimir-Perier, dont il désapprouve l'activisme à l'Élysée et qu'il qualifie de « rejeton orgueilleux des grands bandits légaux qui ont détroussé nos ancêtres par l'usure »,. En janvier 1895, il contribue à la chute du troisième cabinet Dupuy, qui entraîne la démission de Casimir-Perier, et vote pour le radical Henri Brisson lors de l'élection présidentielle qui suit. Il se montre ensuite bienveillant à l'égard du gouvernement Bourgeois, composé uniquement de radicaux, et soutient le ministre Paul Doumer dans sa volonté d'instaurer l'impôt sur le revenu. Durant la décennie, ses critiques récurrentes envers les modérés le conduisent à participer à plusieurs duels.
Avec René Viviani, il fonde en 1893 la Fédération républicaine socialiste de la Seine,. Au côté de Jean Jaurès, il s'affirme alors comme la principale figure du socialisme en France. Encouragés par leur montée en puissance électorale, les différents courants socialistes envisagent une tentative de programme commun,. Pendant deux ans, Alexandre Millerand œuvre à leur réunification et contribue à la Chambre à la formation d'un groupe unique comptant une cinquantaine de membres. Le 30 mai 1896, après les bons scores des candidats socialistes aux élections municipales, il s'exprime lors d'un grand banquet organisé à la Porte Dorée : dans ce discours, dit de Saint-Mandé, il appelle à l'union des socialistes et à l'élaboration d'un programme commun réformiste,. Cette défense d'un socialisme républicain suscite l'inquiétude des modérés, qui redoutent le ralliement des classes moyennes à sa cause.
S'il reçoit le soutien appuyé de Jaurès, Alexandre Millerand ne fait pas l'unanimité parmi les socialistes. Jean Allemane lui reproche de se montrer sceptique sur la question de la grève générale, tandis qu'Édouard Vaillant s'oppose au retrait au second tour des candidats socialistes arrivés derrière un autre républicain. Lors du congrès international socialiste des travailleurs et des chambres syndicales ouvrières de 1896, Millerand et ses partisans sont mis en minorité par la délégation française. S'éloignant du collectivisme et défendant l'alliance franco-russe, il est alors soupçonné par une partie de ses alliés de vouloir séduire les classes moyennes et d’opérer un rapprochement avec les républicains situés plus à droite de l'échiquier politique. Il perd progressivement l'ascendant au sein des socialistes indépendants au profit de Jaurès et n'hésite pas à afficher son hostilité à l'égard des socialistes révolutionnaires.
Lors des élections législatives de 1898, seul candidat dans sa circonscription parisienne, il est réélu parlementaire au premier tour avec 89 % des électeurs votants et 72 % des inscrits. Avec les défaites de Jules Guesde et de Jaurès, Millerand renforce sa position à la tête du socialisme parlementaire,. Durant la première réunion du groupe socialiste suivant les élections, il fait adopter les propositions formulées dans son discours de Saint-Mandé. Il est ensuite élu président de la commission des Octrois de la Chambre. Dans la foulée, il quitte La Petite République, considérant ne plus avoir suffisamment de liberté dans la rédaction de ses éditoriaux, et succède à Aristide Briand comme rédacteur en chef de La Lanterne, où il défend un socialisme patriotique. En appelant au rassemblement des forces républicaines à partir du début de l'année 1899, Alexandre Millerand semble mettre de côté le projet d'union des socialistes afin de privilégier un dialogue avec les radicaux,.

#### Ministre dans le gouvernement Waldeck-Rousseau (1899-1902)
Le 23 juin 1899, après l’accord de principe du groupe socialiste de la Chambre à une participation ministérielle, il entre dans le gouvernement Waldeck-Rousseau en tant que ministre du Commerce, de l’Industrie, des Postes et Télégraphes. Il s'agit de la première nomination d'une personnalité socialiste dans un gouvernement sous la Troisième République. Bien que Millerand précise que sa décision n'engage pas la responsabilité collective des socialistes, plusieurs de ses alliés considèrent cette participation à un « gouvernement bourgeois » comme contraire à la lutte des classes et dénoncent la nomination au ministère de la Guerre du général de Galliffet, surnommé « le bourreau de la Commune ». Le premier congrès des organisations socialistes françaises, qui se tient en décembre 1899 à la salle Japy, autorise cependant le principe d'une participation gouvernementale en cas de « circonstances exceptionnelles ».

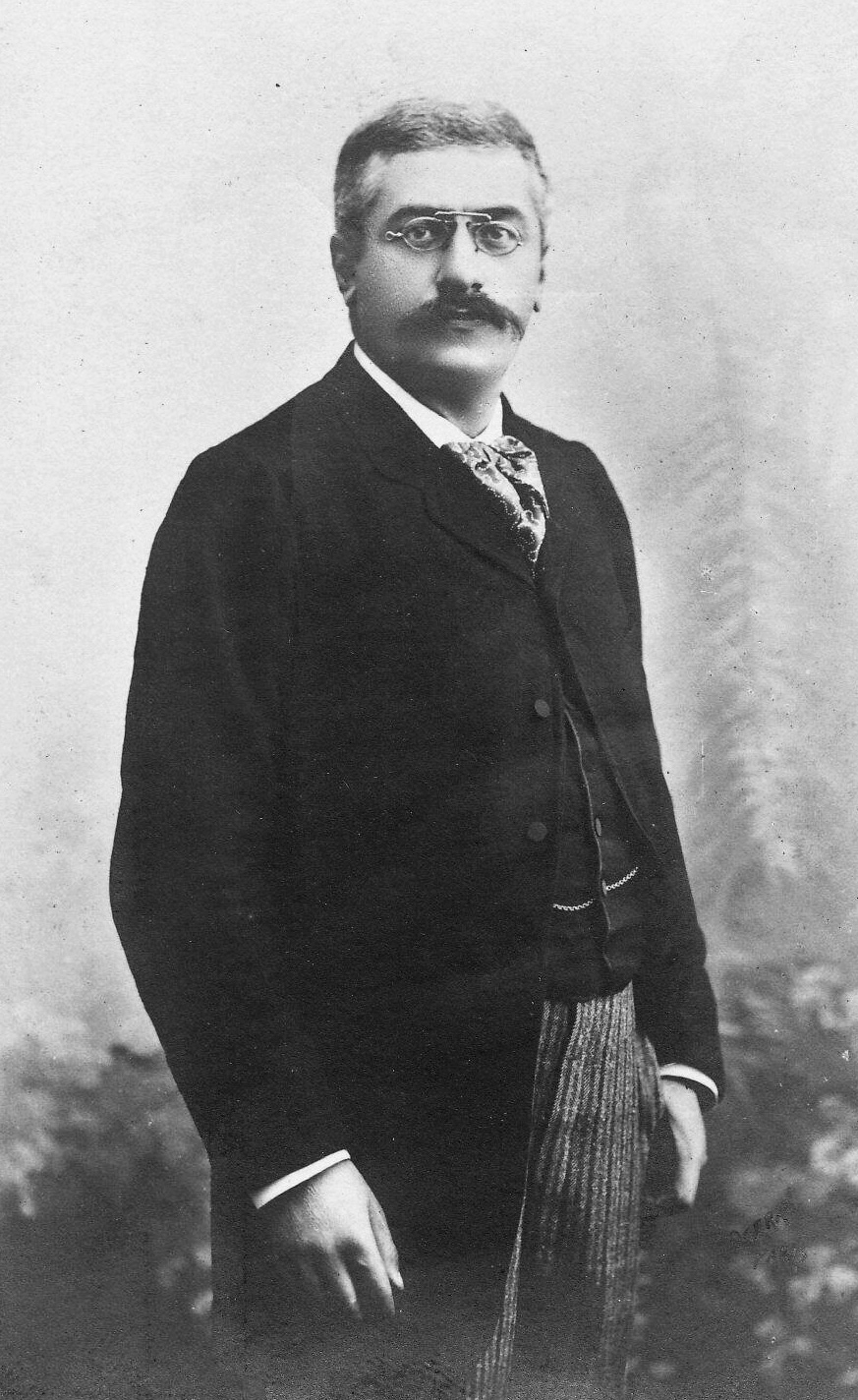
Alexandre Millerand
(1900).

Si le périmètre de son département ministériel inclut l'industrie, le commerce intérieur, les douanes, la marine marchande, l'enseignement technique, industriel et commercial ou les expositions, c’est sur la condition des travailleurs qu’Alexandre Millerand concentre son action. Dans un contexte de craintes d'un accroissement des conflits sociaux, il élargit le champ de compétence de l'Office du travail, met en place une direction ministérielle chargée de l'assurance et de la prévoyance sociales, facilite l'accès des ouvriers aux postes d'inspecteurs adjoints du travail ainsi que la création des conseils de prud'hommes. Pour éviter des débats parlementaires à l’issue incertaine, il prend une série de décrets et circulaires, notamment pour renforcer les missions de l’inspection du travail ou le champ d'application de la loi sur l'indemnisation des accidents du travail et de celle sur l'hygiène et la sécurité des travailleurs dans l'industrie. Il fait également procéder à de nombreuses nominations, comme celle d’Arthur Fontaine à la direction de l’Office du travail.
Il donne son nom à la loi du 30 mars 1900, qui harmonise la durée maximale de travail en établissant le principe de dix heures par jour (contre généralement douze heures auparavant). Millerand argue du fait que « les pays où la journée de travail est la plus courte sont aussi ceux où le labeur de l'ouvrier atteint son plus haut degré de productivité ». Il parvient à obtenir le soutien du Sénat, réputé favorable au patronat, et s'aliène les socialistes en raison de la non-application du texte à tous les secteurs, des modalités de son entrée en vigueur (relèvement temporaire de dix à onze heures de la journée de travail pour les enfants) et de l'absence de compensation financière découlant de la diminution du temps de travail. Dans son périmètre direct de compétence, il réglemente les conditions de travail dans les travaux publics relevant de l’État, fixe à huit heures la durée de travail quotidienne dans la plupart des secteurs des postes et télégraphes et y autorise la création d'un syndicat des ouvriers. Dans les établissements dépendants de l'État, il met en place un temps de repos hebdomadaire et crée un quota pour limiter les emplois d'étrangers,.
Plusieurs de ses autres initiatives se soldent par des reculs ou des échecs, en particulier sur la question syndicale. Alors que les organisations professionnelles sont encore peu développées, il prône le développement d’un syndicalisme de masse pour encadrer l’action ouvrière et favoriser la négociation entre patronat et salariés. Mais s'il permet aux syndicats de devenir propriétaires de la bourse du travail de Paris et que le nombre de salariés syndiqués progresse significativement entre 1899 et 1902, le projet de loi « Waldeck-Rousseau-Millerand » visant à accorder la capacité civile aux syndicats n'aboutit pas au Parlement,. Il parvient à instaurer la représentation des syndicats au Conseil supérieur du travail, mais ses conseils locaux du travail — composés d'autant d'employeurs que de salariés et compétents en matière d'accords syndicaux et de résolution des conflits — suscitent l'opposition du patronat et l'indifférence des syndicats, ce qui conduit rapidement à leur tombée en désuétude. En outre, l'aile modérée de la majorité, qui défend l’initiative privée et la réduction des dépenses, le conduit à revoir à la baisse ses ambitions pour son projet de loi sur les retraites ouvrières et à abandonner celui sur l'arbitrage obligatoire de l’État en cas de grève. De plus en plus fréquents au fil du temps, ses compromis continuent de l'éloigner des élus socialistes.
En dehors de ses prérogatives ministérielles, Alexandre Millerand s'implique activement dans l'affaire Dreyfus. Contributeur au journal antidreyfusard L'Éclair, il s'était pourtant d'abord montré passablement indifférent à cette affaire qu'il considérait comme une question bourgeoise,. Il a finalement rallié le camp dreyfusard à l'été 1898, à la découverture du « faux Henry » et « quand toute la presse républicaine admit la nécessité d'une révision du jugement » de Dreyfus - en insistant davantage sur la défaillance du système judiciaire que sur le traitement réservé à l'ancien militaire,. Début septembre, il écrit dans La Lanterne qu'il s'était grossièrement trompé et plus tard, présente des excuses à ceux qu'il avait blessés par ses paroles ou sa neutralité dans cette affaire qui agite la France et qu'il voudrait bien voir prendre fin.
En septembre de l'année suivante, il convainc Mathieu Dreyfus, frère du condamné, de demander la grâce présidentielle plutôt que de déposer un pourvoi en révision. Alors que Millerand menace de démissionner s'il n'obtient pas gain de cause, le président Émile Loubet accorde sa grâce à Alfred Dreyfus. Par la suite, Mathieu Dreyfus envisage de l'engager comme avocat de son frère.
Lors de la campagne pour les élections législatives de 1902, les socialistes les plus à gauche lui reprochent une proximité avec le patronat, vilipendant les dispositions transitoires de sa loi du 30 mars 1900, notamment sur le travail des enfants. Sa participation à la cérémonie de réception du tsar Nicolas II, à la fin de l'année 1901, est également sujette à polémique. Alexandre Millerand continue en parallèle à être critiqué par la droite, qui le tient pour responsable du mouvement de grèves de 1899,. Au second tour du scrutin législatif, grâce au retrait des deux autres candidats socialistes du premier tour, il parvient à être réélu face au nationaliste Charles Péchin, mais avec seulement 335 voix d’avance,. Le mois suivant, en juin 1902, il n'est pas reconduit dans le gouvernement formé par Émile Combes, qui ne souhaite pas de personnalité socialiste dans son ministère.
Au sujet de la présence de Millerand au gouvernement Waldeck-Rousseau, l’historienne Madeleine Rebérioux écrit : « En un point pourtant s’amorça une tentative cohérente de mise en place de structures nouvelles [lors de la période de « républicanisation »] : la classe ouvrière en fut l’objet et le ministère du Commerce, de l’Industrie et des PTT le foyer, de 1899 à 1902. Contrairement à la vision communément répandue, le « millerandisme » ne se réduit pas en effet aux problèmes posés par la participation à un ministère bourgeois d’un député socialiste que son action comme avocat avait rendu populaire auprès des salariés. Il ne se borne pas non plus à jouer sur un air nouveau le débat entre réforme et révolution. […] Il s’agit de la première tentative conduite au niveau le plus élevé pour régulariser les relations industrielles et pour assurer à l’État républicain un pouvoir temporisateur [entre patronat et prolétariat]. […] Mais les forces sur lesquelles le millerandisme pouvait s’appuyer se sont finalement en partie dérobées. » Elle cite ainsi l’opposition de responsables politiques et l’« attitude expectative » des milieux ouvriers.

### Du socialisme au rapprochement avec le centre droit

#### Exclusion du PSF et rapprochement des modérés (1902-1909)

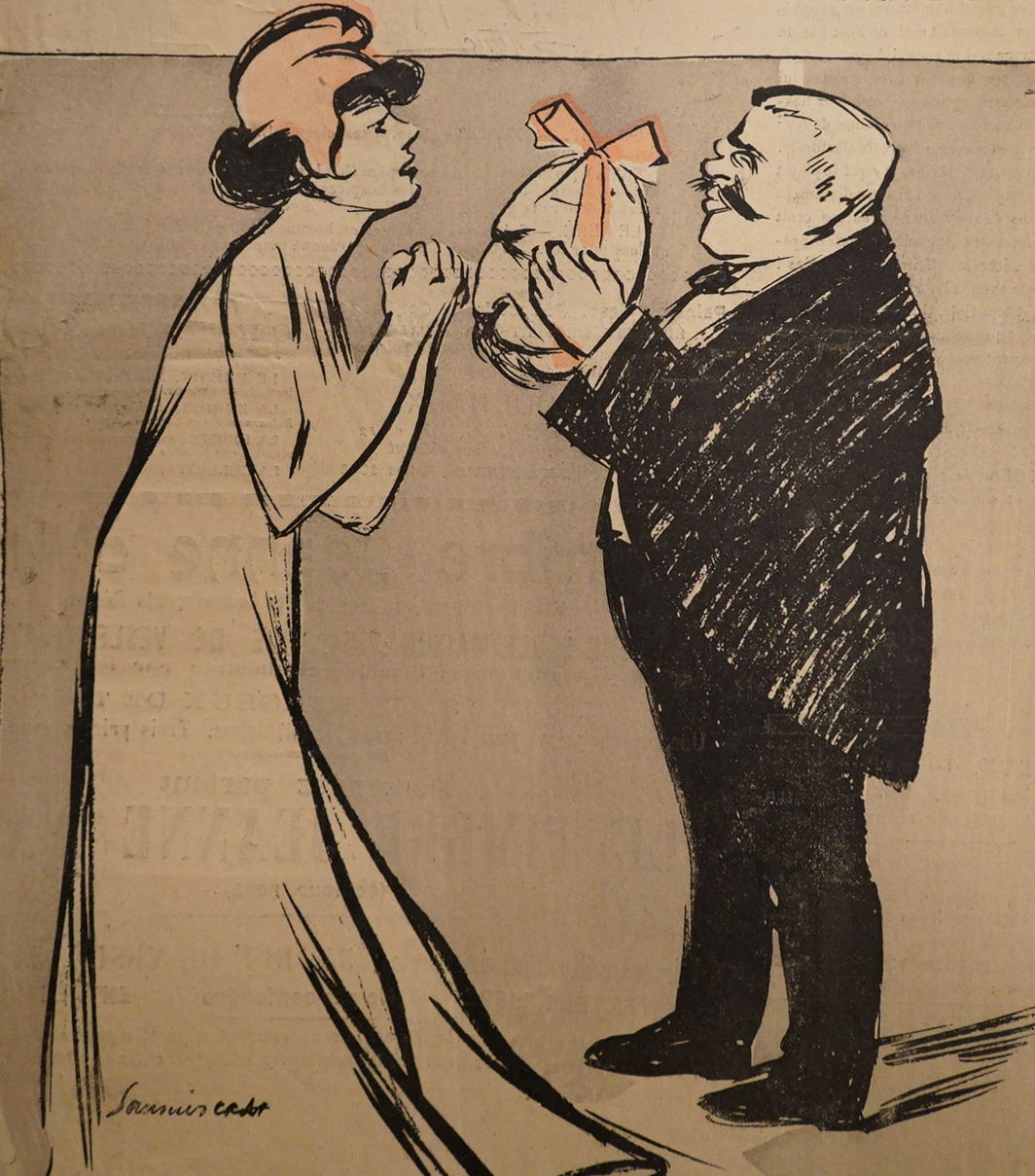
Alexandre Millerand offrant à Marianne la tête du président du Conseil, Émile Combes, sous la forme d'un œuf de Pâques (revue L’Étrille, avril 1904).

Si des figures comme Jean Jaurès et Aristide Briand défendent le ministre du Commerce dans le cadre de l'alliance avec les radicaux, ce n'est pas le cas des courants marxiste et blanquiste — respectivement conduits par Jules Guesde et Édouard Vaillant —, qui rompent avec les autres socialistes et se réunissent en 1901 au sein de l'Unité socialiste révolutionnaire (USR), renommée Parti socialiste de France (PSdF) l'année suivante. En mars 1902, Alexandre Millerand participe avec Jaurès au lancement du Parti socialiste français (PSF), qui regroupe les partisans de la « défense républicaine » prônée par Waldeck-Rousseau,.
Alors que cette querelle autour du « ministérialisme » se termine avec la fin du gouvernement Waldeck-Rousseau, Alexandre Millerand continue de susciter la controverse en apportant son soutien à des mesures nationalistes et en s'opposant à la suppression du budget des cultes. En 1903, il reçoit un blâme du PSF et échappe de peu à l'exclusion lors du congrès de Bordeaux : alors que Pierre Renaudel, Gustave Hervé et plus de la moitié des fédérations réclament son départ, l'appui de Jaurès est déterminant. Pour autant, Millerand — qui est devenu président de la commission d'Assistance et de Prévoyance sociales — continue de critiquer le gouvernement Combes pour son refus de faire voter des lois sociales, et se prononce contre un ordre du jour socialiste visant à condamner l'envoi de troupes sur des champs de grève. En janvier 1904, malgré son ralliement au principe de la séparation des Églises et de l'État, il est exclu du PSF.
Il rompt avec Jaurès sur la question du soutien au ministère d'Émile Combes, dont il est un farouche adversaire, et tente dorénavant de satisfaire à la fois les salariés et le patronat : il se prononce pour l'assouplissement de la loi des dix heures et vote contre la retraite à 60 ans, tout en continuant à défendre les retraites ouvrières ou la capacité civile des syndicats. Lors de l'élection présidentielle de 1906, il préfère Paul Doumer, soutenu par la droite, à Armand Fallières, candidat du Bloc des gauches. En vue des élections législatives de 1906, la fédération socialiste de Bretagne lui propose d'être candidat à Nantes, avant de retirer son offre sur pression de Jaurès. Pendant la campagne, Millerand accepte de soutenir des candidats de droite se réclamant de son nom. Faisant principalement face à Paul Lafargue, candidat des socialistes unifiés, il est réélu au premier tour dans sa circonscription du 12e arrondissement, retournant à la Chambre avec douze autres socialistes indépendants,.
Siégeant au sein du nouveau groupe parlementaire des Socialistes indépendants, il est régulièrement pressenti pour accéder à la présidence du Conseil ou tout du moins retrouver une fonction ministérielle. Souhaitant le portefeuille des Affaires étrangères, il refuse d'intégrer le gouvernement Clemenceau en tant que ministre de la Justice et bascule dans l'opposition. Il accède dans le même temps à la présidence de la commission du Travail de la Chambre des députés, à celle du conseil d'administration du Musée social ainsi qu'à la présidence de l’Association française pour la protection légale des travailleurs et à celle du comité Mascuraud, qui est proche du patronat,. En 1907, il adhère au Parti socialiste indépendant (PSI), mais il s'implique peu dans le parti, trop à gauche selon lui.

#### Ministre des Travaux publics du gouvernement Briand (1909-1910)
Dans le gouvernement formé par le socialiste indépendant Aristide Briand le 24 juillet 1909, il obtient le portefeuille des Travaux publics, des Postes et Télégraphes. Comme au Commerce quelques années plus tôt, il procède à une réorganisation de son administration en regroupant de nombreux services du ministère en quelques directions. Aux P&T, il supprime le sous-secrétariat d'État, accélère la distribution du courrier et poursuit le développement du télégraphe. Sur le plan social, il contribue à rétablir un climat particulièrement dégradé, en faisant réintégrer la plupart des postiers révoqués par son prédécesseur lors des grèves du printemps 1909, et favorise une meilleure représentation des agents et ouvriers au sein des instances de direction. Pour renforcer l'attractivité de la France, il décide de mettre en place l'Office national du tourisme (ONT), une mesure novatrice au niveau mondial.

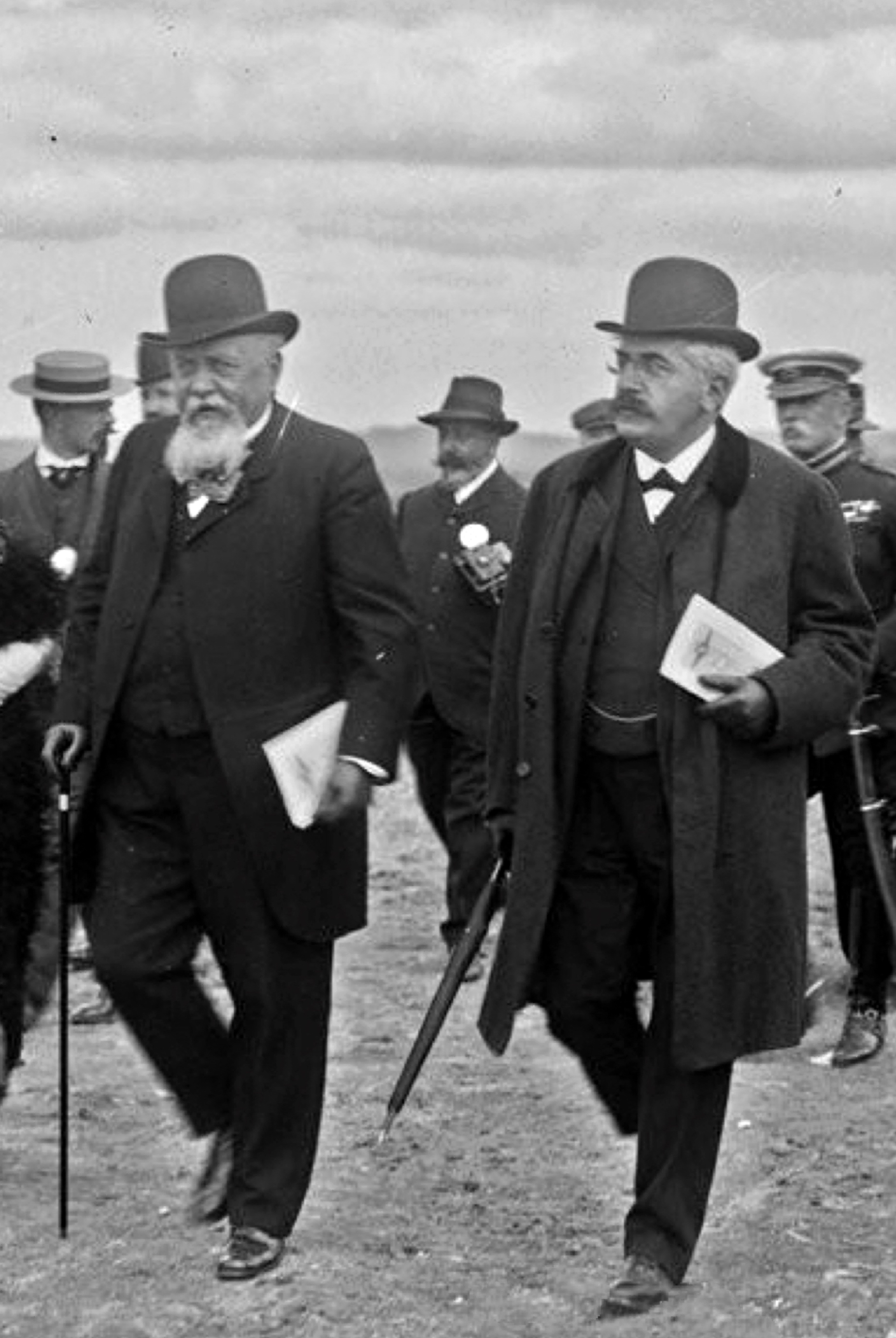
Le président Armand Fallières et Millerand en visite à Reims en 1909.

Chargé des Transports, il voit son action vivement contestée par Jean Jaurès, qui juge que la convention sur le rachat des chemins de fer de l'Ouest par l'administration est excessivement défavorable à cette dernière. Devenu réticent aux nationalisations, Millerand se heurte aux réticences de nombreux parlementaires pour ses projets de concessions de mines de charbon et de fer à des entreprises privées. Après la grande crue de la Seine de 1910, pour la prévention et la gestion de laquelle il est critiqué, il lance la construction d'ouvrages d'art afin de limiter les conséquences d'une nouvelle catastrophe de ce type. Pour lutter contre le déclin de la marine marchande, il accorde aux ports de commerce un statut d'autonomie par rapport à l'État.
Lors des débats parlementaires sur le mode de scrutin pour les élections législatives de 1910, Aristide Briand invoque un délai insuffisant pour remplacer le scrutin d'arrondissement par le scrutin de liste, dont le ministre des Travaux publics est un partisan historique,. Alors que le chef du gouvernement engage sa responsabilité sur cette question, Millerand s'abstient, une situation s'étant jusqu'ici produite seulement deux fois sous la Troisième République. Les tensions entre le président du Conseil et Alexandre Millerand continuent par la suite de s'accroître, notamment avec la grève d'octobre 1910, lors de laquelle le second reproche au premier de ne pas s'être montré suffisamment ouvert aux négociations.
Le ministre des Travaux publics aborde les élections de 1910 dans une situation délicate : affaibli par les critiques sur sa gestion de la grande crue, il est également au cœur d'un scandale après l'arrestation d'Edmond Duez, liquidateur des biens des congrégations religieuses qu'il a défendu en tant qu'avocat avec des honoraires conséquents. À l’issue du premier tour, il est le seul membre du gouvernement à être mis en ballottage,. Il bénéficie cependant de la décision de la SFIO de retirer son soutien à son candidat. Alexandre Millerand l'emporte finalement avec 48 % des suffrages des votants face à Charles Péchin (42 %), candidat nationaliste qu'il avait déjà affronté en 1902 ; il s’agit de son plus mauvais score depuis l’établissement du scrutin d’arrondissement en 1889 (voir infra).
En octobre 1910, une grande grève des cheminots éclate afin que le gouvernement généralise le salaire minimum de cinq francs par jour. Face à la menace d'une grève générale, le président du Conseil prononce la réquisition du personnel. Le ministre des Travaux publics qualifie le mouvement de « criminel » en raison du caractère de service public du transport par voie de chemin de fer,. Dans la foulée, voulant former un nouveau gouvernement, Aristide Briand décide de démissionner. Il souhaite qu'Alexandre Millerand fasse partie de son nouveau cabinet afin de faciliter l'adoption de son projet interdisant les grèves dans les services publics, mais Millerand juge cette mesure trop radicale, préférant l'introduction de l'arbitrage obligatoire de l'État, et refuse d'être reconduit dans ses fonctions. Il s'abstient lors du vote de confiance.

#### Premier ministère de la Guerre et virage conservateur (1911-1914)
Une fois sorti du gouvernement Briand, Alexandre Millerand œuvre à la formation d'un parti visant à regrouper les personnalités qui refusent de rejoindre la SFIO, le Parti radical ou l’Alliance républicaine démocratique. Ainsi, avec des figures comme Paul Painlevé, René Viviani et Alexandre Zévaès, il participe en juillet 1911 au lancement du Parti républicain-socialiste (PRS), qui se divise entre « radicalisants » et « socialisants ». Tenant d’une alliance capital-travail et de la « solidarité des classes » plutôt que de la lutte des classes, Millerand se rapproche davantage des premiers. Rapidement, il prend ses distances avec le PRS, ne participant pas au premier congrès de celui-ci, en décembre 1911. Il privilégie le groupe républicain-socialiste de la Chambre, où il continue de plaider pour le scrutin de liste au sein de la commission spéciale chargée d’étudier la réforme du mode de scrutin aux élections législatives.
Après la démission du ministère Caillaux, Alexandre Millerand fait son retour au gouvernement en devenant ministre de la Guerre dans le cabinet formé par Raymond Poincaré le 14 janvier 1912. Cette nomination est saluée par des nationalistes comme Charles Péguy, qui est un proche de Millerand depuis le début des années 1900. Les principaux collaborateurs du nouveau ministre sont le général Bourdériat et, une nouvelle fois, Raoul Persil. Dès son arrivée en fonction, afin d’éviter toute dualité, Millerand supprime la fonction de chef d’état-major de l’armée du général Dubail pour conserver uniquement celle de chef d’état-major général, qui est exercée par le général Joffre ; cette décision est critiquée par le général Pédoya, qui voit une concentration excessive des pouvoirs dans les mains d'un seul homme. Dans la lignée de son opposition au gouvernement Combes, Millerand met alors un terme à la pratique des « fiches ».

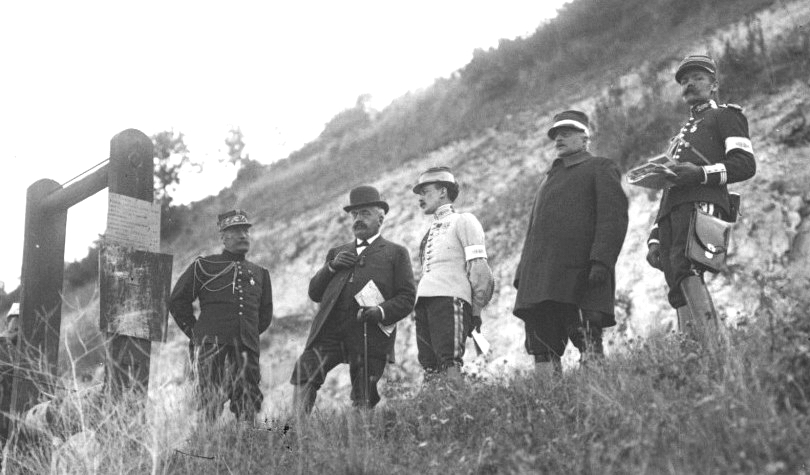
Alexandre Millerand assistant à des manœuvres militaires (septembre 1912).

Raymond Poincaré accorde à son ministre de la Guerre une grande liberté d'action. Inquiet du renforcement du dispositif militaire allemand, Alexandre Millerand fait augmenter le budget de l’armée et renforcer les effectifs français par plusieurs moyens : relance des sociétés privées de préparation militaire, qui agissent en amont de l’incorporation, avantages financiers accordés aux militaires de la France d'outre-mer acceptant de prolonger leur engagement, etc. Le ministre juge ainsi inutile de porter le service militaire de deux à trois ans, comme le défend le député Émile Driant, mais il semble changer d'avis sur cette question à la fin de l'année 1912,. En matière d'équipement, il s'attache à développer l'aéronautique, qu'il présente comme la cinquième arme militaire, en faisant voter la loi d'organisation du 29 mars 1912 et en lançant une souscription publique.
Prenant le contre-pied des mesures adoptées dans les deux années précédant son arrivée au ministère, il défend les juridictions militaires, rétablit le droit de sanction de la part des sous-officiers et caporaux, durcit le régime des permissions,. Pour lutter contre l'antimilitarisme, il étend le champ d'application du Carnet B et fait adopter la loi « Millerand-Berry » (ou « loi des exclus »), qui renforce la répression envers les détracteurs de l'armée, au grand dam des socialistes. En septembre 1912, afin de réduire l'influence de la sphère politique dans l'armée, il publie une circulaire proscrivant l'adhésion des militaires aux syndicats ou associations loi de 1901, ce qui conduit à un affrontement avec le général André,. Aux interrogations du président du Conseil sur un manque supposé d'intérêt accordé à Verdun, Millerand répond qu'il refuse de délaisser les autres sites de l'est du pays.
La politique nationaliste qu'il mène au gouvernement continue de creuser le fossé le séparant de la gauche. Sa décision de réintégrer le colonel Paty de Clam, chargé de l’instruction préliminaire de l’affaire Dreyfus, lui vaut de nouvelles accusations d'anti-républicanisme et des appels à la démission. Alors candidat à l'élection présidentielle, Raymond Poincaré lui demande sa démission le 12 janvier 1913. Redevenu simple député, Alexandre Millerand soutient la candidature de Poincaré à l'Élysée, critique l'évolution à gauche des radicaux et se rallie à la loi des Trois ans. En vue des élections législatives de 1914, il rejoint la coalition centriste de la Fédération des gauches, dont il devient l'un des vice-présidents. Millerand est réélu député dès le premier tour avec face au Dr Musy, socialiste révolutionnaire qui s’était déjà présenté contre lui en 1910. Cependant, les accords de désistement entre radicaux et socialistes permettent à la gauche de sortir victorieuse du second tour au niveau national.

#### Nouveau passage au ministère de la Guerre (1914-1915)

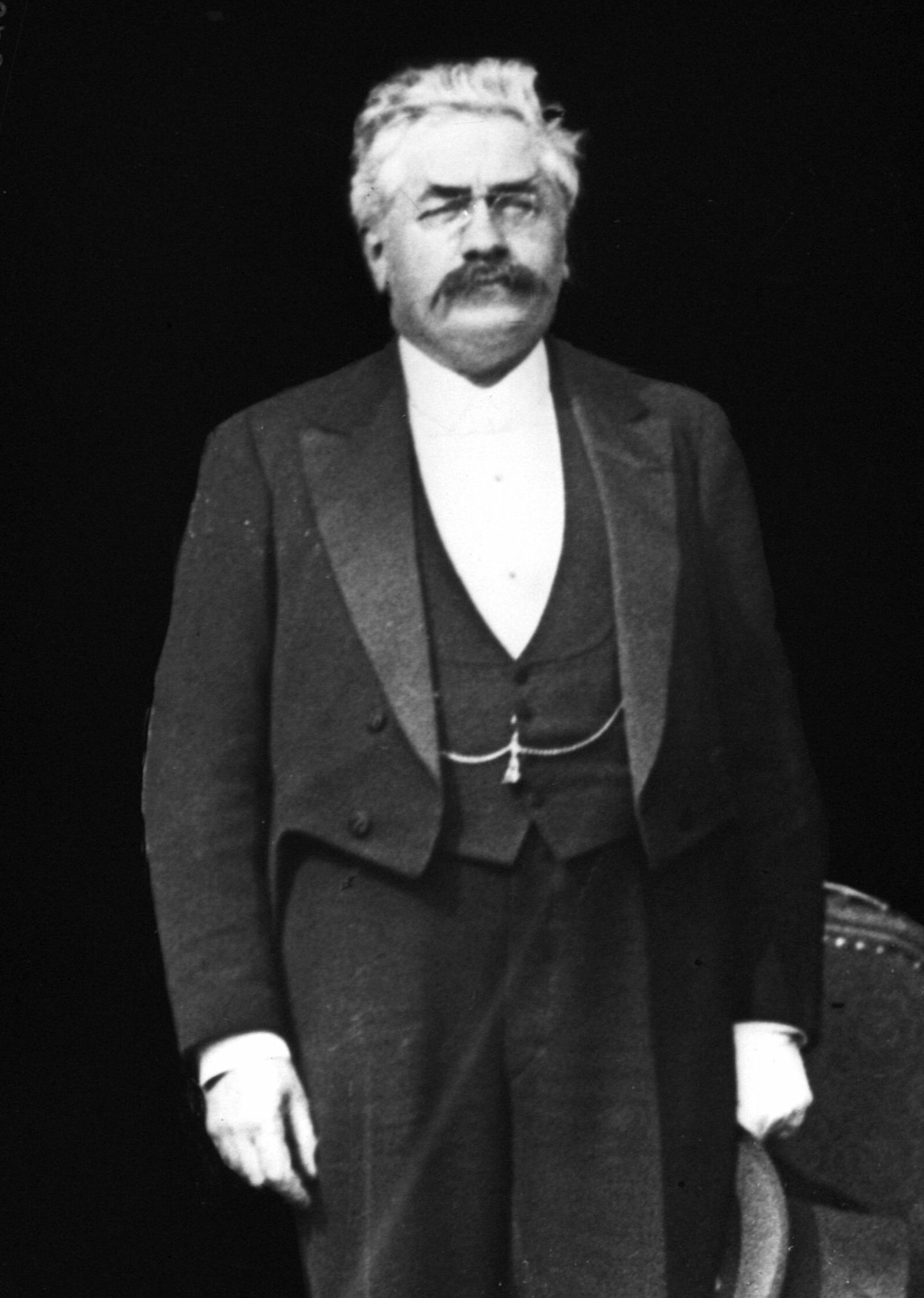
Alexandre Millerand en 1915.

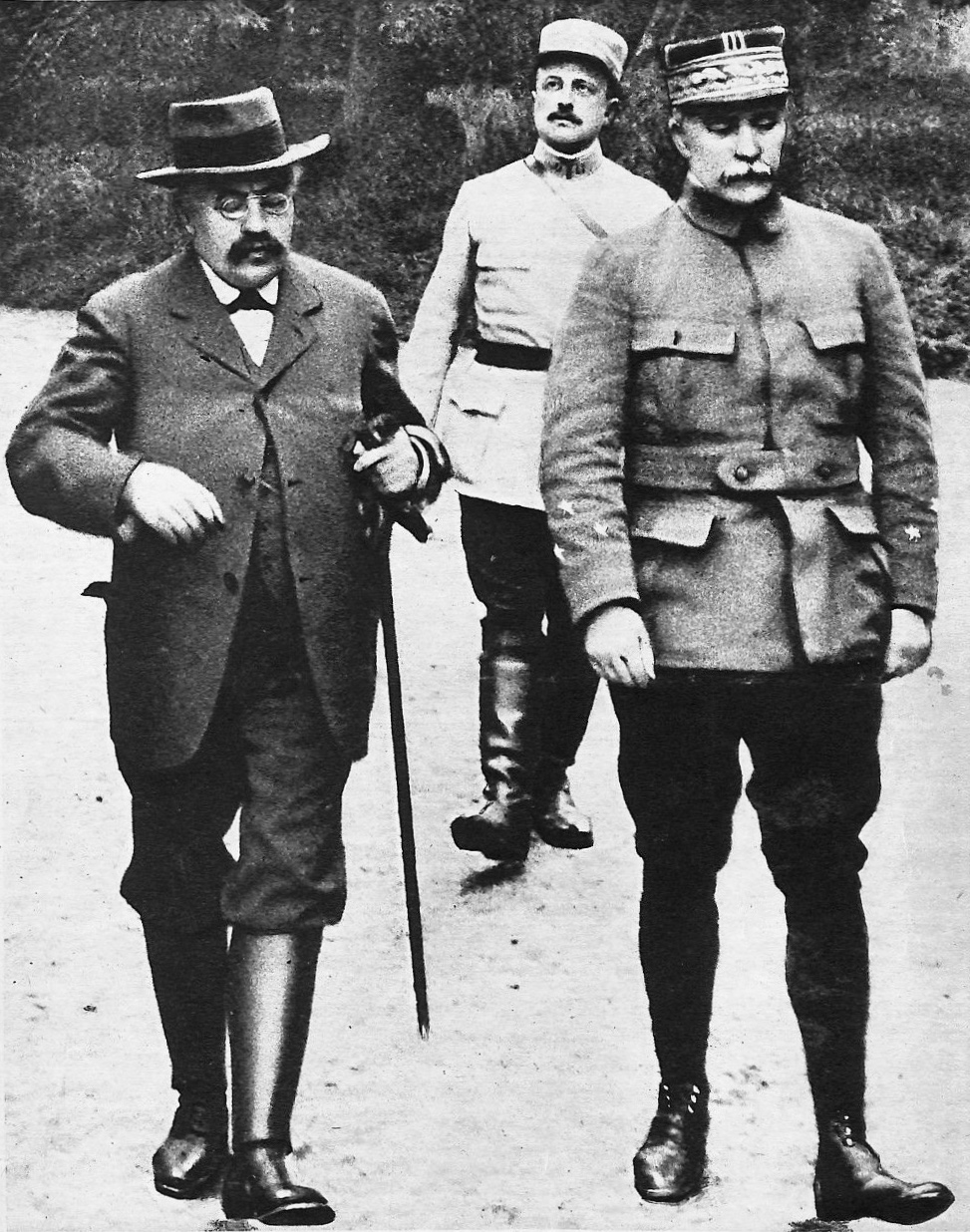
Alexandre Millerand s’entretenant avec le général Pétain.

Le 26 août 1914, lors de la formation du second gouvernement Viviani, peu après le début de la guerre mondiale, Alexandre Millerand effectue son retour au ministère de la Guerre, alors qu'il demandait une nouvelle fois le portefeuille des Affaires étrangères. Le mois suivant, dans le cadre du départ du gouvernement pour Bordeaux, son ministère s'installe dans la faculté des lettres de la ville. Pour des raisons de sécurité, il y reste jusqu'en janvier 1915, soit un mois de plus que le reste de l'exécutif.
Intermédiaire entre le Grand Quartier général et le pouvoir politique, Alexandre Millerand laisse à l’armée une grande liberté d’action, se faisant essentiellement le relai de la volonté du général Joffre. En privé, le président Poincaré évoque alors une « dictature militaire ». En septembre 1914, Millerand satisfait la demande du généralissime de remplacer les conseils de guerre par des conseils de guerre spéciaux, à la composition restreinte, ne menant pas d’instruction et rendant des décisions non susceptibles de recours,. Joffre obtient également le renforcement de la censure, qui conduit à une suspension temporaire de la parution du journal de Clemenceau, L'Homme libre. Néanmoins, surtout à la fin du ministère, le généralissime doit à plusieurs reprises s'incliner, notamment durant la bataille des Dardanelles, Millerand cherchant à contrecarrer les accusations de passivité le visant.
Au début du conflit, alors que la France manque d'armements et de main d'œuvre, le ministre de la Guerre privilégie les armes de 75 mm, demande aux entreprises privées de fournir 100 000 obus par jour et fait rappeler des ouvriers du front pour assurer l'effort industriel,. Mais alors que la production s'avère insuffisante et que sa gestion est remise en cause par un rapport du sénateur Raphaël Milliès-Lacroix, Alexandre Millerand refuse de prendre des sanctions contre les industriels et indique au Sénat qu'il a fallu « sacrifier la qualité » au profit de « la quantité ». Avec l'émergence de la guerre de tranchées, il opte pour le développement de l’armement lourd, mais ses commandes sont jugées tardives et insuffisantes,. Si son action en matière d'organisation de l'aéronautique est également critiquée, la situation est jugée satisfaisante pour la production de fusils.
Alexandre Millerand se rend peu dans les zones de combat, préférant signer de nombreuses circulaires depuis Paris. Pour augmenter les effectifs au front, il renforce les contrôles à l’égard des « embusqués », revoit le statut de réformé et instaure des commissions de trois médecins à la place des conseils de révision, qu'il juge trop lourds. Il réduit également les délais entre l'appel d’une classe d'âge et sa mobilisation effective, et maintient en service les classes 1887 et 1888. Alors que les conditions d'incorporation de la classe 1915 sur le plan logistique lui sont reprochées, il prend des mesures en faveur des combattants (assouplissement du régime des permissions, augmentation des soldes, possibilité d'évolution sans condition d'ancienneté, etc.).

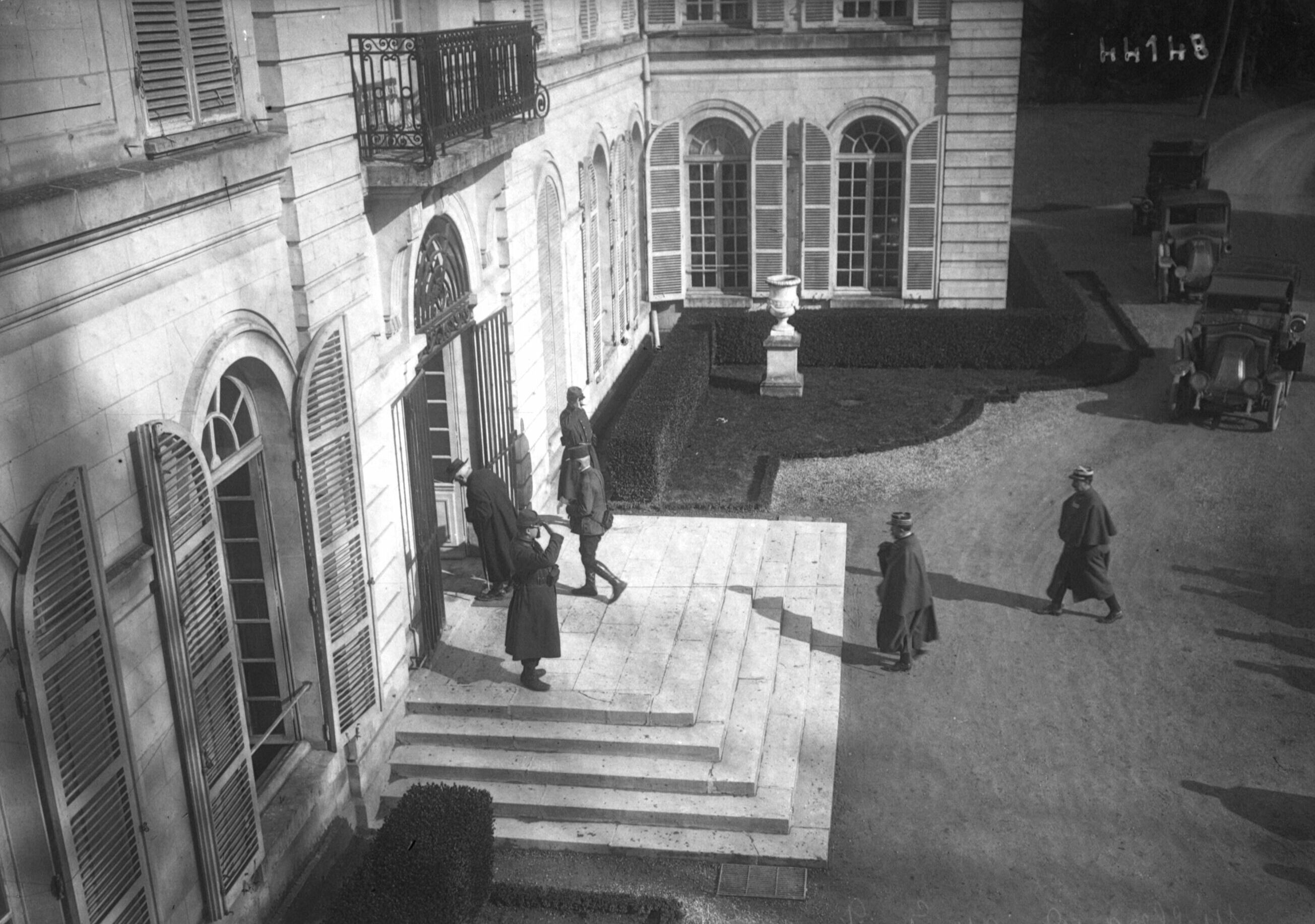
Arrivée de Millerand au Grand Quartier général (février 1915).

Pendant ses premiers mois au gouvernement, il n'a pas à se justifier devant les commissions parlementaires en raison de l'ajournement des chambres. Par la suite, il cherche à réduire le contrôle du Parlement, qui entend exercer ses prérogatives d'examen et de contrôle sur la quasi-totalité des questions liées aux armées,. Des parlementaires s'insurgent que les marchés passés par le ministère de la Guerre, notamment en matière de ravitaillement, soient réalisés dans une certaine précipitation et débouchent sur des prix qu'ils jugent trop élevés. Sur la question religieuse, sous la pression des socialistes et des radicaux, Millerand doit revenir sur sa décision d'autoriser les chapelles dans les hôpitaux et modérer la circulaire affectant les membres du clergé au service de santé des armées, ce qui était vu comme un traitement de faveur accordé aux ecclésiastiques. Également malmené au sein du Conseil des ministres, le ministre de la Guerre se voit imposer le retour de sous-secrétaires d’État,.
Le 29 octobre 1915, à la suite de la démission du ministère Viviani, Aristide Briand forme un gouvernement dont Alexandre Millerand ne fait pas partie. Critiqué par des figures de gauche pour son soutien indéfectible à Joffre, le rôle du général Baquet à ses côtés, la crise des armements et son manque de transparence, Millerand voit son action saluée par la presse centriste et de droite. Dans Le Figaro, Alfred Capus écrit : « Depuis plus d'un an, M. Millerand a manié ce formidable organisme de la défense nationale avec une force, une précision, un dévouement dont tous les patriotes lui sauront éternellement gré ». De son côté, Jacques Bainville suggère l’idée d’un directoire Joffre-Delcassé-Millerand. Le rapport d’André Tardieu de 1917 sur l’artillerie lourde soulignera les efforts entrepris par Millerand en la matière.

#### Reste du conflit et commissariat général à Strasbourg (1915-1920)
Après sa sortie du gouvernement, tout en reprenant sa carrière d’avocat, Alexandre Millerand continue de s'investir dans le débat politique. À partir d’octobre 1916, il tient une série de « conférences patriotiques », dans lesquelles il défend l’Union sacrée et l’effort de guerre, soutenant les emprunts de la Défense nationale et s’attaquant au leitmotiv socialiste « la paix sans annexion ni indemnité ». À la fin de l’année 1917, partisan d’un homme fort, il se prononce pour l’accession de Georges Clemenceau à la tête du gouvernement. En parallèle, il est élu président du conseil d’administration du Conservatoire des arts et métiers, président de la Ligue maritime française et membre de l’Académie des sciences morales et politiques, où il se montre très influent,.
En mars 1919, après avoir tenté de régler la question du retour de l'Alsace-Lorraine uniquement depuis Paris, Georges Clemenceau nomme Alexandre Millerand — défenseur historique du retour de ces territoires dans le giron français — au poste de commissaire général de la République à Strasbourg. Pour réorganiser les trois anciens départements sur le plan administratif, Millerand dispose d'importants pouvoirs. Dès sa prise de fonction, il fait transférer le conseil supérieur d’Alsace et de Lorraine de Paris à Strasbourg et renforce en son sein le poids des représentants locaux. En quelques mois, les fonctionnaires allemands sont tous contraints de quitter leur emploi. Pour la population allemande, estimée à 400 000 individus, il fait procéder à une étude au cas par cas par des commissions départementales, qui autorisent certaines personnes à demander la nationalité française.
L'Alsace-Lorraine n'étant pas juridiquement considérée comme française avant l'entrée en vigueur du traité de Versailles, il instaure un régime administratif provisoire, qu'il fait rapidement prolonger en invoquant les difficultés d'harmonisation des législations. Consacré par la loi du 17 octobre 1919, ce statut spécial a pour objectif affiché de faire entrer l’Alsace et la Moselle dans les structures législatives françaises de façon progressive et non au moyen d'une « assimilation » pouvant susciter le rejet des populations locales,. Le Petit Parisien souligne que le commissaire général approuve les politiques de centralisation menées par Louis XIV et Napoléon Ier mais qu’il « estime que les temps ne sont plus où de pareilles mesures s'imposent, surtout vis-à-vis de provinces qui ont fait la preuve d'un inébranlable attachement à la patrie ».
Ainsi, tout en cherchant à harmoniser les législations française et locale, Alexandre Millerand se montre soucieux de préserver les particularismes de l’Alsace-Lorraine. Si de nombreuses normes et structures françaises font leur retour, il est décidé de maintenir le Concordat et le généreux régime local de sécurité sociale, que Millerand espère voir à terme étendu à tout le territoire. En matière économique, il lance un vaste plan de reconstruction des infrastructures et doit affronter d’importantes grèves dans les transports. Sur le plan fiscal, la plupart des prélèvements indirects sont harmonisés, mais les taux avantageux des droits de succession et contributions directes sont conservés.
Pendant ses dix mois au commissariat général, il se heurte au jacobinisme de Clemenceau, notamment sur la question du Concordat, ce dernier préférant l'enregistrement des bulles pontificales par le Conseil d'État plutôt que par une institution locale. Néanmoins, la gestion d'Alexandre Millerand est globalement saluée, aussi bien par les parlementaires français que par les élus alsaciens et mosellans, y compris de gauche. Devenu président du Conseil en janvier 1920, il est remplacé dans ses fonctions par Gabriel Alapetite. Quelques mois plus tard, il défend la création d'un « conseil régional d'Alsace et de Lorraine » pour remplacer le conseil supérieur, mais l’opposition du Parlement le conduit à privilégier un simple conseil consultatif.
Nourrissant d’autres ambitions que la seule Alsace-Lorraine, il se présente aux élections législatives de novembre 1919 sous les couleurs du Bloc national, une coalition se voulant la continuation de l'Union sacrée et allant des radicaux modérés à la Fédération républicaine et comprenant même certains nationalistes. Avec le découpage instauré par la nouvelle loi électorale, Alexandre Millerand se présente dans le deuxième secteur de Paris (1er, 2e, 3e, 4e, 11e, 12e, 20e arrondissements), à la tête d'une liste où figurent plusieurs personnalités de droite, dont le nationaliste Maurice Barrès en deuxième position. Alors qu'il fait principalement campagne sur l'économie et sur la promesse d'un renforcement des pouvoirs de l'exécutif, il est la cible de la SFIO, qui l'accuse de cléricalisme,. Dans un contexte national favorable, il arrive en tête du scrutin et sa « liste d’union républicaine, nationale et sociale » obtient huit élus, contre trois sièges pour la liste socialiste et un pour une liste socialiste dissidente,. Sous la XIIe législature, il ne siège dans aucun groupe.

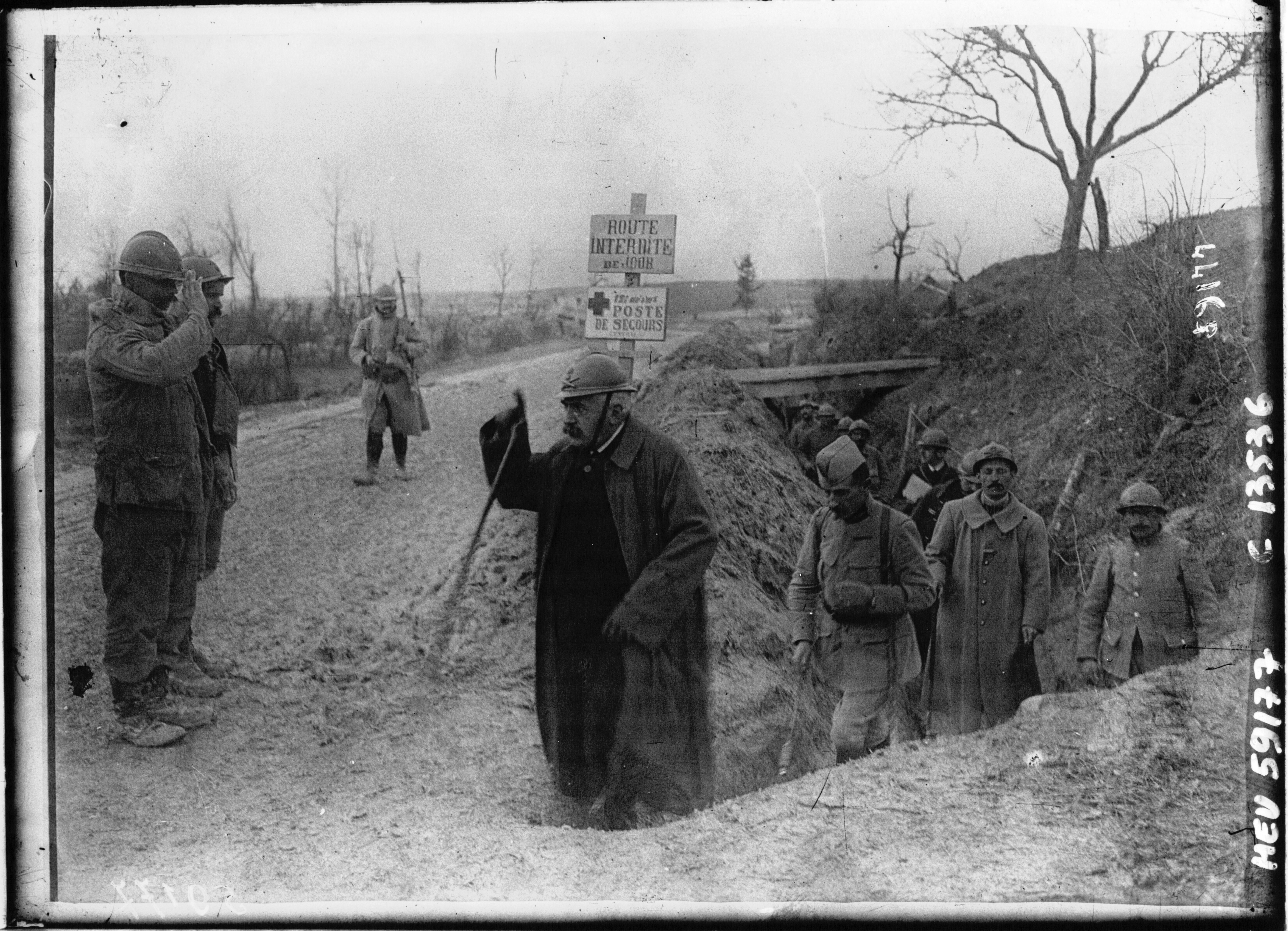
Alexandre Millerand rendant le salut à deux poilus après avoir parcouru une tranchée (1916).
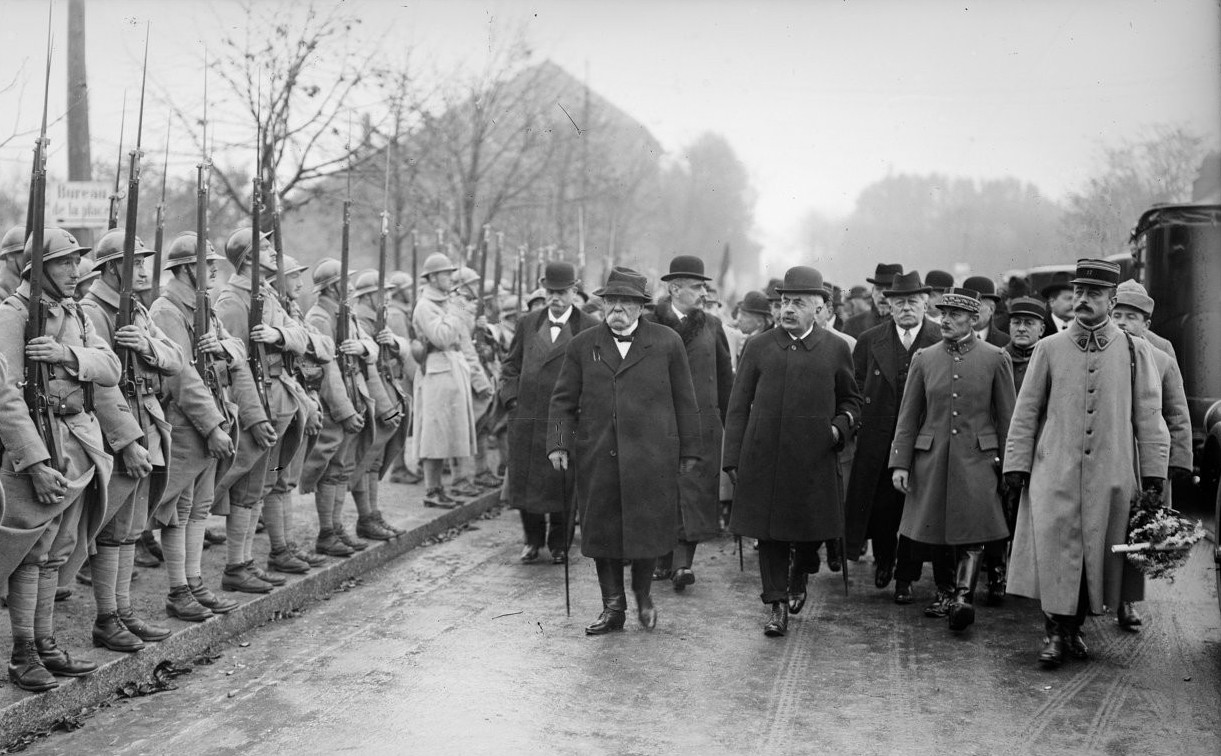
Passage en revue des troupes par Georges Clemenceau et Alexandre Millerand (5 novembre 1919).
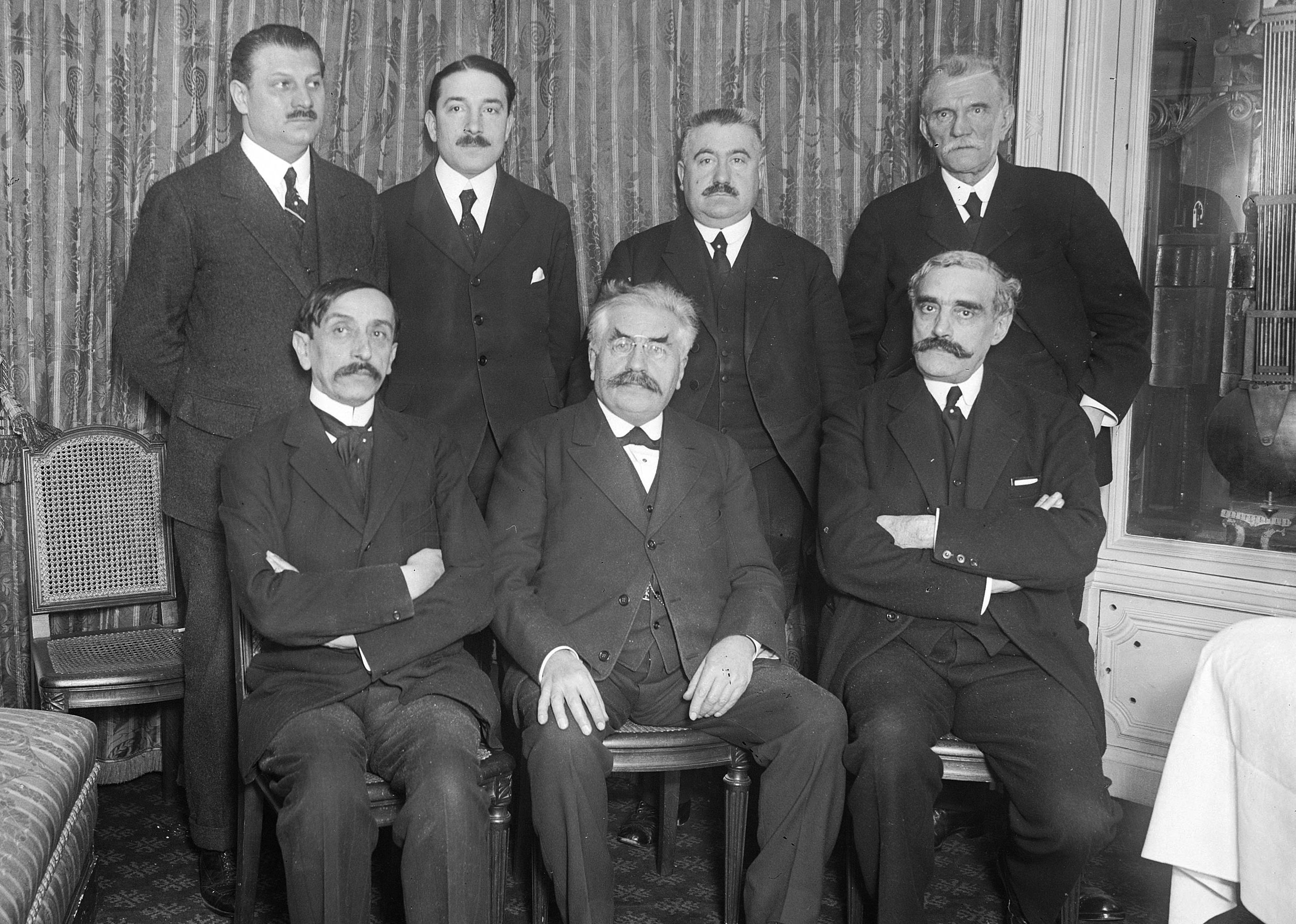
Alexandre Millerand et six autres élus du Bloc national du 2e secteur de Paris lors des législatives de 1919.

## Figure centrale du pouvoir exécutif

### Président du Conseil et ministre des Affaires étrangères (1920)

#### Nomination

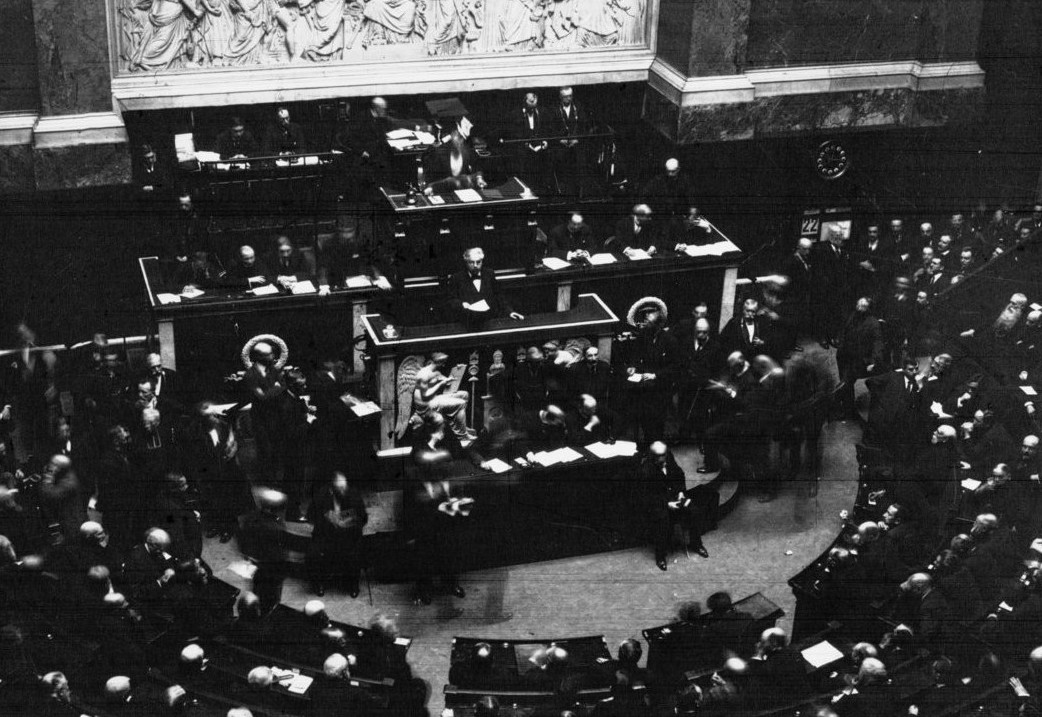
Alexandre Millerand à la tribune de la Chambre des députés lors de la présentation de son gouvernement (janvier 1920).

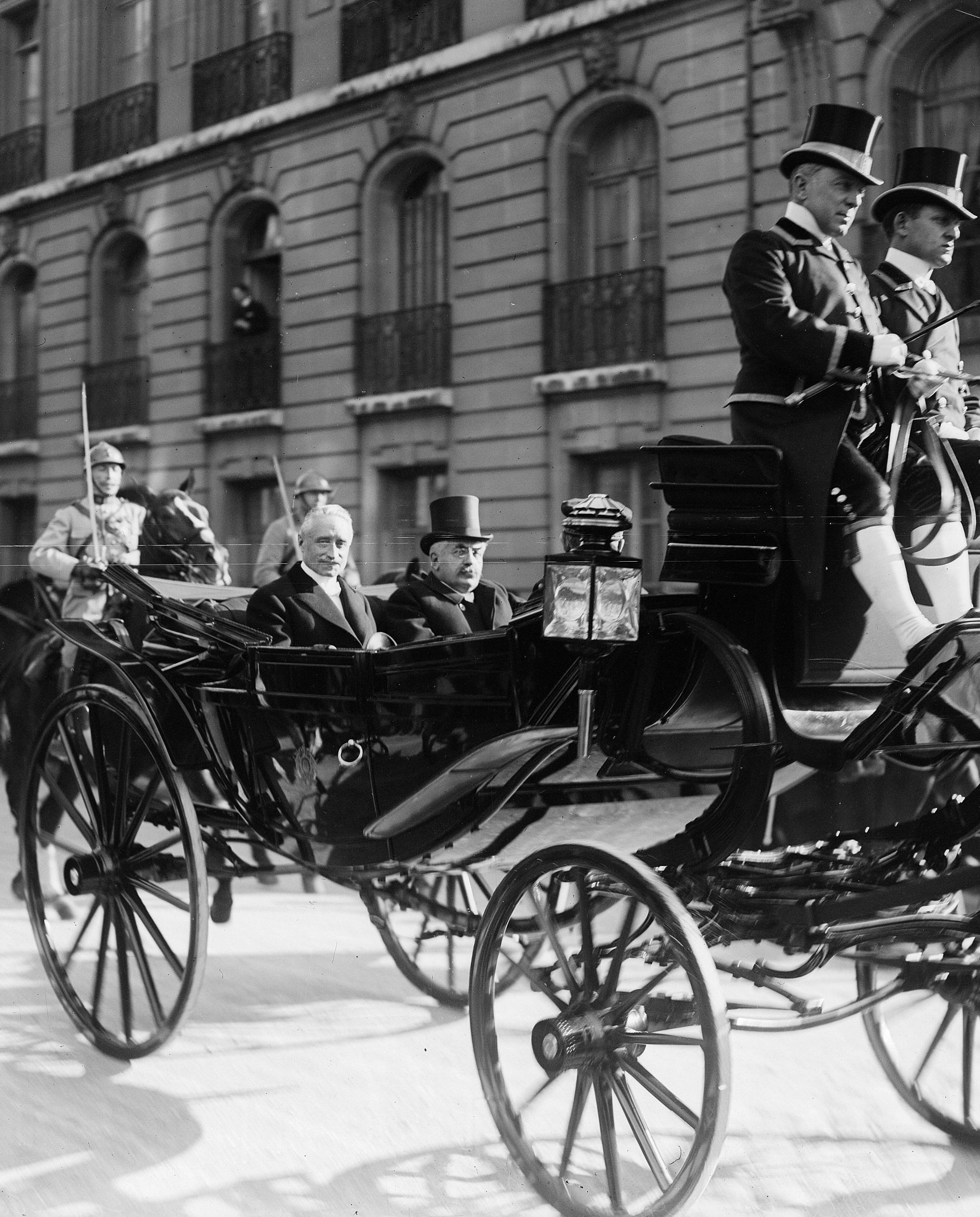
Alexandre Millerand accompagnant Paul Deschanel, président de la République élu, pour sa prise de fonction à l’Élysée (18 février 1920).

À l’issue des élections législatives, en raison de l’âge avancé de Clemenceau et de l'inexpérience d'André Tardieu, il apparaît comme le mieux placé pour former un nouveau gouvernement. Le président du Conseil sortant écrit alors : « M. Millerand est certainement le représentant désigné de la majorité de la Chambre. […] C'est sa politique, ce sont les alliances qu'il a réalisées qui ont triomphé dans le pays. » Après avoir été battu à l'élection présidentielle du 17 janvier 1920 par Paul Deschanel, « le Tigre » quitte la présidence du Conseil.
Sollicité par Poincaré et sur insistance de Clemenceau, Alexandre Millerand forme le 20 janvier un cabinet dans lequel il est également ministre des Affaires étrangères. Son gouvernement est composé de 25 membres (15 ministres et 10 secrétaires d'État), dont plusieurs novices en politique, ce qui constitue une première. Ne comptant aucune personnalité de premier plan, il comprend de nombreux centristes, quelques radicaux et seulement un député issu du groupe de droite ERD, qui est pourtant le plus grand à la Chambre,. Cette dernière caractéristique explique pourquoi seulement 272 députés votent l’ordre du jour gouvernemental, 331 s’abstenant et 23 se prononçant contre. Mais en février, l'ERD décide de rallier le cabinet, ce qui assure à celui-ci une confortable majorité.
Le 18 février 1920, conformément à l'usage, Alexandre Millerand remet sa démission au nouveau chef de l'État, Paul Deschanel. Après avoir songé à l’évincer, celui-ci le reconduit dans ses fonctions,. Millerand constitue alors un second gouvernement, qui a pour seule différence avec le précédent l'ajout d'un sous-secrétariat d’État aux Régions libérées.

#### Politique intérieure
Dans la continuité de son action au sein du gouvernement Waldeck-Rousseau, Alexandre Millerand entend mettre l’accent sur les questions sociales. Il appelle à l’application concrète de la loi des huit heures, adoptée l’année précédente, et fait adopter des textes visant à améliorer la condition des mineurs et des ouvriers métallurgistes. Contre la volonté de la droite, il met en place une de ses propositions phares, la capacité civile des syndicats, et autorise pour ceux-ci l’adhésion des femmes sans le consentement de l’époux et des moins de 16 ans sans l’autorisation des parents,. Une autre de ses propositions, l’arbitrage obligatoire en cas de conflit du travail — qui empêche toute grève avant le prononcé de la sentence arbitrale —, suscite l’opposition de la gauche mais aussi de la droite, et n’aboutit pas avant la fin du ministère.
Le président du Conseil doit gérer plusieurs mouvements sociaux soutenus par la CGT, radicalisée par l’avènement du régime soviétique. En février 1920, il réprime une importante grève des cheminots (arrestations, mesures de restrictions alimentaires, réquisitions de locaux), qu’il rend impopulaire en la présentant comme un obstacle au redressement national,,. Alors que de nouvelles grèves commencent au début du mois de mai, il adopte à nouveau une attitude de fermeté, massivement approuvée par la Chambre. La CGT durcissant ses actions, l'exécutif fait ouvrir une information judiciaire aux fins de dissolution du syndicat et interdit la grève chez les fonctionnaires,. Millerand refuse cependant de s’attaquer au droit syndical, réorganise le système des chemins de fer (avec une présence accrue de l’État), accorde des primes aux cheminots et fait expulser des étrangers soupçonnés d’activité révolutionnaire.
Sur le plan budgétaire, malgré l'apport des réparations de guerre, les dépenses induites par la reconstruction, les indemnisations et les contributions pour l'Alsace-Lorraine conduisent à un déficit réel de quelque 30 milliards de francs. Pour y faire face, Alexandre Millerand milite pour des emprunts auprès des pays restés neutres pendant le conflit, mais y renonce finalement au profit d'une politique de rigueur, notamment en raison de l'instance du ministre des Finances, Frédéric François-Marsal. Si quelques emprunts sont toutefois lancés, c'est surtout par l'instauration de nouveaux prélèvements que le Parlement entend restaurer l'équilibre (création d'une taxe sur le chiffre d'affaires, accroissement de l'assiette de l'impôt cédulaire sur les salaires, etc.).
Dans les régions libérées, Millerand subit un déficit de popularité du fait de sa volonté initiale de revenir sur la loi du 17 avril 1919 et des lenteurs de l’action étatique. Le chef du gouvernement reconnaît publiquement des défaillances, en particulier des problèmes de coordination entre le ministère des Finances et celui des Régions libérées, ainsi que des retards dans la délivrance des titres de créance aux sinistrés et dans le versement des indemnisations aux communes. Dans ce contexte, il annonce le lancement de sociétés anonymes devant loger des familles ouvrières avec l’aide de l'État, accélère les procédures d'évaluation des préjudices de guerre et refuse de donner une suite favorable à la demande de François-Marsal de réduire le budget des régions libérées. Dans la continuité de son action au commissariat général de la République, il gère directement avec Gabriel Alapetite les questions liées à l’Alsace-Lorraine.
Sur le plan institutionnel, le président du Conseil cherche à revenir à la situation d'avant guerre en supprimant le Comité de guerre, qui était doté de prérogatives législatives, ou en acceptant d'être auditionné par les commissions. Il veille cependant à assurer l'indépendance du pouvoir exécutif vis-à-vis des différents groupes parlementaires — contrairement à la pratique du début des années 1900 — et menace de démission s’il n’obtient pas du Sénat le vote de trois douzièmes provisoires. À plus long terme, il entend modifier les lois constitutionnelles de 1875, mais la démission de Paul Deschanel ne lui en laisse pas le temps.

#### Politique étrangère

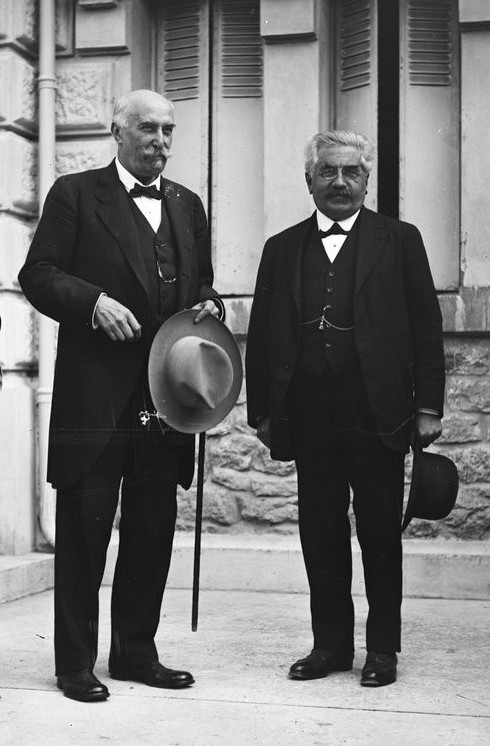
Alexandre Millerand et Giovanni Giolitti, président du Conseil des ministres d'Italie, lors de la conférence d’Aix-les-Bains (12 septembre 1920).

En plus d’être à la tête du gouvernement, Alexandre Millerand assure les fonctions de ministre des Affaires étrangères. Durant les conférences interalliées, qui se tiennent à l’étranger, Gustave Lhopiteau assure l'intérim à la présidence du Conseil et Auguste Isaac l’intérim aux Affaires étrangères.
Millerand considère le Royaume-Uni comme le principal allié de la France, bien que des désaccords apparaissent avec Lloyd George, qui se montre plus souple sur la question allemande. Il déplore en parallèle l'isolationnisme croissant des États-Unis, qui dénoncent la prépondérance du « parti militariste » en France et refusent de lui verser des aides financières,. Il s'entend en revanche sur de nombreux points avec la Belgique, avec laquelle la France signe une alliance militaire, et l'Italie, après le départ du président du Conseil Francesco Saverio Nitti. En quête de nouveaux soutiens face à l'Allemagne et la Russie soviétique, il se rapproche de la Pologne, de la Tchécoslovaquie et de la Roumanie, mais garde ses distances avec la Hongrie.
L'arrivée au pouvoir de Millerand intervient au début de l'application du traité de Versailles, alors que l’Allemagne n'honore pas plusieurs de ses engagements (livraison des responsables de guerre, respect des livraisons de charbon…). Le chef du gouvernement français se heurte alors au Royaume-Uni et à l'Italie, qui entendent privilégier les capacités de paiement de l’Allemagne au respect de la lettre du traité de paix. Conscient des limites de ce texte, Millerand refuse de procéder à des représailles dans les « affaires intérieures de l’Allemagne » en soutenant les mouvements séparatistes, et fait quelques concessions, ce qui lui attire l'opposition de nombreux parlementaires français, notamment André Tardieu et Louis Barthou,.
En avril 1920, après le putsch de Kapp et la pénétration de forces allemandes dans la zone neutre de la Ruhr, Alexandre Millerand décide de l'occupation unilatérale de cinq villes d'Allemagne. Partisan d'une intervention dans l’ensemble de la région, le président Deschanel envisage alors de le remplacer par le ministre de la Guerre, André Lefèvre. Sous la pression des alliés, il fait finalement évacuer les communes allemandes et accepte la reprise des négociations avec le Reich,. Alors qu’une partie de sa majorité s’oppose à toute remise en cause du traité de Versailles, et que Poincaré a démissionné de la tête de la Commission des réparations, Millerand participe à la conférence de Spa : il y accepte une réduction à 52 % (contre 55 % initialement) du total des réparations allemandes accordées à la France et un allongement du délai de désarmement de l'Allemagne. La Chambre adopte les accords de Spa par 356 voix, soit une centaine de moins que la majorité gouvernementale. Millerand continue par la suite de prôner le dialogue, tout en menaçant d'une intervention militaire en cas de non-respect des obligations allemandes.

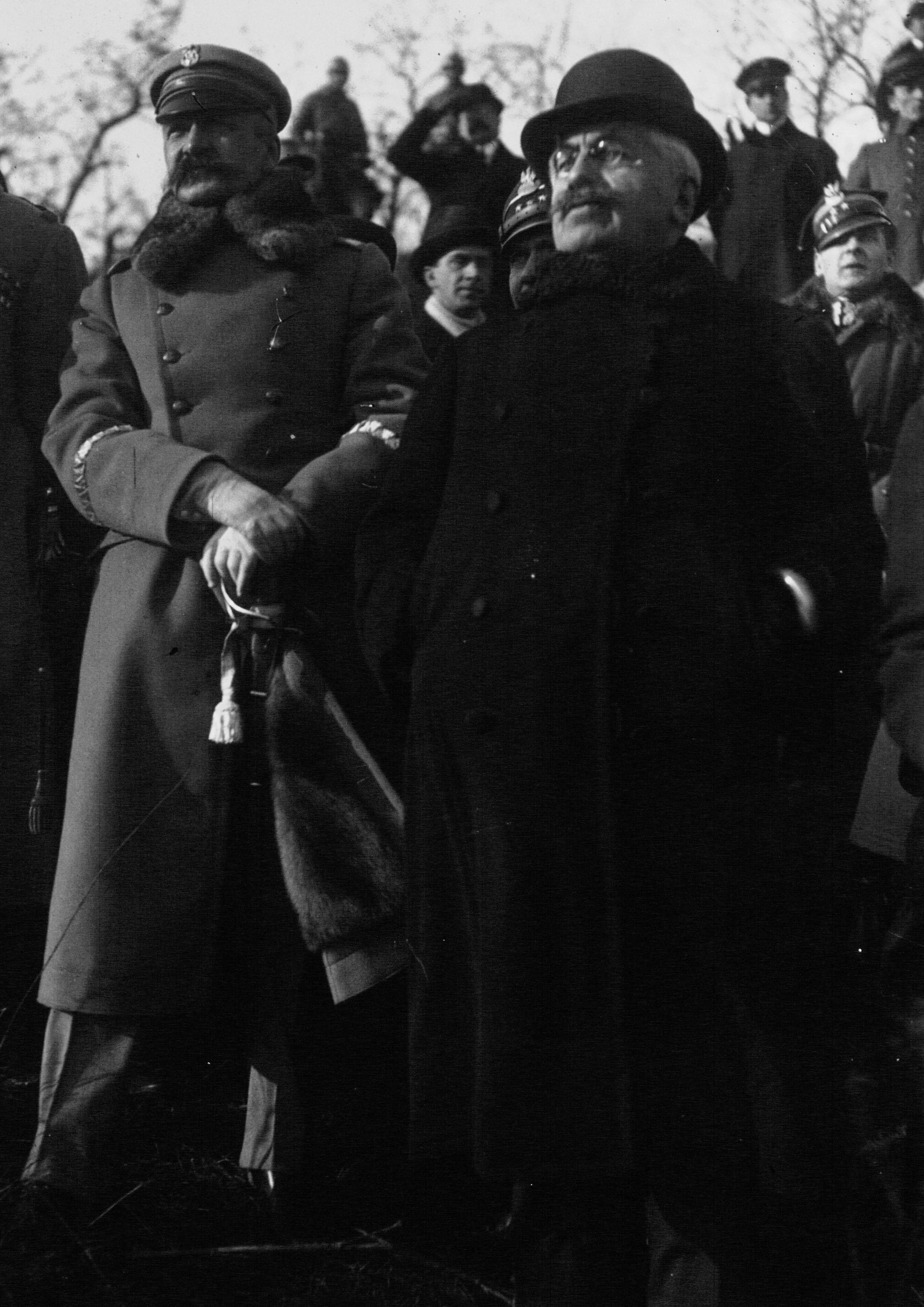
À l’issue de la guerre soviéto-polonaise, Alexandre Millerand ici avec le général Piłsudski en 1921 est considéré comme le sauveur de la Pologne.

Dans le cadre de la guerre civile russe, Millerand se pose en opposant résolu au communisme. Ne croyant pas à une prise du pouvoir par des partis démocratiques, il soutient les Russes blancs et déplore l’abandon d'Alexandre Koltchak par les alliés. Il doit cependant composer avec Lloyd George, davantage enclin au dialogue avec Moscou, et accepte de poursuivre la reprise des négociations commerciales avec les coopératives russes tout en estimant « difficile d'aller plus loin, sous peine de se laisser entraîner à des accords équivalant à un véritable traité de commerce, qui impliquerait la reconnaissance du gouvernement bolchevik ». En août 1920, il apporte une aide militaire conséquente au général Wrangel sans exiger de paiement immédiat, reconnaît le gouvernement de la Russie du Sud, mais ne va pas plus loin dans son soutien, sur les conseils du diplomate Maurice Paléologue,.
Avec le double objectif de préserver l'intégrité territoriale de la Pologne et d’affaiblir la Russie soviétique, la France s'engage dans la guerre soviéto-polonaise. À l'été 1920, des divergences surviennent avec le Royaume-Uni sur la conduite à tenir face à la perte de terrain de l'allié polonais. Espérant que l'action des Russes blancs en parallèle ferait tomber le régime soviétique, le président du Conseil français décide alors d'intervenir plus activement : il dispense la Pologne de paiement préalable à la délivrance d'armes et s'oppose aux conditions de paix proposées par la Russie. Le « miracle de la Vistule », point de bascule de la guerre auquel participe le général Weygand, est mis au crédit d’Alexandre Millerand, présenté comme le « sauveur des Polonais ». Le chef du gouvernement retire peu après la France du conflit et met en garde la Pologne contre toute tentation d’aller « au-delà de [ses] frontières ethniques » dans son avancée face à la Russie.
Alexandre Millerand s'engage également dans un conflit au Proche-Orient. Il critique l'accord du 6 janvier 1920 conclu par Clemenceau avec l'émir Fayçal sur le partage de la Syrie, le jugeant trop favorable aux nationalistes syriens. À l’issue de la conférence de San Remo, il obtient le droit d'établir un protectorat sur le royaume arabe de Syrie, qui est cependant reconnu par les alliés. En juillet suivant, tout en tentant d'obtenir le départ de la France de Cilicie, il lance une opération militaire en Syrie, le ministre Youssef al-Azmeh refusant de déposer les armes. En moins d'une journée, les forces françaises remportent la bataille de Khan Mayssaloun, ce qui leur permet d'entrer à Damas. Le mandat français est ainsi établi dans les faits et le roi Fayçal se voit contraint à l'exil. En opposition avec le haut-commissaire Gouraud, il ordonne la proclamation d'un Grand Liban et divise la Syrie en plusieurs territoires. Pendant toute cette période, Millerand est conseillé par Robert de Caix et tient le Parlement à l'écart.
En bons termes avec les catholiques, Millerand entend restaurer les relations diplomatiques avec le Vatican pour faciliter le retour de l’Alsace-Lorraine dans le giron français — où s’applique le Concordat — et pour protéger les chrétiens d'Orient. En mars 1920, souhaitant rétablir l'ambassade près le Saint-Siège, il envoie un négociateur auprès du cardinal secrétaire d'État. Durant les négociations, Millerand renonce à s'opposer à l’envoi immédiat d'un nonce apostolique en France, tandis que Benoît XV semble prêt à reconnaître les associations cultuelles. Mais les concessions faites par le président du Conseil se heurtent à une vive opposition du Parti radical, tandis que le clergé français se montre hostile aux ouvertures du pape. En novembre 1920, la Chambre des députés vote la restauration de la représentation diplomatique auprès du Saint-Siège.

#### Élection présidentielle anticipée

Vote de l’Assemblée nationale à l’élection présidentielle de septembre 1920 :
Alexandre Millerand (695 voix) ;
Gustave Delory (69 voix) ;
Autres (22 voix).

Au début de sa présidence, Paul Deschanel souhaite renforcer les prérogatives du chef de l’État. Mais, victime d'une dépression, il s’implique peu dans les affaires publiques et laisse de fait une totale marge de manœuvre au chef du gouvernement, qu’il n’apprécie guère mais avec qui il a des rapports courtois,. En juillet 1920, deux mois après sa chute de train et alors que les rumeurs sur son état se multiplient, le chef de l’État accepte de ne pas démissionner, comme le lui demande Alexandre Millerand. Son état empirant, il charge finalement Millerand d’annoncer sa démission au Conseil des ministres le 17 septembre.
Le chef du gouvernement refuse dans un premier temps de se présenter en raison de l’étroitesse des pouvoirs réduits du président de la République. Sous la pression des parlementaires centristes et de droite, il finit par annoncer sa candidature le 20 septembre. Les principales réticences à son égard se cristallisent sur sa volonté d’accroître les pouvoirs de l’exécutif, notamment ceux du président, alors que la pratique issue de la « Constitution Grévy » n’accorde qu’un rôle honorifique au chef de l’État, une situation qu'il juge désuète.
Le 23 septembre 1920, après avoir été désigné la veille candidat des groupes républicains avec près des deux tiers des suffrages, Alexandre Millerand est élu à la présidence de la République avec 695 voix (88,4 % des suffrages exprimés), face au candidat présenté par les socialistes, Gustave Delory (69 voix, 8,8 %),. Un nombre significatif de radicaux lui ayant préféré Raoul Péret et Léon Bourgeois lors de la réunion préparatoire s’étant ralliés à sa candidature, il est élu avec un des plus forts pourcentages jamais obtenus lors d'une élection présidentielle, mais avec un nombre de voix plus faible que Paul Deschanel en raison d’un nombre de bulletins blancs et nuls beaucoup plus élevé,.

### Président de la République (1920-1924)

#### Rupture avec la «Constitution Grévy»
Alexandre Millerand choisit Eugène Petit, un anti-communiste avec qui il travaille depuis 1899, comme secrétaire général de la présidence, Alexandre Vignon comme secrétaire général adjoint et conseiller diplomatique, et Jacques Bompard comme chef de cabinet. Pour diriger son secrétariat particulier, il nomme Jean Millerand, son fils âgé de 21 ans, ce qui lui vaut des accusations de népotisme. Le général Henri Lasson est chef de la maison militaire.
Au lendemain de son élection et de la démission de son gouvernement, le nouveau chef de l’État désigne Georges Leygues à la présidence du Conseil. Nommé après de courtes consultations, ce dernier reconduit aussitôt les ministres sortants et entend inscrire son action dans le sillage du cabinet précédent, ce qui donne l'impression que la réalité du pouvoir se trouve à l'Élysée. En outre, dans le message qu'il fait lire aux chambres, le nouveau président ne se borne pas à rappeler de grandes considérations et le respect des dispositions constitutionnelles comme il est de tradition depuis Jules Grévy, mais adopte un ton plus politique : il appelle les parlementaires à choisir le moment opportun pour modifier les lois constitutionnelles, prône la poursuite des réformes sociales, défend les droits des femmes et exprime des réserves sur l'action de la Société des Nations si elle ne se joint pas à la force. Il assure que le pouvoir exécutif doit demeurer "libre", et déclare, dans une IIIe République où le Parlement est accusé de concentrer la souveraineté de la nation, que "la confusion des pouvoirs est le germe de toute tyrannie".
Afin d'exercer des prérogatives les plus larges possibles, le président Millerand privilégie l'article 3 des lois constitutionnelles à la Constitution Grévy. En Conseil des ministres, il donne régulièrement son avis, en particulier sur les textes électoraux, et fait en sorte d'accélérer l'adoption des mesures sociales et de la réforme régionale. Mais, estimant nécessaire de suivre les dossiers des ministères au-delà de ce conseil hebdomadaire, il reçoit individuellement les membres du gouvernement et directeurs de ministère. La gauche estime qu’il outrepasse clairement ses prérogatives constitutionnelles en recevant la plupart des préfets et en œuvrant pour un plan de sauvetage de la Banque industrielle de Chine. Une partie de la majorité le soupçonne également d’avoir envoyé Louis Loucheur en mission à Londres, en avril 1923, sans en informer au préalable le chef du gouvernement, dont il souhaiterait la démission.
En janvier 1921, après avoir passé quatre mois à conduire le gouvernement de façon relativement effacée et en conformité avec la vision du président de la République, Georges Leygues perd le soutien de l’ERD, qui souhaite un ministère plus à droite. Refusant de nommer une personnalité d’envergure comme Raymond Poincaré, le chef de l’État désigne Aristide Briand comme président du Conseil, à la suite du renoncement de Raoul Péret, ; seuls trois ministres sortants sont reconduits et le président de la République a consenti à revenir à la pratique antérieure en ayant mené de longues consultations en vue de la formation du gouvernement,. Alexandre Millerand avalise par ailleurs quasi-systématiquement les propositions de nomination qui lui sont faites et renonce rapidement à s’entretenir avec les présidents de conseils généraux et dirigeants de formations politiques.
Lors de la crise financière de 1924, le chef de l’État fait pression pour que soit retenue la proposition du ministre des Finances, Charles de Lasteyrie, de souscrire à un prêt de 100 millions de francs auprès de la banque américaine J.P. Morgan. Craignant dans la foulée une démission du gouvernement Poincaré, il rédige un appel à la nation et un message aux chambres dans lequel il demande aux parlementaires de voter les pleins pouvoirs à un nouveau gouvernement, faute de quoi il se retirerait de l’Élysée. Il renonce finalement à diffuser ces textes, l’emprunt ayant été avalisé et le franc ayant repris de sa valeur.

#### Tensions avec les présidents du Conseil

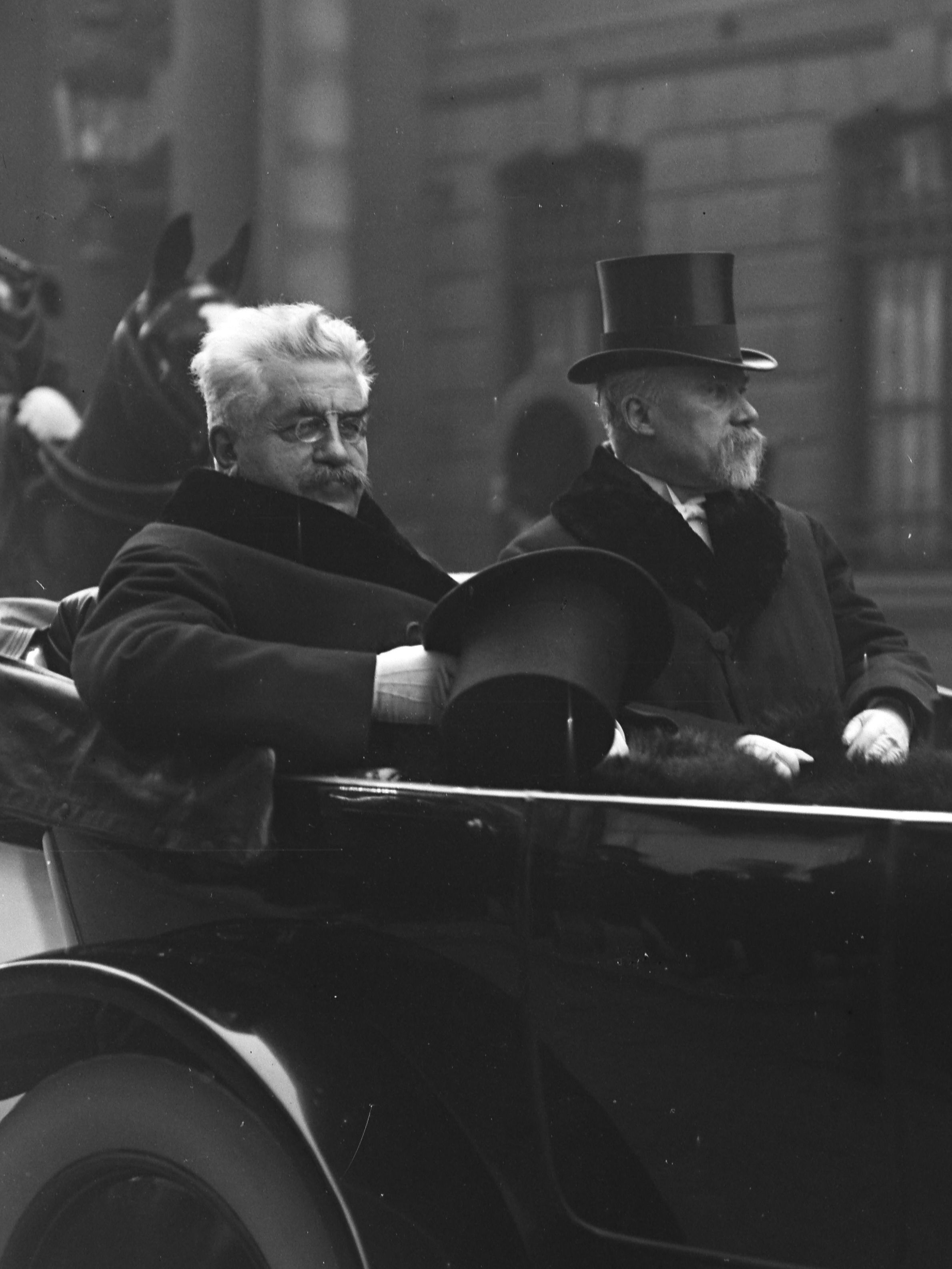
Alexandre Millerand et Raymond Poincaré au palais de l'Élysée le 1 janvier 1923.

Si les rapports entre Alexandre Millerand et Aristide Briand ne sont pas des plus mauvais, le président du Conseil n’apprécie pas plusieurs initiatives du chef de l’État lors des conférences interalliées, notamment à l’occasion de la conférence de Cannes, lorsqu’il envoie des télégrammes directifs ou réunit le Conseil des ministres en son absence. Ces initiatives, couplées à l’intransigeance de sa majorité sur la question allemande, conduisent le chef du gouvernement à démissionner en janvier 1922. Pour le remplacer, Millerand revient à des consultations expéditives et se résout à appeler Raymond Poincaré, apprécié par le Bloc national en raison de son intransigeance avec l’Allemagne.
Alexandre Millerand et Raymond Poincaré, qui connaissent des relations difficiles depuis l’affaire Paty de Clam, sont en désaccord sur plusieurs points. Lors de la formation du cabinet, le président de la République refuse de le nommer sans lui attribuer le portefeuille des Affaires étrangères, ce que souhaitait Poincaré. Contrairement à ses prédécesseurs, le président du Conseil réunit plus souvent le conseil de cabinet, auquel ne participe pas le chef de l’État, que le Conseil des ministres. Il refuse également de soumettre une réforme de la Constitution, privilégie le maintien des radicaux dans la majorité afin d’éviter toute prépondérance conservatrice et critique les gestes d’ouverture envers l’Église. S’ils sont d’accord sur l’occupation de la Ruhr, les deux hommes ont des visions très divergentes sur la façon dont la France peut en tirer profit.
Le président de la République continue néanmoins d'imposer certaines discussions en Conseil des ministres, où il fait régulièrement part de son avis. Agacé par la vision institutionnelle du chef de l'État, Raymond Poincaré s'oppose notamment à celui-ci pour la gestion de l'occupation de la Ruhr et sur la question du retour des élections législatives au scrutin d'arrondissement, auquel est favorable Poincaré alors que le président Millerand indique qu’il ne signera pas une loi rétablissant ce mode de scrutin : le conflit est finalement évité à la suite du renoncement du président du Conseil à cette mesure. Le chef du gouvernement soutient par ailleurs l'intégration des radicaux à la majorité et la consigne de neutralité donnée aux préfets par son ministre de l’Intérieur en vue des législatives de 1924, ce qui déplaît à Alexandre Millerand.
À plusieurs reprises, le président du Conseil propose de quitter ses fonctions, reprochant au chef de l’État d’attaquer le ministère et de donner certaines informations à la presse. Désavoué par la Chambre des députés sur la question du renvoi en commission du projet de réforme des pensions, le cabinet Poincaré démissionne le 26 mars 1924, à quelques semaines des élections législatives. Le président de la République refuse une nouvelle fois d’accepter la démission du gouvernement et envisage de lancer un appel à la Nation, une procédure inédite,. En pleine crise des changes, il convainc Poincaré de former un nouveau gouvernement, qui est resserré et moins à droite que le précédent. Le président du Conseil s'engage peu dans la campagne législative qui suit afin de ne pas compromettre ses chances de retour sur la scène politique. En septembre 1924, il reproche à Alexandre Millerand d'avoir fait des déclarations à la presse sans en informer le Conseil des ministres et estime que le chef de l'État doit rester dans une position d'arbitre.

#### Réceptions, déplacements et cérémonies
Chantre du patriotisme, Alexandre Millerand est à l’origine de la tombe du Soldat inconnu, qu’il inaugure le 11 novembre 1920, lors de la célébration du cinquantenaire de la République,. Lors des cérémonies du 14 juillet 1922, à l’angle de l’avenue de Marigny et de l’avenue des Champs-Élysées, le militant anarchiste Gustave Bouvet tire plusieurs coups de feu avec l’objectif d’atteindre le chef de l’État, mais il vise un mauvais véhicule.
Il ne voyage pas à l’étranger, mais reçoit de nombreux dirigeants au palais de l’Élysée et effectue des déplacements en France sur des thématiques essentiellement liées à l’histoire du pays ou à la reconstruction. Lors de ces visites dans les régions, il affirme sa conception du rôle du président de la République, met en garde contre le risque de non-paiement des réparations allemandes et appelle à des mesures fortes en matière de décentralisation. En avril-mai 1922, il effectue une longue tournée en Afrique française du Nord, maintenant son voyage en Tunisie malgré les troubles nationalistes ; il prône l’association plutôt que l’assimilation, une position alors minoritaire au sein de la classe politique.
Continuant de s’éloigner de son engagement anticlérical passé, il reçoit à chacun de ses voyages des représentants religieux, afin de mettre un terme aux luttes religieuses dans le pays. En mai 1923, à Strasbourg, il dénonce trente années de « lutte âpre et excessive » entre l’État et l’Église, et considère que la cathédrale est « la maison du peuple et la maison de la France ». Deux années plus tôt, alors que le Sénat ne s’était pas encore prononcé sur le rétablissement des relations avec le Vatican, il avait reçu les lettres de créance du nonce apostolique, Bonaventura Cerretti, tandis que l’évêque de Montpellier, Mgr de Cabrières, avait appelé les curés à participer aux cérémonies en l’honneur du président de la République.

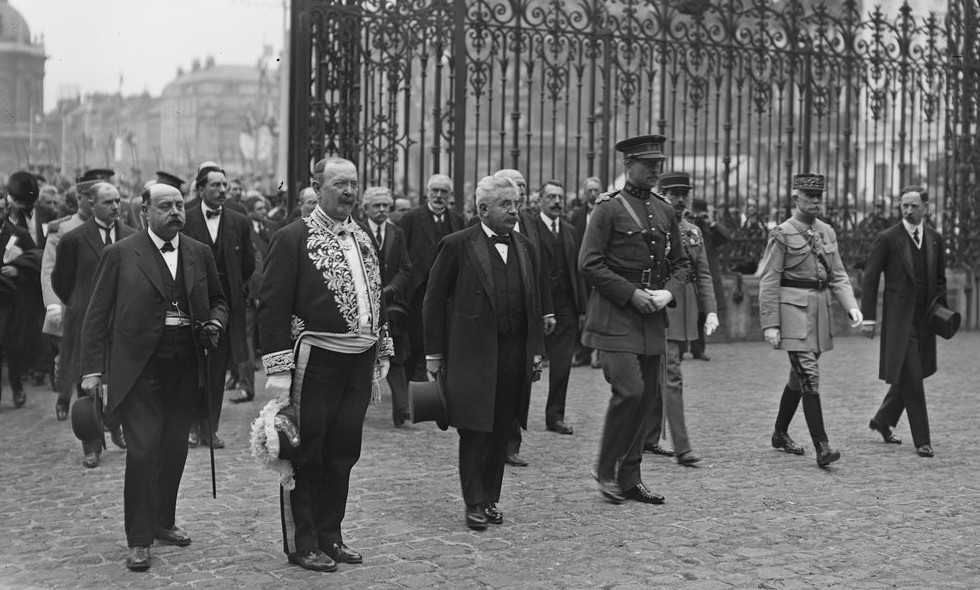
Visite à la préfecture de Lille (1921).
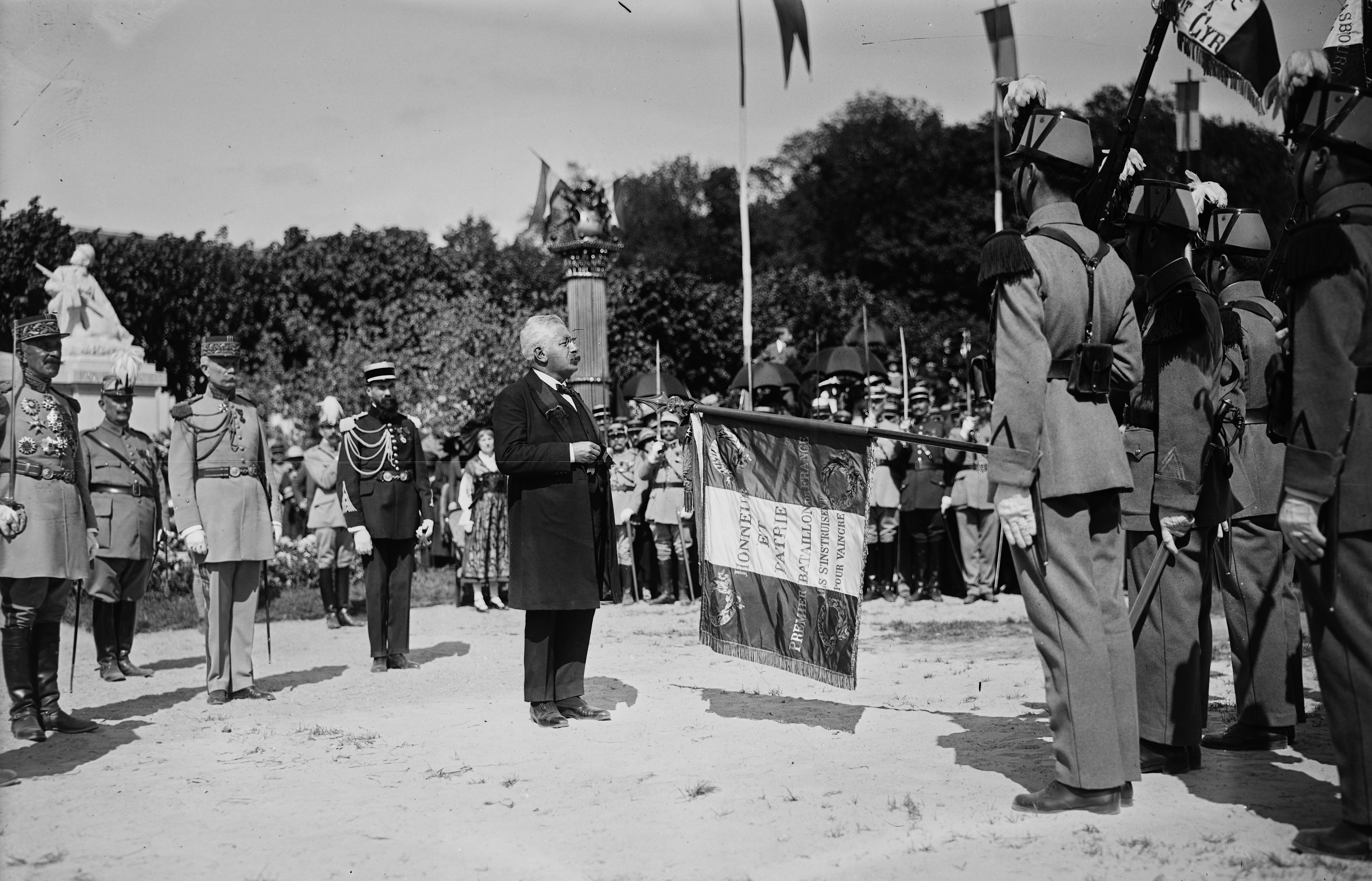
Remise de la croix de guerre au drapeau de Saint-Cyr (1922).
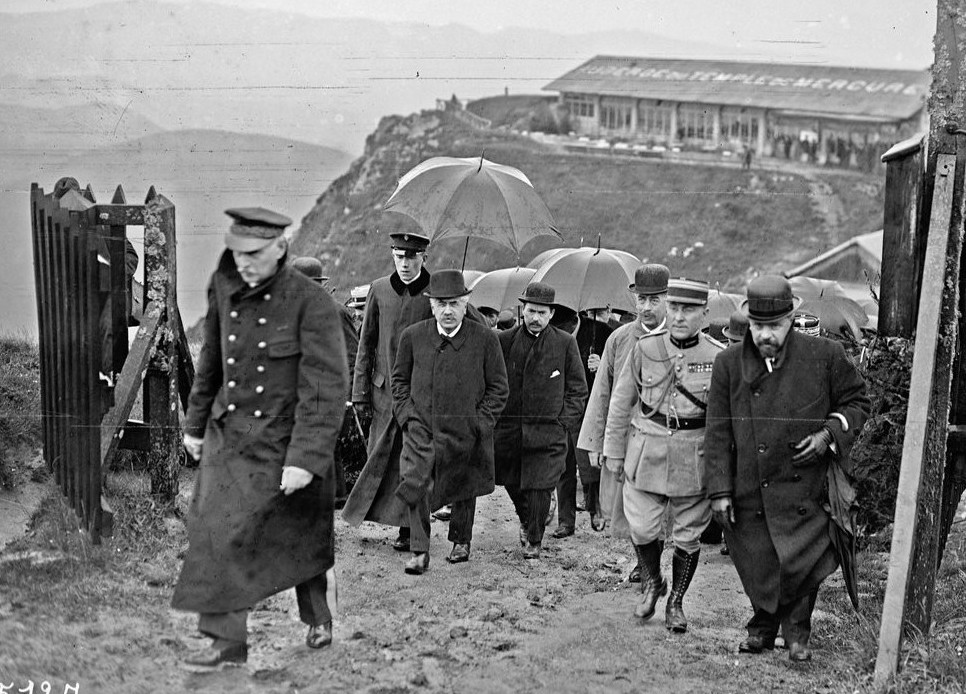
Déplacement dans le Puy-de-Dôme (1923).

#### Actions en matière de politique extérieure
Les textes constitutionnels reconnaissant explicitement la compétence du président de la République dans le domaine de la politique étrangère, l’action d’Alexandre Millerand sur ce point est moins sujette à la critique que sur le plan intérieur, bien que de fréquents différends interviennent avec les présidents du Conseil Aristide Briand et Raymond Poincaré.

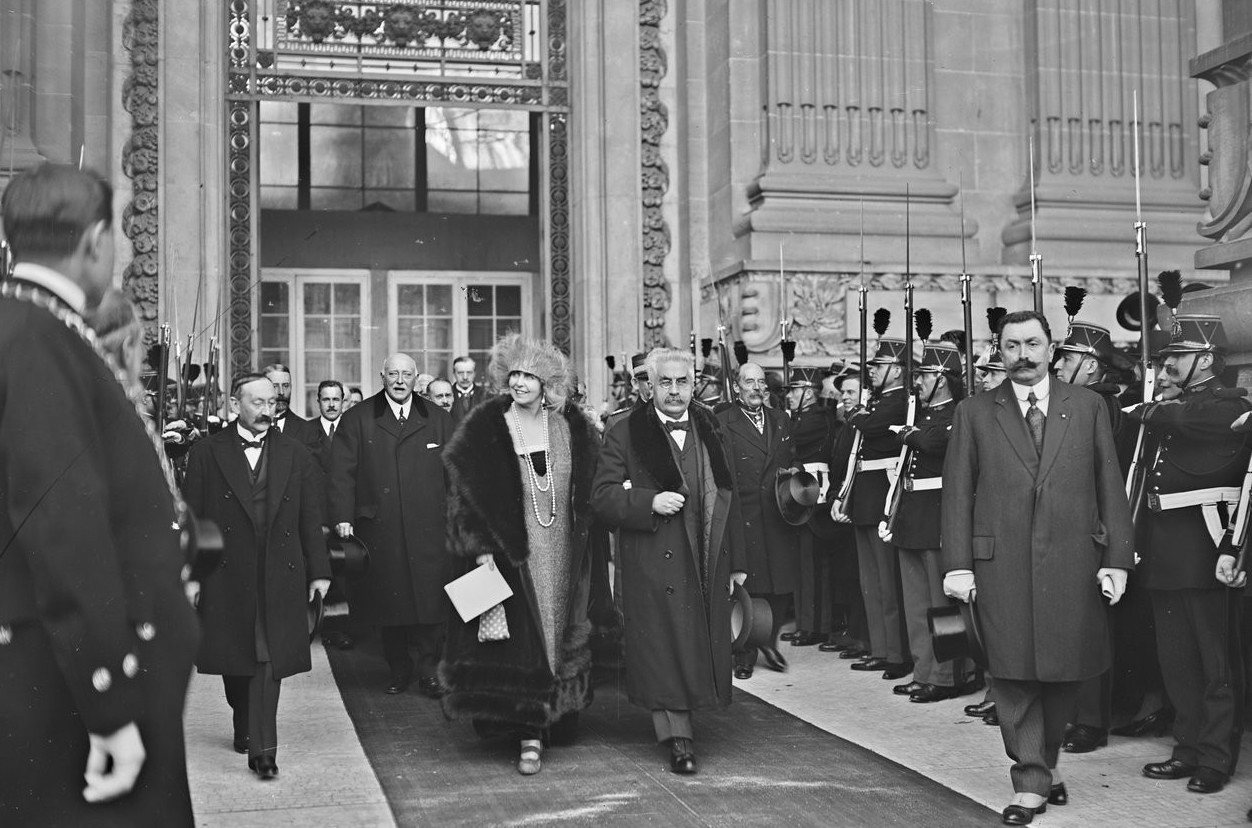
Alexandre Millerand avec la reine Marie de Roumanie (Paris, 12 avril 1924).

Sur la question allemande, il semble dans les premiers mois continuer de prôner une politique d’apaisement, soutenant l’idée de Jacques Seydoux d’établir avec le Reich un plan différent du traité de Versailles et s'opposant à la proposition du ministre des Finances Paul Doumer d’aliéner le domaine public allemand,. Il se montre cependant inquiet de la volonté de conciliation affichée par Aristide Briand, à qui il demande régulièrement de se montrer plus ferme,. Lors de la conférence de Cannes, redoutant un abandon des droits de contrainte de la France et l’octroi d’un moratoire à Berlin, Millerand fait pression sur le président du Conseil au moyen de télégrammes fermes et réunit le Conseil des ministres sans sa présence. Face à l’impasse des négociations, Briand démissionne et ne se voit pas rappelé par le chef de l’État. Si le président de la République a respecté la lettre des lois constitutionnelles, plusieurs juristes estiment qu’il en a violé l’esprit en profitant de cette crise pour changer de chef du gouvernement.
Par la suite, il se montre plus hostile que Raymond Poincaré aux propositions modérées du Royaume-Uni et appelle rapidement à des mesures unilatérales de la France. C’est finalement à l’issue d'une réunion restreinte au palais de l’Élysée, le 27 novembre 1922, qu’est décidée l’occupation de la Ruhr, en réaction au non-paiement de réparations par l’Allemagne. Alors que le président du Conseil fait part de cette décision aux alliés, Alexandre Millerand continue d'adresser des indications par télégrammes et réunit le Conseil des ministres sans Poincaré, ce qui conduit ce dernier à menacer de démissionner. Les deux figures de l’exécutif s’opposent plus nettement à l’automne 1923, lorsque l’Allemagne renonce à sa politique de résistance passive : Millerand souhaite alors l'ouverture de négociations directes avec Berlin, ce que refuse de faire Poincaré. Considérant ainsi comme inutile l’occupation de la Ruhr, Millerand renonce cependant à pousser à la démission le chef du gouvernement, toujours assez populaire dans le pays.
Le président Millerand est par ailleurs toujours opposé à toute relation avec la Russie soviétique, maintient le contact avec les partisans du général Wrangel et soutient l’aide financière apportée par la France aux Russes réfugiés en Crimée. Mais alors que les bolcheviks renforcent leur position et apparaissent plus fréquentables, le gouvernement envisage un dialogue avec l’URSS récemment proclamée. Le régime soviétique sera finalement reconnu par le cabinet Herriot, après le départ d'Alexandre Millerand.
Concernant le Moyen-Orient, il défend toujours le soutien à Mustafa Kemal Atatürk quelle que soit la position du Royaume-Uni. Son analyse, qui provoque un différend avec Foch, sera confirmée par le succès de Kemal face aux forces grecques. Le président de la République souhaite prendre de court les alliés britanniques, ce que refuse de faire le président du Conseil, qui obtient satisfaction à l’issue de trois conseils des ministres.

#### Projet avorté de révision constitutionnelle

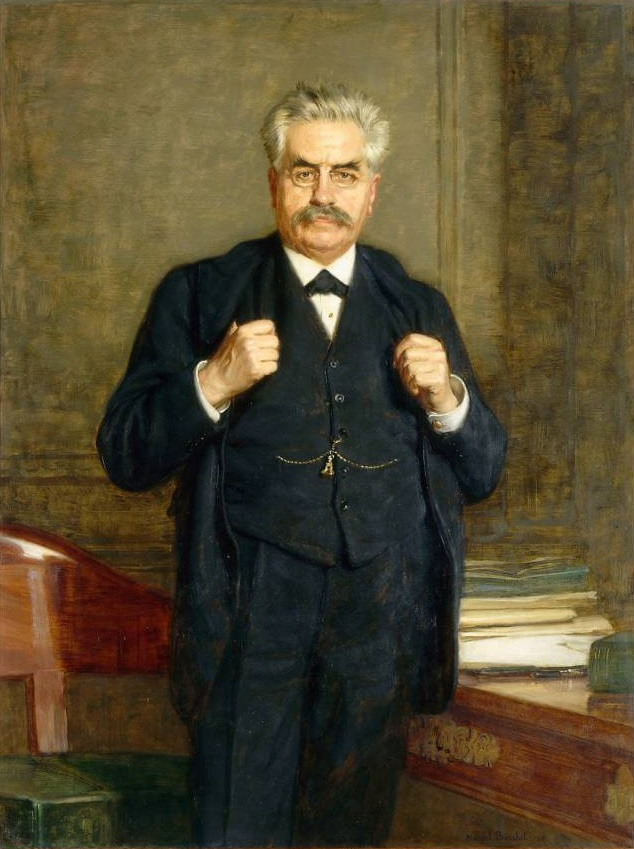
Peinture à l'huile par Marcel Baschet (1921).

Se présentant comme le président non pas d'un parti mais d'une politique, il exprime régulièrement son soutien à la coalition du Bloc national, notamment pour poursuivre l’Union sacrée. Sa volonté d'unité nationale se heurte à l’opposition de la gauche, qui dénonce une pratique trop personnelle de sa fonction. Il doit également faire face aux critiques des partisans de Clemenceau, qui considèrent qu’il prône la trahison du traité de Versailles.
Conformément à l’engagement pris avant son élection, il se prononce pour une révision constitutionnelle rééquilibrant les pouvoirs au profit de l’exécutif, notamment pour limiter les crises ministérielles. Il prône ainsi un renforcement du droit de dissolution pour le président de la République sans avis conforme du Sénat, l’élargissement du collège chargé d’élire le chef de l’État, avec l’introduction de représentants du monde professionnel, et le renforcement du référendum, qu’il voit comme le moyen pour le peuple d’exercer sa souveraineté. Face aux critiques dont il fait l’objet, notamment de la part d’élus centristes et partisans de Poincaré, il souligne l’ambiguïté des textes constitutionnels de 1875, qui ne prévoient même pas la fonction de président du Conseil. Il s’oppose néanmoins à tout coup de force et souhaite une révision par l’utilisation de l’article 8 des lois constitutionnelles.
Le 14 octobre 1923, à Évreux, quelques mois avant des élections législatives en vue desquelles Raymond Poincaré se montre réticent à prendre la tête d'une coalition face au cartel des gauches, Alexandre Millerand prononce un discours marquant le début d'un conflit allant conduire à sa démission huit mois plus tard. Malgré les réserves exprimées par ses conseillers, il sort de sa réserve partisane en louant ouvertement le bilan du Bloc national : il mentionne les efforts pour atteindre l'équilibre budgétaire, l'occupation de la Ruhr ou encore le rétablissement des relations avec le Vatican. Faisant référence au programme de la gauche, il vilipende le pacifisme, l'internationalisme et la hausse des dépenses publiques. Il réaffirme sa volonté de « retouches mesurées » de la Constitution,,. Ce discours est favorablement accueilli par la majorité, qui relève qu'il ne viole aucune disposition constitutionnelle.
Lors de son conseil national d'avril 1924, la Fédération républicaine considère Alexandre Millerand comme l'inspirateur de la politique menée par Poincaré et exprime l'idée d'une révision constitutionnelle prévoyant la possibilité de dissolution des chambres ainsi qu'une exigence d'un vote aux deux tiers lorsque le président demande une délibération. Ne semblant pas hostile à ces propositions qui changeraient la nature du régime, Millerand fait face aux réticences des autres partis de la majorité et à l'opposition de Raymond Poincaré, et aucune révision constitutionnelle n'est présentée avant les élections de 1924.

#### Crise avec le cartel des gauches et démission

Partis représentés à la Chambre à l'issue des élections législatives de 1924 :
PC-SFIC (26 sièges) ;
SFIO (120 sièges) ;
PRS (65 sièges) ;
PRRRS (118 sièges) ;
PRDS (113 sièges) ;
FR (139 sièges).

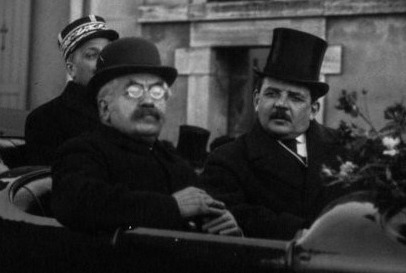
Alexandre Millerand avec Édouard Herriot, président du Parti radical et principal acteur de la crise institutionnelle de 1924.

À la fin de l’année 1923, le député Gratien Candace écrit pour la revue du PRDS : « La politique tracée par Monsieur Millerand découvre sa personne et si demain elle était désapprouvée par le suffrage universel, nous aurions sûrement à déplorer sa démission ». Cependant, cette hypothèse n'est pas encore privilégiée par l'opposition, pourtant très virulente à l'égard du président depuis son discours d'Évreux. Lors de la campagne, alors que le président du Conseil se montre réticent à mettre en avant le caractère conservateur du gouvernement, Alexandre Millerand, qui fait l'objet d'une forte hostilité de la presse d'opposition et se voit comparé à Mac Mahon, continue de s'investir, notamment à l'occasion de la crise ministérielle de la fin du mois de mars, lors de laquelle il autorise Le Matin à publier certains de ses propos privés,.
À l'issue du scrutin, qui se tient le 11 mai 1924, le cartel des gauches est minoritaire en voix mais le mode de scrutin lui permet d’emporter la majorité absolue en nombre d'élus. La nouvelle majorité reproche au chef de l'État ses prises de position hostiles à son égard et réclame sa démission, invoquant la défense des institutions et craignant qu'il ne soit une entrave à son action gouvernementale. La première formation à se prononcer en ce sens est le Parti radical, qui est suivi par les républicains-socialistes et la plupart des conseils généraux à majorité radicale. Cependant, le dirigeant du Parti radical, Édouard Herriot, se montre sceptique quant à cette idée et sur ses chances de mise en œuvre.
Pour obtenir le départ du président, les députés du cartel entendent refuser la confiance à tout gouvernement formé sous son autorité. Mais Alexandre Millerand refuse de démissionner. Il conserve d’ailleurs l'appui de la Fédération républicaine, du PRDS, de quelques radicaux ainsi que la bienveillance de grands journaux (Le Figaro, Le Gaulois, Le Temps, Journal des débats, Le Matin, L'Écho de Paris, La Croix), qui soulignent qu'aucun texte ne l'oblige à démissionner et estiment que l'attitude du cartel est inconstitutionnelle, évoquant une tentative de coup d'État,. Dans le même temps, Raymond Poincaré refuse de chercher à constituer un ministère s'étendant de la droite aux radicaux et présente sa démission le 1er juin, lors de l'ouverture de la législature. Un congrès de la SFIO vote le même jour l’opposition à tout ministère constitué sous la présidence Millerand.

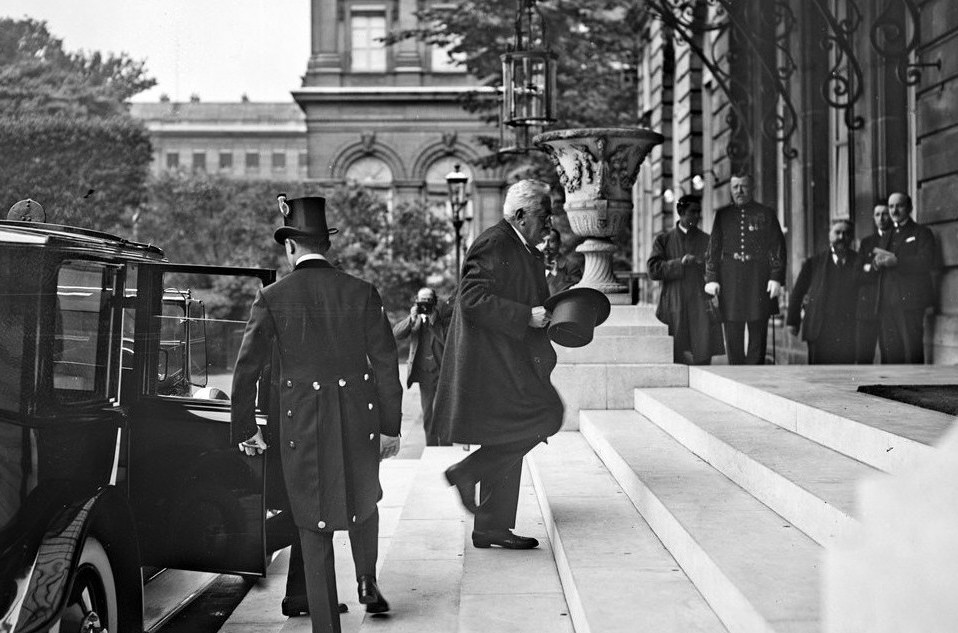
Alexandre Millerand arrivant à l’hôtel de Lassay le 5 juin 1924.

Le 5 juin, le chef de l'État propose la présidence du Conseil au radical Édouard Herriot. Sous pression des membres de la nouvelle majorité, celui-ci souhaite soulever la question de son maintien à l’Élysée, mais Millerand rejette cette proposition, ce qui conduit Herriot à refuser de prendre la tête du gouvernement. Les consultations présidentielles se poursuivent jusqu’au 7 juin, le professeur Jean-Louis Rizzo avançant l’hypothèse qu’Alexandre Millerand souhaite alors nommer son ancien ministre de l’Intérieur, Théodore Steeg, réputé proche du cartel, avec l’espoir de rallier ultérieurement des sénateurs radicaux afin de pouvoir dissoudre la Chambre en cas de renversement de Steeg. Mais ce dernier refuse. Le président confie alors la mission au ministre des Finances, Frédéric François-Marsal, afin de le faire intervenir à la Chambre.
Le gouvernement François-Marsal est constitué le lendemain, le 8 juin, avec une majorité de ministres sortants. Le même jour, la visite au palais de l’Élysée du général Gouraud donne lieu à des rumeurs sur un coup d’État. Dans son texte lu aux chambres le 10 juin, Alexandre Millerand qualifie le soulèvement de la question présidentielle d’« acte révolutionnaire » et appelle le Sénat à se poser en garant du respect de la Constitution. François-Marsal présente ensuite son gouvernement comme transitoire et appelle le cartel à entrer dans un ministère sans la démission préalable du président. Mais le Sénat vote la mention de renvoi par 154 voix contre 144, et la Chambre par 327 contre 217, ce qui provoque la chute du gouvernement,.
Après un mois de conflit, le 11 juin 1924, constatant qu’il a « épuisé tous les moyens légaux », Alexandre Millerand présente sa démission dans une lettre lue aux deux chambres. Dans la foulée, il adresse un message aux Français dans lequel il rappelle son action depuis son arrivée à la présidence du Conseil, affirme avoir respecté le suffrage universel, qu’il oppose aux partis, et annonce son intention de poursuivre son engagement politique.

## Après l’Élysée

### Dirigeant de l’opposition de droite et sénateur (1924-1940)

#### Lancement de la Ligue républicaine nationale

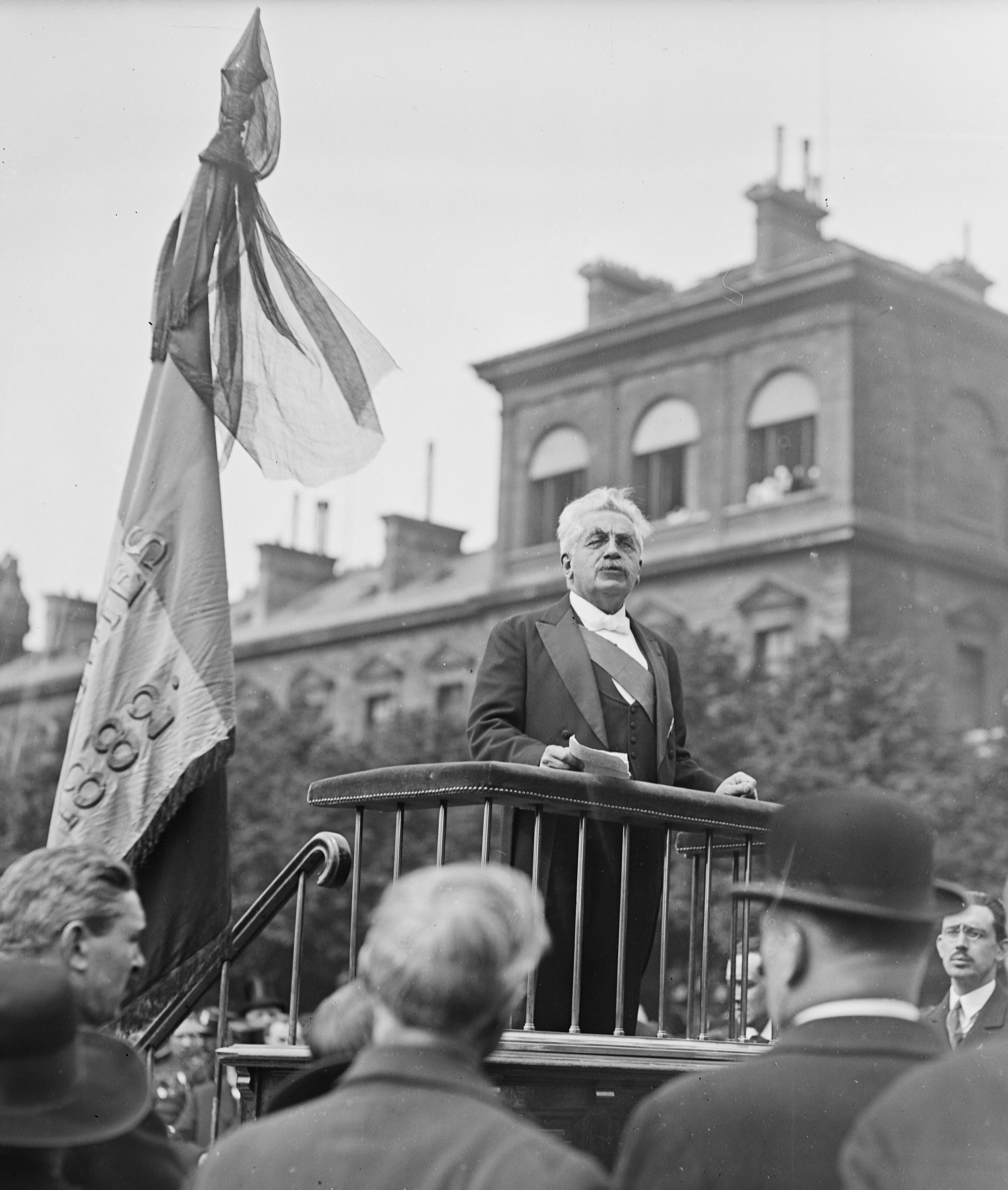
Alexandre Millerand prononçant un discours en hommage aux membres des Jeunesses patriotes tués par des communistes lors de la fusillade de la rue Damrémont (parvis Notre-Dame, 26 avril 1925).

Dans les mois qui suivent les législatives de 1924, les modérés se trouvent sans véritable chef de file, Raymond Poincaré ayant décidé de se tenir en retrait. Alexandre Millerand paraît alors en mesure de fédérer les différentes formations du centre et de la droite. À la fin de l’année 1924, il fonde la Ligue républicaine nationale (LRN), qui réunit notamment le PRDS et la Fédération républicaine. Il en prend la présidence, assisté par un comité directeur comprenant des présidents de partis (Isaac pour la FR, Ratier pour le PRDS), certains de ses proches (François-Marsal, Flandin, Reibel), des figures politiques montantes (François-Poncet, Maginot, Marin), ainsi que des membres de la société civile.
En raison de l'attachement du PRDS à la laïcité et au régime parlementaire, l'ancien président se voit contraint de modérer ses propositions et d'adopter un ton plus mesuré que par le passé. Au nom de son mouvement, il reproche au gouvernement Herriot de prendre le contrepied du Bloc national avec une politique trop conciliante avec l’Allemagne, la reconnaissance de l’URSS, l’accentuation du déficit budgétaire et la relance des divisions sur la question religieuse. Il s’oppose vivement à toute politique de désarmement, à l'abaissement de la durée du service militaire, à l'amnistie des déserteurs, à une fin précipitée de l’occupation de la Ruhr ainsi qu’à une révision du statut de l’Alsace-Moselle.
Au début de l’année 1925, Alexandre Millerand, qui commence une série de déplacements en France, semble réussir son retour et son objectif de rassembler les opposants au cartel des gauches, recevant même des soutiens au-delà des cercles politiques traditionnels. En parallèle, en gage de sa volonté de rassemblement, il accepte la présidence d'honneur de la Ligue des patriotes et rend à cette occasion hommage à Paul Déroulède et Maurice Barrès, se rapprochant ainsi du milieu nationaliste. En avril 1925, après la mort de quatre membres des Jeunesses patriotes tués par des communistes dans un guet-apens rue Damrémont, l’ancien président rend hommage à des « victimes du devoir civique » lors de leurs funérailles.
L’ancien chef de l’État est particulièrement clivant, suscitant un enthousiasme considérable de ses partisans et une opposition marquée de la gauche, qui le qualifie de réactionnaire voire de fasciste, partisan de Mussolini. Ses réunions publiques sont ainsi très suivies et marquées par des contre-manifestations. Au centre et à droite, il parvient dans un premier temps à contrôler les quelques critiques émanant du PRDS, qui se montre peu sensible à sa fibre nationaliste et corporatiste. Alors que la presse parle souvent de « Ligue Millerand » pour qualifier la LRN et qu’un certain nombre de modérés se montre réticents à son égard en raison de sa pratique du pouvoir en 1920-1924, plusieurs de ses partisans souhaitent lui voir jouer le rôle de l'homme providentiel.

#### Sénateur de la Seine et déclin de la ligue
Cherchant un nouveau mandat afin de bénéficier d'une tribune nationale, Alexandre Millerand envisage un temps de devenir député d’Alsace, où il est particulièrement populaire en raison de son action comme commissaire général de la République. Mais il se laisse convaincre de briguer un siège au Sénat plutôt qu’à la Chambre des députés, celle-ci cristallisant au quotidien les querelles politiques, et choisit de se présenter dans le département de la Seine, où il a été élu entre 1885 et 1920 et où se tient une élection sénatoriale partielle à la suite de la mort de Paul Magny. Dans ce fief de gauche, Alexandre Millerand affronte l’ancien préfet de la Seine proche des radicaux Auguste Autrand, le socialiste Léon Osmin, le communiste Zéphirin Camélinat et le communiste dissident Alexandre Bachelet. Le 5 avril 1925, alors qu'il est le seul candidat modéré et qu'il bénéficie du soutien des radicaux indépendants, l’ancien président l’emporte au premier tour avec 51 % du millier de votes de délégués.

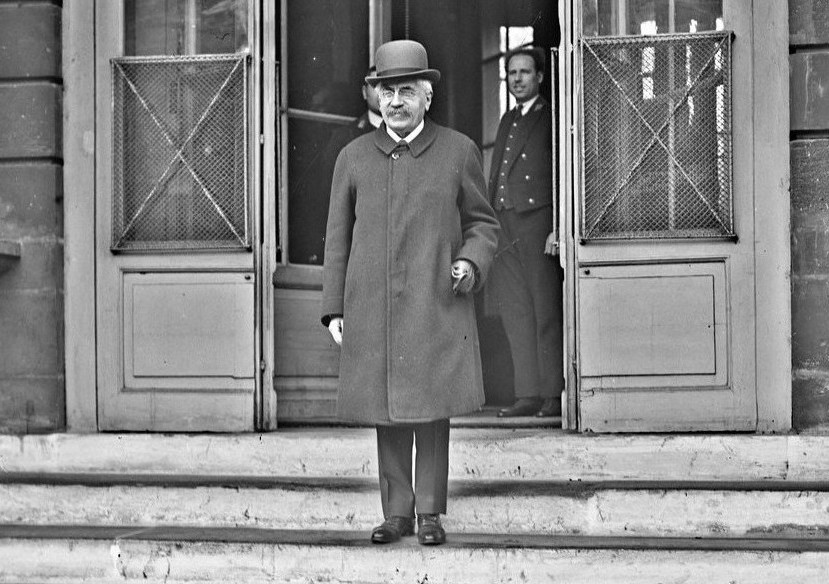
Alexandre Millerand sortant du palais du Luxembourg au lendemain de son élection comme sénateur de la Seine (6 avril 1925).

Le nouveau sénateur adhère au groupe de l’Union républicaine, dont le président, Henry Chéron, voit dans sa victoire « un acte de justice et de réparation » par rapport à sa démission forcée de la présidence de la République. L’ancien chef de l’État rejoint la commission des Affaires étrangères, où il s'oppose à la politique du cartel. En 1926, alors qu'il n’a pas vu aboutir la réforme régionale lors de sa présidence, il porte avec Robert Bourgeois une proposition de loi relative à la décentralisation : le texte propose que la région — qui reste alors à définir sur le plan juridique — dispose d’une assemblée élue et devienne l’échelon administratif de base, à la place du département. En parallèle, alors que le gouvernement Herriot est renversé et que six autres gouvernements issus du cartel se succèdent en quinze mois, il dénonce les nominations ministérielles de Joseph Caillaux, qu'il qualifie de « chef du défaitisme » durant la guerre, de Louis Malvy et du général Sarrail, et prône la fin d’une majorité influencée par le « socialisme révolutionnaire ».
Il continue d'appeler à la constitution d’un gouvernement d'union nationale et à des réformes sociales, ce qui lui attire davantage de soutiens à la Fédération républicaine qu’au PRDS, plus proche du patronat. L’ancien président met en avant la révision constitutionnelle, qu’il considère comme « le seul moyen légal d’en finir avec ce régime dont on ne peut dire s'il inspire au pays plus de lassitude ou plus d’écœurement », ce qui déplaît à une partie de son mouvement, en particulier au PRDS. À la LRN, Alexandre Millerand déplore également l’absence de Poincaré, doit traiter avec le nouveau président de la Fédération républicaine, Louis Marin, qui souhaite que son parti ait la haute main sur la formation, et subit la concurrence d’autres mouvements (JP, CPRN, FNC, Le Faisceau, Redressement français), qui n’optent pas tous pour la défense du système républicain. Le fonctionnement interne de la LRN apparaît alors inadapté, le nombre d’adhésions diminue et les difficultés financières s’accroissent. Dans ce contexte, la droite perd les élections législatives partielles de mars 1926 à Paris alors que Millerand s’était investi pendant la campagne.
À l’été 1926, la dislocation du cartel des gauches et le retour de Poincaré, qui forme un cabinet avec les radicaux et rétablit la situation économique, accélèrent son déclin. Face au nouveau ministère, Alexandre Millerand ne peut se montrer trop critique en mettant en avant ses thèmes de prédilection (réformes sociales, révision constitutionnelle, scrutin de liste) au risque de rompre avec l’Alliance démocratique (ex-PRDS), ce qui contribue à sa marginalisation politique. En vue du renouvellement sénatorial de janvier 1927, sous la houlette d’Henry Chéron et malgré l’opposition d’Antony Ratier, une liste modérée est constituée dans le département de la Seine sans Millerand, qui est perçu comme un obstacle à l’union des républicains. À l’issue du premier tour, où il présentait une candidature individuelle, il arrive en huitième position pour dix sièges en jeu,. Alors que les listes de gauche fusionnent, une liste d'union des modérés comprenant Millerand est constituée, mais ce dernier ne progresse pas autant qu’espéré et se retire avant le troisième tour pour permettre l’élection de ses colistiers mieux placés. La Croix indique qu’il a été « victime des amis qui l’ont trahi, beaucoup plus que de ses adversaires ».

#### Retour au Sénat comme élu de l’Orne
Après son échec électoral dans le département de la Seine, l’avenir d'Alexandre Millerand semble lourdement compromis. Le quotidien conservateur Le Temps indique à son sujet : « M. Millerand a déclaré, paraît-il, que s'il était battu, il considérerait son rôle politique comme fini. Nous ne voulons pas y croire. À défaut de Paris, ingrat, il y a la France reconnaissante. » L'ancien chef de l'État démissionne dans la foulée de la présidence de la Ligue républicaine nationale et André Maginot lui succède. Le mouvement disparaît rapidement, ne survivant pas au départ de son fondateur.

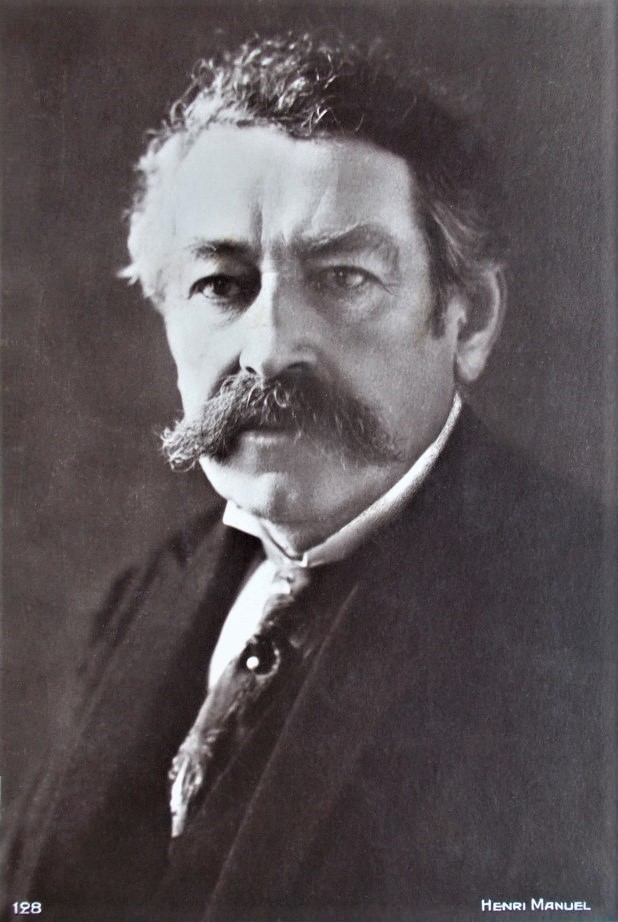
Figure du pacifisme, Aristide Briand est la principale cible d’Alexandre Millerand, qui dénonce sa politique d’abandon.

Cependant, l'ancien président ne se retire pas de la vie politique. Il décide de briguer la succession de Robert Leneveu, sénateur défunt de l'Orne, un département plus conservateur et catholique que la Seine. Pendant sa campagne, il affiche son hostilité à l’intervention étatique et aux entraves à l’activité des bouilleurs de cru. Les milieux catholiques et monarchistes lui apportent leur soutien au nom de son action en Alsace-Moselle et de son engagement dans la guerre de Pologne. Des modérés, les radicaux et la gauche choisissent de voter pour le maire de Saint-Agnan-sur-Erre, Jean Labbé, qui voit en son adversaire un candidat parachuté et un détracteur du cabinet Poincaré. Le 30 octobre 1927, Millerand l’emporte au premier tour avec près des deux tiers des voix exprimées.
De nouveau membre du groupe sénatorial de l'Union républicaine, Alexandre Millerand consacre la plupart de ses interventions aux questions extérieures. Il veille cependant à créer une proximité avec les citoyens et élus de sa circonscription, parcourant régulièrement les rassemblements agricoles et louant les activités paysannes. Ses positions locales peuvent sembler en contradiction avec celles adoptées au niveau national, comme lorsqu'il demande le retour sur les textes régulant l'activité des bouilleurs de cru alors qu'il avait fait de la lutte contre l'alcoolisme l'une de ses priorités. Lors de la Grande Dépression, qui touche durement les zones rurales, il se pose en défenseur des éleveurs et agriculteurs. Il soutient également les anciens combattants de son département.
Confirmant son évolution à droite, il appelle le gouvernement Poincaré à diminuer de façon plus importante les dépenses (notamment par une réduction du nombre de fonctionnaires), dénonce une action insuffisante contre les monopoles, le rétablissement du scrutin d’arrondissement pour les législatives, la participation des radicaux à l’exécutif, et réclame la liberté d’enseignement,,. Il soutient ensuite André Tardieu, qui met en place une politique de dégrèvement et lance un programme de construction d'infrastructures et d'électrification des campagnes, mais critique sa décision de quitter Mayence. Il considère ainsi que la période 1924-1934 a vu se succéder des cabinets tous issus du cartel des gauches. En 1935, il soutient l'action de Pierre Laval, qui cherche à rétablir l'équilibre budgétaire et à favoriser la déflation, se montre favorable aux bouilleurs de cru et souhaite s'allier avec l'Italie de Mussolini.
La crise économique rend selon Millerand encore plus nécessaire la révision constitutionnelle qu'il prône, estimant qu'un exécutif stable et aux pouvoirs plus larges serait plus efficace. Il s'oppose de plus en plus à la Troisième République, fustigeant la « dictature parlementaire », l'instabilité ministérielle, une situation de « désordre ». À la suite de la crise du 6 février 1934, alors que le gouvernement Doumergue décide de lancer un projet de réforme, Alexandre Millerand siège à la commission sénatoriale consacrée à cette question ; le texte envisage finalement la dissolution de la Chambre sans passage par le Sénat et la limitation des prérogatives parlementaires en matière de dépenses publiques. Réticents aux mesures proposées, les radicaux font tomber le ministère avant que le projet ne soit déposé devant le Parlement. Les gouvernements suivants renoncent à toute révision constitutionnelle.

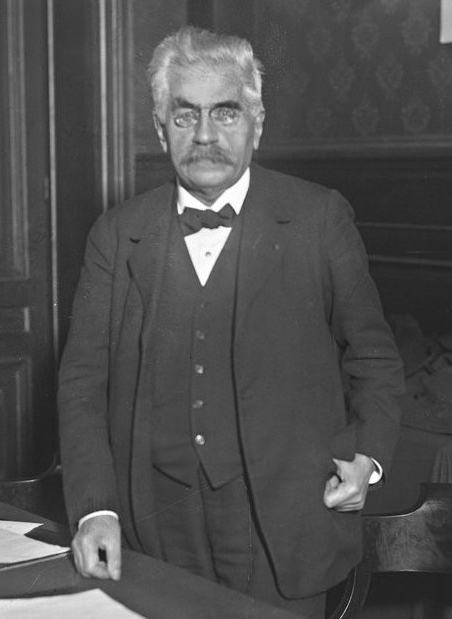
Alexandre Millerand lors des élections sénatoriales de 1927.

Dans un contexte de percée des nationaux-socialistes allemands, Millerand condamne le désarmement et l’action d'Aristide Briand, notamment avec le plan Young et la fin de l’occupation de la Rhénanie. Il déclare en 1929 : « Nous dessaisir de notre ultime garantie, ce ne serait pas seulement trahir, avec les intérêts de la France, la cause de nos amis. Ce serait préparer de nos mains l'explosion d'une guerre nouvelle et prochaine. » Dès le début de l’année 1933, il exprime ses inquiétudes quant à la menace nazie, qui est selon lui sous-estimée, notamment en raison de l’influence persistante des idées de Briand. Il appelle une action commune des grandes puissances européennes et prend parti pour l’Italie face aux sanctions de la SDN,. Il s’oppose sans succès à la demande d’Édouard Daladier de réduire les dépenses militaires. Avec l’assassinat de Louis Barthou, ministre des Affaires étrangères, en 1934, il perd l’un de ses rares alliés.
À l’occasion des élections sénatoriales de 1935, il se présente sur la liste d’union républicaine pour un nouveau mandat dans l’Orne, malgré des spéculations sur son retrait au profit de Laval en raison de son âge (76 ans). Malade, l’ancien chef de l’État mène une campagne réduite et pâtit de son manque d'implication locale. Il est réélu au premier tour avec 58 % des suffrages, arrivant derrière les deux autres sortants, René de Ludre-Frolois (79 %) et Georges Dentu (76 %). En janvier 1936, un banquet est organisé à Paris pour célébrer le cinquantenaire de sa première élection comme parlementaire. Avec Joseph Caillaux, il est alors le seul président du Conseil d’avant 1924 à être toujours en vie.
Il s’oppose au Front populaire durant la campagne législative de 1936, estimant qu'on ne peut « mériter en même temps la confiance du Parti communiste et la confiance de la démocratie française »,. Après la victoire de la gauche, il encourage la création du Parti social français et vote contre le projet d’arbitrage des conflits du travail, un de ses sujets de prédilection, considérant que le texte est trop favorable à la CGT ; il reste cependant généralement à l’écart des questions intérieures, ne cessant d’alerter contre l’Allemagne, dont il ne croit pas aux promesses de non-agression,. En 1938, il dénonce les violations des accords de Munich et envisage face au Reich une alliance avec l’URSS ou l’Espagne franquiste.
Après l’invasion de la Pologne et le déclenchement du conflit mondial, il appelle à refuser toute négociation avec le Reich, craignant un « super Munich ». Il apporte cependant son soutien au président du Conseil Édouard Daladier au nom de l’unité nationale et lui étant reconnaissant d’avoir fait tomber le Front populaire. Le 10 juillet 1940, il ne prend pas part au vote des pleins pouvoirs au maréchal Pétain et se plaint ultérieurement, dans une lettre envoyée au président du Sénat, Jules Jeanneney, de ne pas avoir été convoqué à la séance. Il reste officiellement sénateur jusqu'à sa mort mais il ne l’est plus de facto après l’arrivée au pouvoir du maréchal Pétain, qui ne réunit pas une seule fois le Parlement.

### Dernières années, maladie et mort (1940-1943)

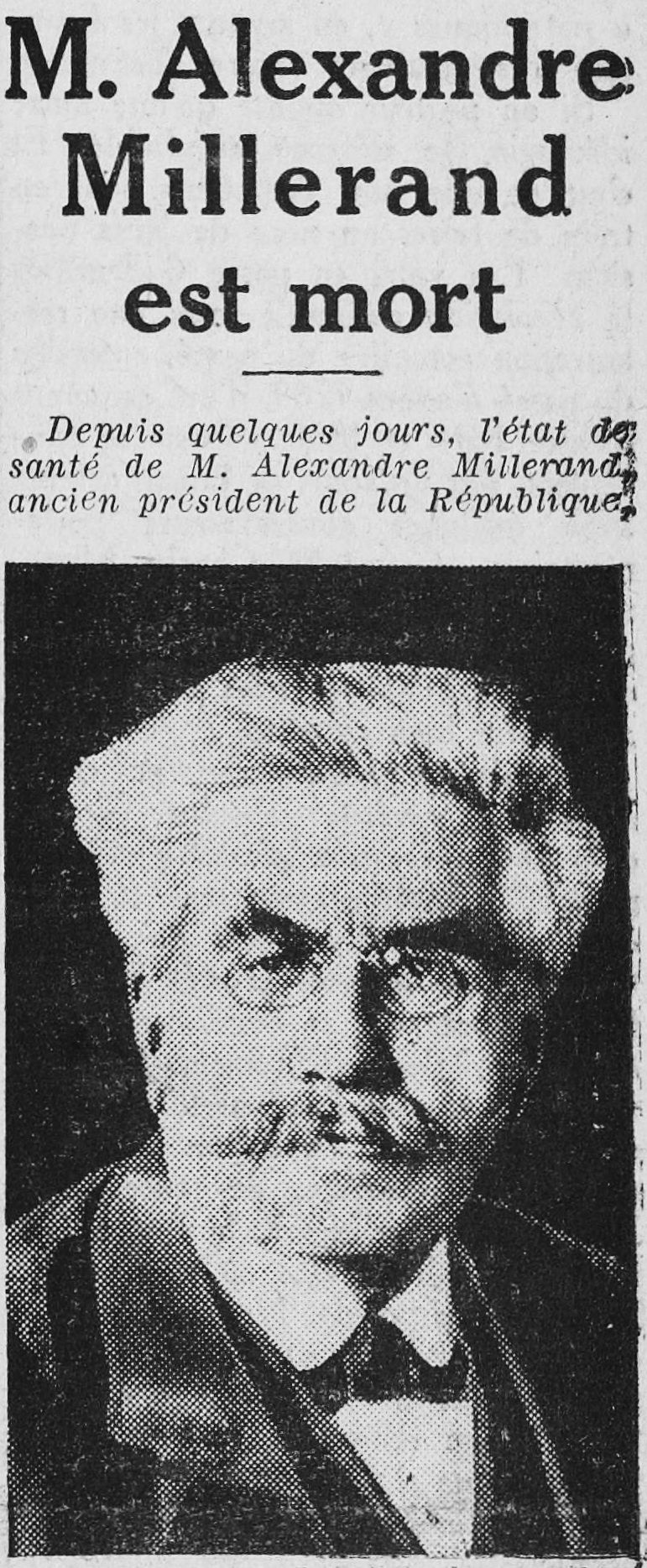
Article paru en une du périodique L'Œuvre à la suite de la mort d’Alexandre Millerand.

Après la défaite de 1940, Alexandre Millerand se retire de la vie publique et quitte rarement sa résidence versaillaise du 10, rue Mansart. Il reste cependant président de la Société des amis de Versailles et effectue une de ses dernières apparitions publiques le 20 mai 1941, pour le soixantième anniversaire de son inscription au barreau de Paris,. Il commence l’écriture de ses Souvenirs mais la dégradation de son état de santé l’empêche de mener le projet à son terme.
Dans les notes qu'il prend pendant l’Occupation, il critique l’armistice et estime que « les hommes qui ont traité au nom de la France ont commis le crime de ne pas croire en la France ». Il considère que le maréchal Pétain a « évité la guerre civile » mais lui reproche d’avoir pris parti, « d'une manière implicite, mais indéniable, pour l’Allemagne contre l’Angleterre » alors que « l’hégémonie allemande sur l’Europe signifie la ruine des idées de base sur lesquelles repose la civilisation chrétienne : le culte de l’honneur et de la personne humaine ». S'il se satisfait de la chute de la Troisième République, il s’oppose à la « recherche de responsabilités individuelles », comme lors du procès de Riom.

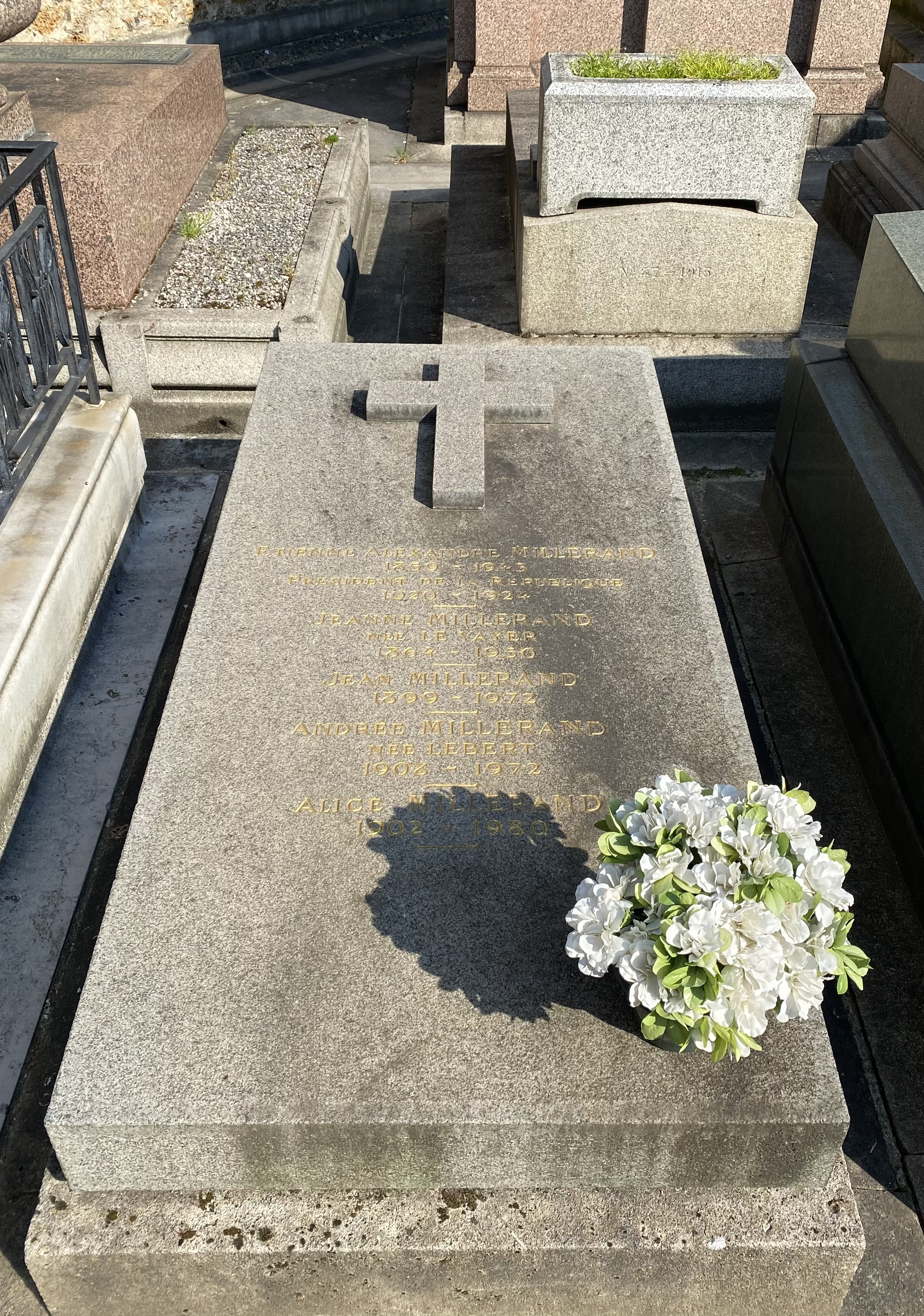
Tombe de la famille Millerand au cimetière de Passy.

Après son 84e anniversaire, son état de santé se dégrade rapidement. Le 6 avril 1943, après avoir passé une dizaine de jours alité et avoir subi la veille une opération chirurgicale, il meurt à son domicile de Versailles,. La cause exacte de la mort n’est pas dévoilée, mais la maladie de Parkinson est évoquée. Son décès ne fait pas l'objet d'une forte médiatisation en raison du contexte de guerre et des difficultés rencontrées par la presse. Ses obsèques ont lieu le 9 avril 1943 en l’église Sainte-Jeanne-d'Arc de Versailles, en présence de représentants du maréchal Pétain et du gouvernement Laval (respectivement le général Brécard et Fernand de Brinon), du préfet de Seine-et-Oise, d’anciens ministres, de délégations de l’ordre des avocats de Paris, de l’Institut de France et de la Ligue des patriotes, ainsi que de personnalités religieuses. À l’issue de la cérémonie, Alexandre Millerand est enterré au cimetière de Passy, dans le 16e arrondissement de Paris.
Son biographe Jean-Louis Rizzo résume ainsi son parcours : « Cet homme n’a jamais pu s’exprimer pleinement : la seule fois qu’il détint véritablement le pouvoir, en 1920, il le quitta volontairement pour une présidence de la République qui lui apporta davantage de désillusions que de satisfactions. Le reste du temps, son caractère ombrageux, ses obstinations ainsi que ses erreurs éloignèrent de lui nombre de ses amis politiques. […] Il n’en demeure pas moins qu’il fut parfois un précurseur, aussi bien dans l’affirmation d'un socialisme démocratique que dans la volonté de voir émerger un pouvoir exécutif fort. » L’hebdomadaire L'Illustration du 17 avril 1943 écrit à son sujet : « Il semble que cet homme, fatigué par des années de lutte, ait manqué de la ténacité qui lui aurait permis de mettre en échec des adversaires nombreux, mais dont aucun n’avait son envergure. Peut-être avait-il compris la vanité de vouloir faire une politique nationale avec un régime parlementaire qui s'y prêtait si mal. »

## Prises de position

### Évolution de son positionnement politique
Durant les 56 ans qu’a duré son engagement politique, Alexandre Millerand a incontestablement changé de positions. Entré à la Chambre des députés comme radical, il exprime dans son discours de Saint-Mandé (1896) un programme allant servir de base au socialisme réformiste. Son action sous Waldeck-Rousseau, ses critiques envers l’anticléricalisme puis sa défense du nationalisme pendant la Grande Guerre conduisent à une rupture avec la gauche. Il prêche ensuite jusqu’à sa mort le rassemblement des modérés et l’Union sacrée. Son parcours est cependant marqué par des constantes : défiance envers les partis politiques, intérêt pour les questions sociales, révisionnisme constitutionnel (radical puis de droite), patriotisme et nationalisme, méthode pragmatique.
Dans les années qui suivent son entrée en politique au sein de la frange la plus à gauche des radicaux, Alexandre Millerand mentionne régulièrement le programme de Belleville de Gambetta, notamment en matière de laïcité et d’institutions. Dans La Justice, il publie des éditoriaux dans lesquels il affiche une hostilité à la fois envers les conservateurs et les républicains modérés ; en 1886, il écrit au sujet de ces derniers : « Non, ce n'est point la politique républicaine que celle des expéditions lointaines, du maintien du Concordat, du déficit budgétaire, des faveurs aux revenus financiers. Cette politique-là, ce n'est rien autre chose que la politique monarchiste continuée par monsieur Jules Ferry et ses amis. »

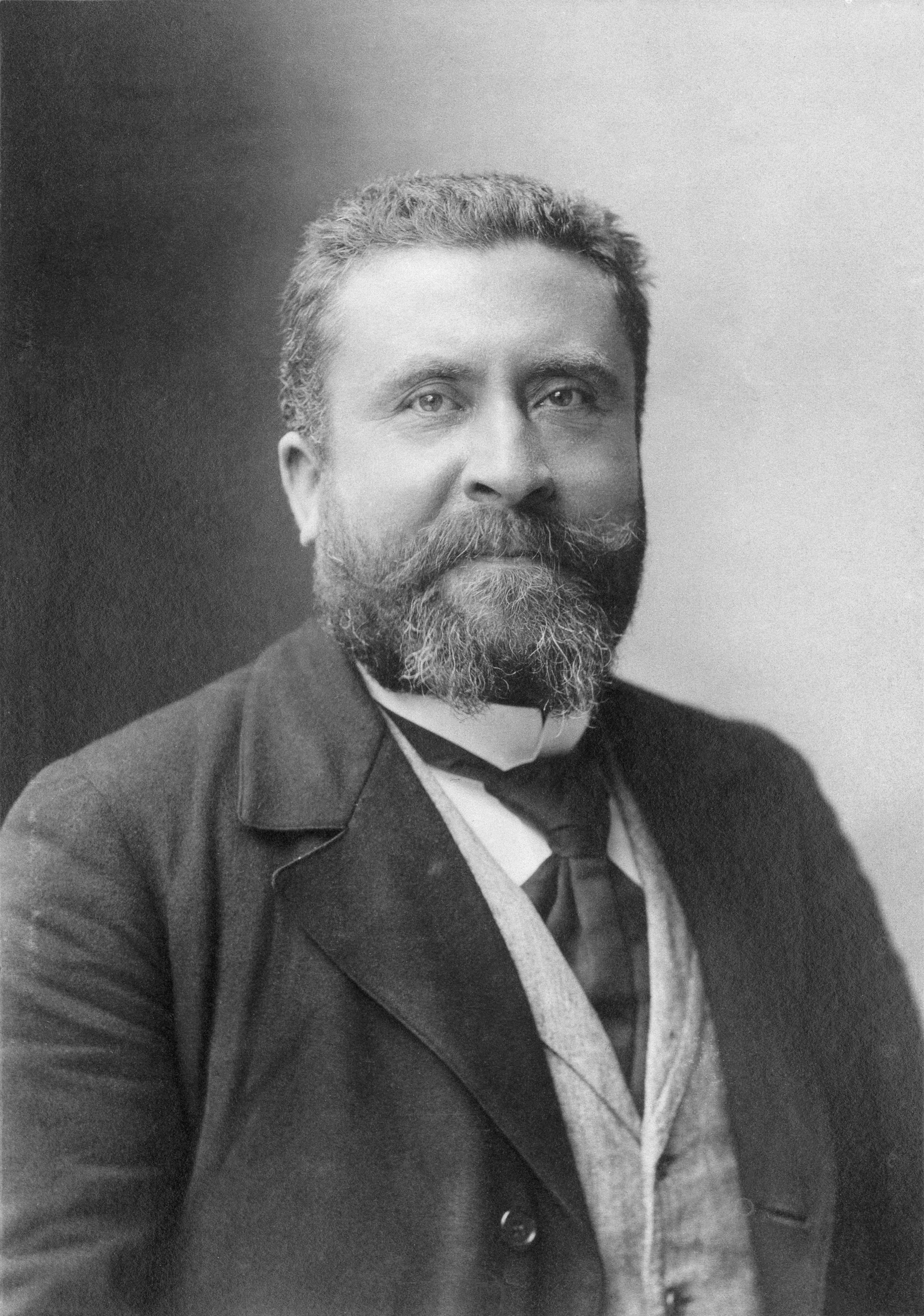
Avec Jean Jaurès (photo), Alexandre Millerand est la principale figure du socialisme à la fin du XIXe siècle.

Il s’éloigne de sa famille politique d’origine avec la crise boulangiste, lorsque, afin de favoriser une alliance avec les républicains modérés, de nombreux radicaux se montrent prêts à faire des compromis sur leur programme — en renonçant à la révision constitutionnelle, en soutenant le scrutin d'arrondissement et en appelant à des mesures judiciaires d'exception. Millerand appelle au contraire à la défense des libertés fondamentales et à des mesures sociales (assurances sociales, retraites ouvrières, etc.),. Il estime alors se détacher « de la masse du parti républicain pour affirmer une politique particulière » avec des personnalités comme le socialiste Basly, le radical Lanessan et le modéré Jaurès. À la fin des années 1880, alors qu'il dénonce le boulangisme tout en défendant un changement constitutionnel, il rejoint le mouvement radical-socialiste, classé à la gauche du courant radical, et renforce ses propositions visant à garantir de meilleures conditions aux travailleurs.
Après l'échec du général Boulanger et la fusillade de Fourmies de 1891, il intègre pleinement le courant socialiste et devient le principal dirigeant des socialistes indépendants. Le spécialiste du socialisme Jean Bourdeau le qualifie d’« indépendant qui se pique fort peu de théories ». Le socialisme de Millerand emploie une méthode réformiste, un terme qu’il utilise dès 1892 pour qualifier « un idéal purement humain dégagé de tout dogme » : il soutient un remplacement progressif de la propriété capitaliste par la propriété sociale, l’arrivée au pouvoir au moyen du suffrage universel, le patriotisme dans l'internationalisme. Sa référence est davantage Proudhon que Marx, même s'il prône alors le dialogue avec les partisans de ce dernier, et préfère le concept de « solidarité des classes » à celui de lutte des classes. Il parvient ainsi à faire naître en France un courant d'importance entre le radicalisme, situé plus à droite, et le communisme naissant.
Son passage au gouvernement Waldeck-Rousseau constitue la première étape de sa rupture avec le camp socialiste, dont une partie significative l'accuse d’avoir accepté le cadre « bourgeois » et de s'être montré trop complaisant avec le patronat. Après son exclusion du Parti socialiste français en 1904, il modère ses positions, s'oppose au ministère Combes et se rapproche ostensiblement de députés catholiques sociaux, et plus généralement avec le centre et la droite. Certains de ses opposants expliquent cette évolution par un « embourgeoisement » dû à son activité d'avocat d'affaires. Dès la fin des années 1900, il appelle à une « politique d'apaisement », prémisse à l'Union sacrée, qu'il défendra ardemment. Après avoir été un membre peu actif du Parti socialiste indépendant (PSI), il co-fonde en 1911 le Parti républicain-socialiste, qui entend réunir les militants se situant entre les socialistes et les radicaux.
La définition et les conséquences du « millerandisme » des années 1890-1900 divisent les historiens. Michelle Perrot écrit à ce sujet : « Je ne pense pas, pour ma part, que la crise millerandiste soit une crise profonde du socialisme français tout entier. J’estime discutable cette définition de Claude Willard : « Le millerandisme est l’application politique, dans les conditions propres à la France, du révisionnisme [mouvement s’éloignant de l'orthodoxie marxiste] ». Pour qu'il y ait « révision », encore faudrait-il qu’il existât quelque chose à réviser : or, le marxisme n’avait pas vraiment pénétré en France et […] les eaux du canal guesdiste étaient boueuses à cet égard. » Considérant Albert Thomas comme le véritable héritier du millerandisme, Madeleine Rebérioux indique que le millerandisme « a laissé dans le mouvement ouvrier organisé de bien mauvais souvenirs », qu’il a contribué à maintenir celui-ci « pendant de longues années hors de tout gouvernement » et qu’il a favorisé « l’orientation des ouvriers les plus combatifs, sinon des masses, vers le syndicalisme révolutionnaire ».
Si Millerand apparaît de moins en moins comme un homme de gauche et que les milieux d'affaires et des journaux comme Le Temps sont devenus bienveillants à son égard, il continue de susciter la méfiance des nationalistes et conservateurs en raison de son prétendu opportunisme. C'est à partir de son action au ministère de la Guerre en 1912-1913 et de l'affaire Paty de Clam qu'il est classé parmi les républicains du centre voire de droite. Après la Grande Guerre, il rejoint la coalition du Bloc national, constitué autour de ses vues : anti-bolchevisme, coopération patronat/salariés, réforme constitutionnelle pour renforcer la stabilité de l'exécutif, régionalisation, apaisement sur le plan religieux, etc.. En 1920, les membres de ses deux gouvernements sont, comme lui, essentiellement issus de la mouvance centriste ou sans étiquette, alors que la Fédération républicaine, de droite, ne détient que le ministère du Commerce et de l'Industrie.
Bien qu’étant devenu un opposant aux grèves générales, il conserve ses préoccupations sociales, ce qui constitue une originalité au sein du centre droit des années 1910-1920. Avec le temps, il axe également davantage son discours sur le patriotisme, la politique étrangère, les mesures natalistes et milite pour une révision constitutionnelle visant à renforcer les pouvoirs de l’exécutif. Soutien résolu de l’Union sacrée, il qualifie les querelles politiques de « chimères périlleuses ». À la tête du Bloc national, il parvient à unifier le camp modéré tout en ralliant des nationalistes de droite, à l'instar de Maurice Barrès, des radicaux et quelques socialistes lui étant reconnaissants pour son engagement passé.
Après son départ de l’Élysée, face au cartel des gauches, il prône l’union des droites, y compris avec la composante la plus nationaliste. Face à la montée du communisme, il continue de soutenir le corporatisme et des mesures sociales tout en s'opposant aux grèves, pourfend l’URSS et se pose en défenseur des libertés, aussi bien d’entreprendre, de réunion, d’association ou de la presse que de religion ou d’enseignement, ce qui tranche avec ses positions anticléricales antérieures. Opposé à toute évolution autoritaire du régime français, il tient cependant à l’autorité de l’État, qu’il juge « non moins nécessaire que la liberté ».

### Questions économiques et sociales
De façon constante durant son parcours politique, tout en affirmant son attachement à la liberté économique et à la propriété individuelle, notamment paysanne, Millerand condamne les « excès » du libéralisme, ambitionne de mettre fin aux monopoles et défend des mesures sociales.
Au début de sa carrière, il appelle à une fiscalité moins inégalitaire, notamment avec la mise en place d’un impôt progressif sur le revenu et sur les successions, et critique la « haute finance ». En tant que socialiste, s'il ne refuse pas la participation des ouvriers au système capitaliste, il estime que « le salariat n'a pas plus de raison de durer éternellement que l'esclavage ou le servage » et souhaite que « la machine soit réduite à ne prendre au travailleur que sa peine, lui laissant tout son salaire »,. Dans les années 1890, il évoque ainsi l’instauration d’une République sociale et fait mention de la lutte des classes, une théorie à laquelle il ne croit guère mais qu'il utilise pour séduire les marxistes conduits par Guesde. Afin d’améliorer la situation des « trois millions d'ouvriers agricoles qui ne possèdent pas un pouce de terre » et des « millions d'ouvriers de fabriques et d'usines », il propose la journée de huit heures, une diminution des cotisations sociales, l'établissement de caisses de retraite, le vote de règles plus protectrices pour les femmes et mineurs, le renforcement de la prise en compte des accidents du travail, et réclame l'amnistie des grévistes tout en désapprouvant les actions violentes,.

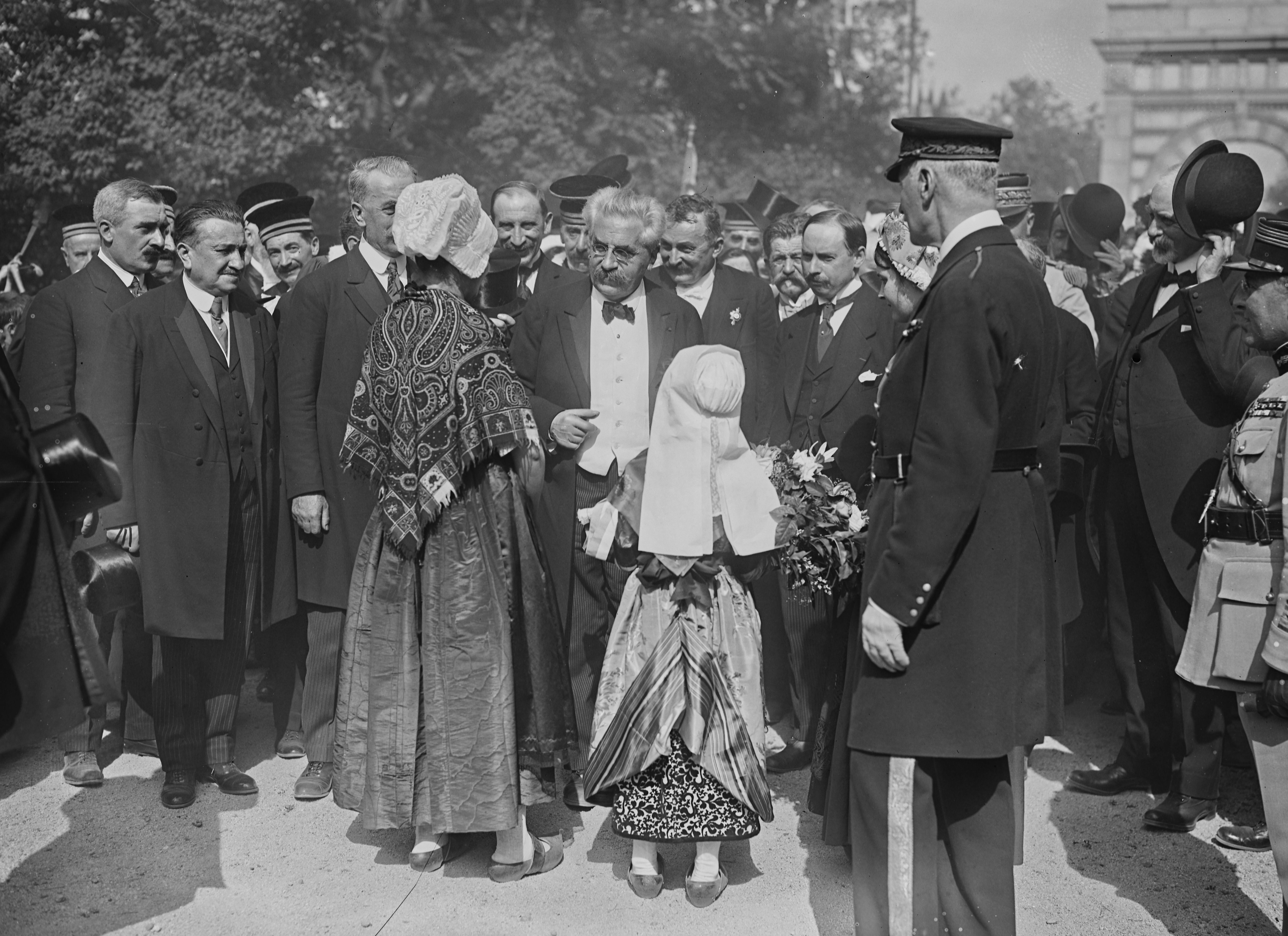
Alexandre Millerand accueilli à Riom par des femmes en costume auvergnat (1923).

Mais il s’affiche rapidement réformiste et se démarque des socialistes les plus à gauche. Dans son discours de Saint-Mandé de 1896, il insiste sur le caractère progressif d’une substitution de la propriété sociale à la propriété capitaliste, et entend limiter cette propriété sociale aux seuls secteurs de la banque, des transports par voie ferrée et des mines. Il souligne la nécessité de tenir compte des spécificités sociales et politiques en vigueur et estime que l'émergence du socialisme doit se faire par l'instruction plutôt que par un appel à la révolution : il considère ainsi comme possible l'institution d'un régime socialiste dans le respect de la démocratie, notamment par le biais parlementaire. Par ailleurs, contrairement à d'autres membres de son camp, il ne traite pas uniquement de la question ouvrière mais aussi des paysans et travailleurs intellectuels, et promet aux petits propriétaires terriens qu'ils ne seront pas concernés par la collectivisation.
Privilégiant le concept de « solidarité des classes » à celui de lutte des classes, il défend la négociation et le dialogue permanent entre le patronat et le prolétariat. Dans sa vision réformiste, que partage alors Jaurès, l’État doit réguler les relations industrielles pour pouvoir œuvrer à l’amélioration de la condition ouvrière. Sous Waldeck-Rousseau, il tente ainsi de faire émerger un syndicalisme de masse, avec des instruments de collaboration entre ouvriers et chefs d’entreprise : il permet la représentation ouvrière au sein du Conseil supérieur du travail et installe des conseils locaux du travail. Cherchant à renforcer l’image d’exemplarité de l’État, il réglemente les conditions d’exécution des travaux publics et la situation des fonctionnaires. Sa fibre sociale lui attire alors le soutien d’une part importante d’ouvriers, ce qui conduit à un recul de l’influence du guesdisme. Mais il doit renoncer à ses projets de capacité civile des syndicats et d’arbitrage obligatoire en cas de grève. À son départ du gouvernement, son bilan est jugé maigre par beaucoup de socialistes,,.
Après sa rupture avec le PSF, il continue de mettre en avant les thématiques sociales (retraites ouvrières et paysannes, système d'assurances sociales, participation des salariés aux résultats de l'entreprise, etc.), mais insiste sur la nécessité de tenir compte du principe d'équilibre budgétaire et des intérêts du patronat, affirmant qu'un pays ne peut développer la question sociale que s'il est suffisamment riche. Il critique ainsi un État au rôle trop important, les grèves — notamment de fonctionnaires —, se prononce pour des dérogations à sa loi des dix heures et s'oppose à l'abaissement de l'âge légal de départ à la retraite à 60 ans,. Il juge nécessaires la concentration des entreprises, la standardisation et le taylorisme. En 1907, dans sa réponse à une interpellation d'Édouard Vaillant, il prend ses distances avec la CGT en déclarant qu'il « ne donne à personne le droit de parler au nom de la classe ouvrière ». Il accepte la taxation du capital sur les transmissions mais se montre hostile à l'impôt direct sur le capital, continue d'accepter le principe de l'impôt sur le revenu mais sous conditions (dégrèvement des terres, absence de contrôle des déclarations fiscales),.
À la présidence du Conseil, il exprime une certaine ambivalence. S’il défend des mesures sociales, qu’il n’a pas le temps de faire adopter (loi des huit heures, relèvement de l’âge minimum pour travailler, hausse des pensions de retraite, meilleures conditions pour les femmes enceintes), il améliore sensiblement les conditions des mineurs et ouvriers, et instaure finalement la capacité civile des syndicats. Dans le même temps, il introduit un statut des fonctionnaires aux droits limités et réprime les grèves soutenues par la CGT, dont il dénonce le manque de représentativité et les actions politiques, tout en cherchant à associer davantage les cheminots à la gestion des chemins de fer. Il regrette de ne pas voir aboutir l’une des propositions qu’il porte depuis longtemps, l’arbitrage obligatoire entre patronat et employés en cas de conflit du travail : voyant la grève comme une situation de fait et non comme un droit, il défend cette mesure pour empêcher l’apparition de ce type de conflit avant le rendu d'une sentence arbitrale. Pour redresser la situation économique, il considère la lutte contre l'alcoolisme et une politique nataliste comme des impératifs.
À l’Élysée, si le domaine économique et social ne relève pas directement de sa compétence, il s’oppose à une action étatique trop importante et défend la liberté d’entreprendre, alignant ses vues sur celle des économistes libéraux. Lors de la crise financière du début de l’année 1924, il soutient la politique d’austérité et de lutte contre la spéculation mise en place par Poincaré, critique la dette flottante et rappelle son attachement au principe d’équilibre budgétaire, notamment au moyen de la réduction des dépenses publiques, mettant en garde contre un niveau d'imposition trop important. Considérant toujours que les réformes sociales doivent dépendre du niveau de richesse du pays, il souhaite que l’instauration de la journée de huit heures se fasse progressivement. Après avoir quitté la présidence, il appelle à l’établissement de conseils de type corporatif, à la participation des ouvriers à la gestion des entreprises, au versement d’aides étatiques aux familles, à l’élargissement du périmètre de compétence des inspecteurs du travail ou encore au respect des règles sur l’obligation scolaire en matière d’apprentissage.
Durant la Grande Dépression des années 1930, il soutient la politique gouvernementale de déflation, fait part de réserves sur le coût des assurances sociales et de la réduction du temps de travail, réclame une baisse de la fiscalité et un renforcement de l’initiative privée dans les colonies, indiquant : « La doctrine de l'État-providence anémie les énergies privées et livre au pillage les dépenses publiques […] Le secours de la collectivité doit constituer l’exception, non la règle. » Aux antipodes de son engagement socialiste passé, il considère que « le bien-être de l'ouvrier est fonction de la prospérité du patron ». En tant que sénateur de l’Orne, il défend encore la cause paysanne, dont il salue les « vertus » que sont « le goût du travail, l'amour de l'épargne » et qui constituent pour lui « les fondements solides de la grandeur française ». Il qualifie l'agriculture de « clé de voûte de notre économie nationale » et affirme qu'« entre le paysan français et les théories bolcheviques, il n'y aura jamais rien en commun ». Pour préserver ce secteur d'activité de la concurrence étrangère, il se montre favorable au protectionnisme. Il continue également de préconiser une représentation politique des organisations professionnelles.

### Nationalisme et politique étrangère

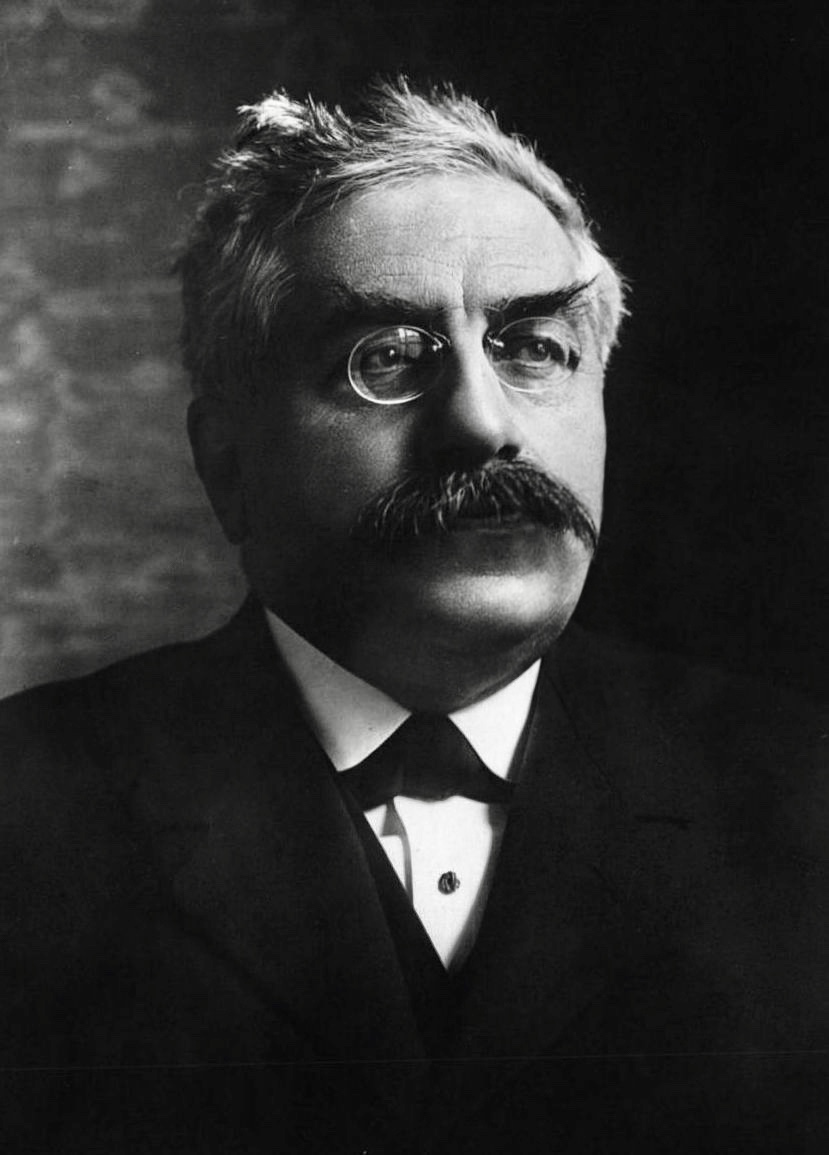
Alexandre Millerand en 1914.

Pendant son engagement socialiste, il se distingue des marxistes en refusant de privilégier l’internationalisme au patriotisme. Il déclare que « les socialistes français sont patriotes, profondément patriotes, patriotes de sentiment et de raison » (1893) et que la patrie française est « un incomparable instrument de progrès, matériel et moral, forgé par les siècles » (1896). Une fois la rupture avec les socialistes actée, il défend un patriotisme affichant une grande proximité avec le nationalisme : il apporte son soutien à Delcassé et voit son action au ministère de la Guerre être plébiscitée par Péguy, Barrès ou Déroulède.
Il se montre à ses débuts critique envers le mode de fonctionnement de l’armée, mais approuve le principe de l’institution militaire et le service militaire pour tous, qu'il voit comme un moyen de sauvegarder l'indépendance de la France et de réunir des hommes provenant de milieux différents,. Après avoir été partisan de l’arbitrage international, il apparaît de plus en plus hostile au mouvement pacifiste, notamment après la crise de Tanger. Comme ministre de la Guerre, s’affichant en nationaliste convaincu, il condamne sans nuance l'antimilitarisme et défend la censure.
Pendant tout son parcours politique, il est considéré comme l’un des politiques les plus antigermanistes. Il dénonce le traité de Francfort et considère que le retour de l’Alsace-Lorraine est une revanche à laquelle les Français n'ont pas « le droit de renoncer ». Dès l’affaire Schnæbelé (1887), il n’exclut pas l’hypothèse d’un nouveau conflit avec l’Empire allemand. En 1893, il déclare que « ce n'est pas la France vaincue, démembrée qui peut prendre l'initiative du désarmement et se livrer, pieds et poings liés, aux appétits de ses implacables ennemis ». Son antigermanisme explique ses hésitations initiales à soutenir le capitaine Dreyfus. En 1903, il refuse de voter en faveur de propositions socialistes sur la réduction des dépenses militaires et sur le désarmement de la France au profit de l’arbitrage entre les nations, ce qui favorise son exclusion du PSF. Durant les crises marocaines de 1905 et 1911, il dénonce la faiblesse de la réponse de la France.
Lors de son premier passage au ministère de la Guerre, il prépare le pays à un nouveau conflit, qu’il juge inévitable voire souhaitable. Redevenu ministre de la Guerre en 1914, il s’aligne quasi-systématiquement sur les choix de l’état-major. Il adopte une position semblable à celle du centre droit à l’approche de l’armistice de 1918, estimant que le seul rattachement de l’Alsace-Lorraine n’est pas une mesure suffisante et appelant à « détruire le militarisme prussien ». Lors de la Conférence de paix de 1919, il affiche des vues similaires à celles de Clemenceau, souhaitant le démantèlement de l’Autriche-Hongrie et approuvant avec réserves la création de la Société des Nations. À la tête du gouvernement, il défend dans un premier temps une application stricte du traité de Versailles, avant d'en accepter à partir de juin 1920 — notamment sous la pression des alliés — une vision plus conciliatrice, qualifiant les traités de « textes plus lourds de promesses que de réalités »,. Prônant le retour à une ligne plus dure à partir des conférences interalliées de 1921, il critique ses présidents du Conseil, notamment Briand, et se montre parmi les plus fervents défenseurs de l’occupation de la Ruhr face à l’enlisement des négociations et aux non-paiements du Reich. Il réfute toute velléité impérialiste et affirme simplement souhaiter que la France obtienne son dû.

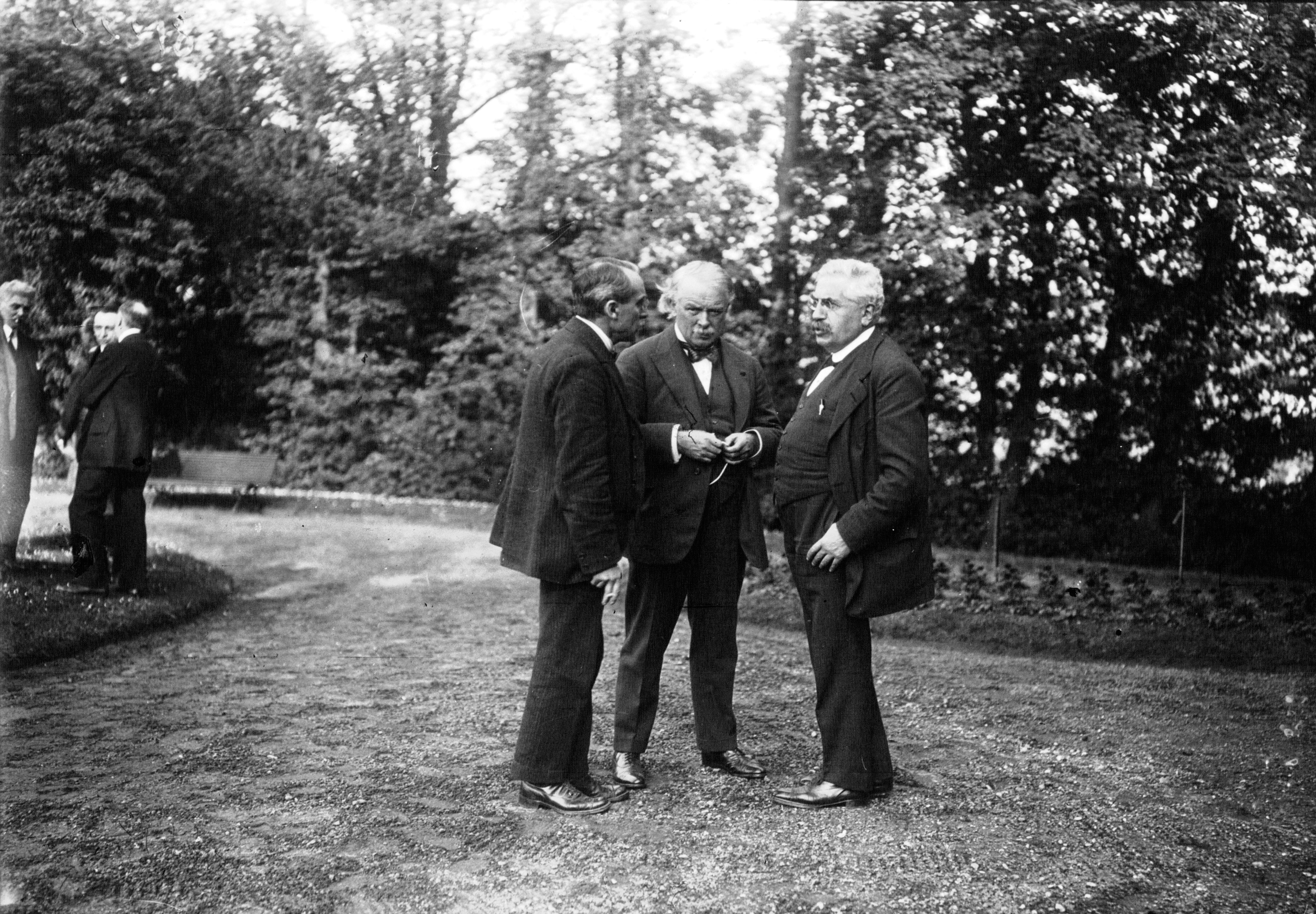
Alexandre Millerand s’entretenant avec Lloyd George (conférence de Boulogne-sur-Mer, juin 1920).

Partisan de l'alliance franco-russe, il participe en 1901, contre l’avis de beaucoup de socialistes, à la cérémonie d'accueil du tsar Nicolas II en France. Régulièrement accusé de collusion avec l’Empire russe, il se voit décerner par le tsar la médaille de l’ordre de Saint-Vladimir, en août 1912. Il critique de façon virulente la révolution d’octobre 1917 et refuse de reconnaître la République socialiste fédérative soviétique de Russie, qualifiant le « bolchevisme » de « danger d'ordre général qui menace la sécurité de tous ». Lors de la guerre soviéto-polonaise, il engage activement la France aux côtés de la Pologne, s’opposant aux réserves du Royaume-Uni sur le sujet et affirmant : « En ce qui concerne la Pologne, ce qui est en cause, c’est l’indépendance d'un peuple ; en ce qui concerne la Russie, ce sont les principes mêmes de la civilisation moderne ». Opposant résolu à l’URSS, il n’envisage un retour du dialogue avec Moscou qu’à partir du milieu des années 1930, avec la montée du nazisme. En février 1939, il déclare au Sénat : « Je ne reproche pas aux gouvernements d'hier d’avoir conclu un accord avec les Soviets. Ce que je ne leur pardonne pas, c’est d’avoir permis aux communistes d’exercer sur la vie politique de la France une action inadmissible ».
Après l’Élysée, il dialogue avec les milieux nationalistes de droite, qui lui avaient été longtemps hostiles, allant jusqu'à accepter la présidence d'honneur de la Ligue des patriotes en novembre 1924. Il se présente alors comme le rempart de la « civilisation occidentale » face à la « barbarie bolchevique ». Bien qu’y étant peu favorable, ne croyant pas à la bonne foi de l’Allemagne, il vote en faveur des accords de Locarno, qui sont soutenus par le Parlement et l’opinion publique. Il se pose en adversaire déterminé de la « politique d’abandon » d’Aristide Briand, dénonçant le pacte Briand-Kellogg, le plan Young et la fin de l'occupation de la Rhénanie : face aux « dessins belliqueux » de l'Allemagne, qui a d’après lui « fait du bolchevisme l'instrument de ses espoirs de revanche », il estime que l'action pacifiste de Briand menace durablement la France et favorise l’émergence d'un nouveau conflit militaire. Il présente également comme dangereuse l’égalité des droits portée par Édouard Herriot.
Critique de la république de Weimar et du Troisième Reich, Millerand écrit en 1933 : « c’est la révision des traités qu’[ils] demandent, et la révision, c’est la guerre ! » Souhaitant que la « passion [française] pour la paix ne leurre pas sur les périls qui la menacent », il désapprouve la réduction des dépenses militaires de la France et dénonce les politiques de désarmement, qu’elles soient justifiées par des raisons idéologiques ou budgétaires. Il met en garde contre les mesures intérieures et extérieures d’Adolf Hitler et appelle à une coalition des pays européens contre lui, louant ainsi la Petite Entente ; il n’exclut pas une alliance avec l’Italie fasciste, qu'il soutient face à la SDN, avec l’Espagne franquiste ou avec l’URSS,. S'inquiétant du manque de préparation de l’Armée française, il s’entretient en 1935 avec Charles de Gaulle, qui le qualifie d’« homme d’État de très grand classe » et fait savoir qu'il partage ses analyses.
Redoutant le déclin des valeurs françaises et une perte d'influence de son pays face aux autres grandes nations, il est un partisan constant d'une politique nataliste. Dans un discours prononcé en 1932 devant une association familiale, il déplore ainsi la dénatalité, cite en modèle les campagnes rurales italiennes de Mussolini et soutient la proposition de Roulleaux-Dugage visant à instaurer le vote familial. Ses positions populationnistes lui permettent notamment de justifier à partir des années 1910 sa défense de la religion.

### Vision institutionnelle
À ses débuts, il milite pour une révision des lois constitutionnelles de 1875 afin de revoir « un régime bâtard, qui a de la République le nom et de la monarchie les vices ». Il déplore « l'instabilité dans le pouvoir exécutif », « des conflits et l'impuissance dans le pouvoir législatif » et « la centralisation à outrance créée par Bonaparte ». À la fin des années 1880, se déclarant « radical-révisionniste », il propose la convocation d'une assemblée constituante et se prononce en faveur de la suppression du Sénat, pour le remplacement du scrutin d'arrondissement par la proportionnelle ainsi que pour le référendum, la possibilité de révoquer les députés et l'élection des juges. Il soutient par ailleurs les droits des femmes et l'inscription des libertés fondamentales dans la Constitution, dont le respect serait assuré par une cour suprême similaire à celle des États-Unis. Jusqu'au début du XXe siècle, il estime que le président de la République doit adopter un rôle d'arbitre, écrivant durant la présidence de Jean Casimir-Perier : « Ce n'est pas au premier magistrat de la République qu'il convient d'imprimer une direction à la politique de ce pays. Son devoir, comme son honneur, est d'être le serviteur impersonnel et docile de la volonté nationale, exprimée par les représentants du peuple ».

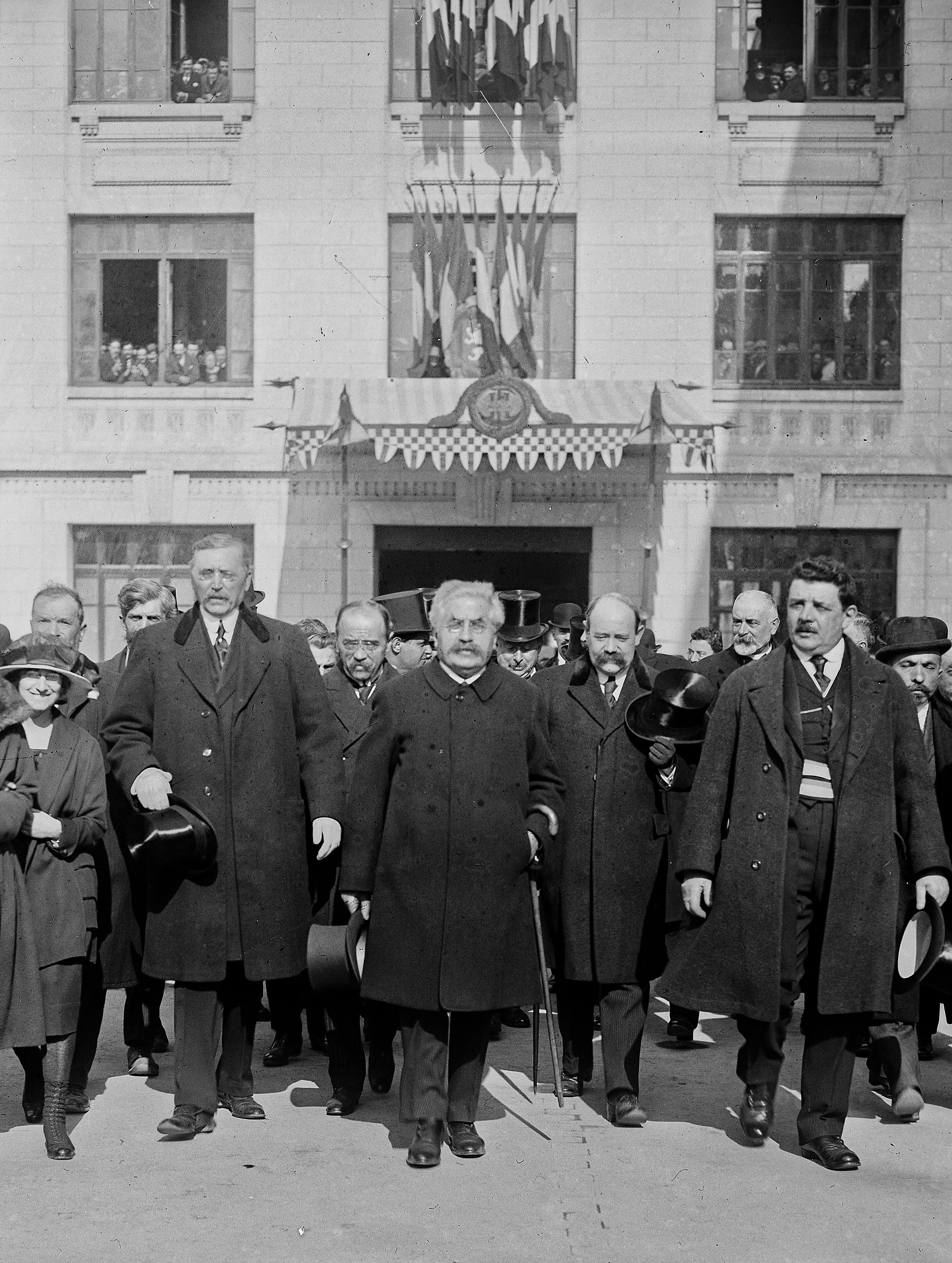
Alexandre Millerand en mars 1921 à la foire de Lyon, où il exprime une nouvelle fois ses vues sur les institutions.

Pendant la Première Guerre mondiale, il se montre critique envers les chambres et leur volonté de contrôle de l’exécutif ; déclarant que le Parlement n’a rien fait pour « s’adapter à l’état de guerre », il soutient un projet autorisant le gouvernement à prendre des décrets contraires à la législation en vigueur. Lors de son discours du Bataclan de 1919, il rompt définitivement avec sa vision passée en appelant à un renforcement des prérogatives du pouvoir exécutif. Il déclare que le chef de l’État « doit être vraiment un chef, avec les droits et les responsabilités que ce titre implique » et qu’il « doit être l’homme d'une politique arrêtée et appliquée en étroite collaboration avec ses ministres »,. D'après lui, « une démocratie, si elle veut rester libre et échapper au péril de la dictature, a besoin d'une autorité forte et respectée ». Il appelle à l’élection du président par un collège plus large que le seul Parlement afin de renforcer sa légitimité. Il se montre sensible aux théories révisionnistes d’Henry Reverdy, qui se prononce pour la suppression du contreseing ministériel, le libre choix des ministres ou encore un veto sur les lois pouvant être levé par une majorité des deux tiers des parlementaires.
Cette vision n’entre pas en contradiction avec les lois constitutionnelles, mais se heurte à la pratique issue de la Constitution Grévy. Déplorant des pouvoirs parlementaires hégémoniques — notamment en matière budgétaire — conduisant à des instabilités ministérielles, il appelle les chambres à ne pas gêner l'action du gouvernement et à se contenter d'exercer ses prérogatives d'élaboration des lois et de contrôle de l'exécutif. Il prône aussi la responsabilité du gouvernement à la fois devant le chef de l'État et le Parlement, et s’affirme en faveur d’un renforcement du droit de dissolution et du référendum. S’il ne souhaite plus la suppression du Sénat, il appelle à la modification de sa composition, avec une part de représentants du monde professionnel, et plaide pour l’élection d’une chambre à la proportionnelle. Contrairement à la majorité de ses alliés, il est par ailleurs partisan du droit de vote des femmes.
Après son départ de la présidence, il continue de faire de la révision constitutionnelle sa priorité alors que cette question divise, des figures de droite soulignant que l’exécutif conduit par Clemenceau à la fin de la guerre avait pu s'imposer sans pouvoirs spéciaux,. Présenté par ses plus féroces adversaires comme un partisan du fascisme et de Mussolini, il réaffirme régulièrement ses convictions républicaines et estime que « le peuple de France chérit la liberté qui lui a coûté si cher à conquérir ». Il cite le duc de Broglie, qui voyait dans les lois constitutionnelles de 1875 un « assemblage d'éléments irréconciliables », et réaffirme régulièrement ses propositions (dissolution pour le président, collège électoral élargi pour son élection, référendum, cour suprême, vote féminin, prise en compte des corporations, etc.). Au fil des années, il se montre de plus en plus hostile à la Troisième République : il juge impossible d'assurer la confiance dans « un régime sous lequel on se demande chaque jour quel sera le gouvernement du lendemain » et prévoit la chute prochaine du système si le Parlement ne vote pas un changement de Constitution.
Partisan résolu de la déconcentration et de la décentralisation, il propose à partir de 1919 d’accorder d’importants pouvoirs aux régions au détriment de l’échelon départemental, avec notamment l'instauration de « conseils régionaux ». Il présente sa gestion de l’Alsace-Moselle en tant que commissaire général de la République comme un exemple pour le processus de régionalisation auquel il appelle,. À la tête du gouvernement, il tente de mettre en place un « conseil régional d'Alsace et de Lorraine », mais son projet n’est pas mené à bien. Devenu président, souhaitant une « autonomie administrative aussi complète que possible », il se prononce pour l’extension du système alsacien-mosellan à l’ensemble du territoire, mais ne dispose pas de compétence directe en la matière et ne voit pas aboutir le projet de régionalisation présenté en 1921 en Conseil des ministres.
Si ses propositions institutionnelles semblent redevenir d’actualité dans les années 1930, il n’apparaît plus en mesure d’être un recours alors que d’autres mouvements appellent à un changement constitutionnel, parfois en dehors du cadre républicain. En 1940, il ne regrette pas la chute de la Troisième République, écrivant dans ses notes que « la France meurt des vices de son régime de faiblesse, de facilité, de camaraderie ». Il n'exprime pas de sympathie particulière pour le régime de Vichy et appelle au redressement de la France par le travail et la discipline, mais aussi par le respect des libertés publiques. Sa proposition sur le collège électoral élargi pour l'élection du chef de l'État sera en partie reprise dans la Constitution de 1958 tandis que la décision Liberté d'association rendue par le Conseil constitutionnel en 1971 fait écho à son souhait de voir une cour suprême garantir les libertés fondamentales.

### Sujets religieux
Baptisé, il s'éloigne de l'Église après sa première communion, notamment après avoir lu Vie de Jésus d'Ernest Renan, et, comme son père, se définit comme athée. À l’instar de ses collègues radicaux, il adopte au début de sa carrière un discours anticlérical.
Mais il modère ses positions au début des années 1900, s'opposant notamment à la suppression du budget des cultes. S'il vote pour la loi de séparation des Églises et de l'État, qu'il juge plus modérée que le projet du gouvernement Combes, il prône l'application de celle-ci dans un « esprit de liberté » afin que les autorités n'aient « ni raison ni prétexte » pour renforcer l'anticléricalisme. Ultérieurement, il n'hésite pas à dénoncer les « excès » des anticléricaux, et refuse d’opposer science et religion. Au ministère de la Guerre, il met fin aux « fiches » et autorise les officiers à appartenir à des associations cultuelles.
Devenu président du Conseil, il œuvre activement au rétablissement des relations diplomatiques entre la France et le Vatican. Cette évolution se poursuit pendant son passage à l’Élysée, notamment à travers des déclarations bienveillantes envers l’Église et sa prise de position pour le maintien du concordat en Alsace-Moselle. Ses bonnes relations avec les autorités religieuses, qu'il rencontre fréquemment, conduisent ces dernières à le solliciter pour régler la question des associations cultuelles : il favorise ainsi la conclusion d'un accord entre Paris et le Saint-Siège en avril 1923. Après l’Élysée, il défend « la paix des consciences » et reproche au gouvernement Herriot de relancer les querelles religieuses.
Ses obsèques se déroulent dans le rite catholique à l'église Sainte-Jeanne-d'Arc de Versailles.

### Antisémitisme
Malgré la conversion de sa mère, son baptême ou son athéisme, Alexandre Millerand est l’objet d’accusations antisémites tout au long de sa carrière politique. Les stéréotypes sont diffusés par les chefs de file de l’antisémitisme de l'époque avec Édouard Drumont ou Charles Maurras, et « rabâchés à foison par la presse d’extrême droite, au premier rang de laquelle L’Action française ». Après sa mort, Charles Maurras, l’appelle encore le « petit-fils de l’organiste israélite de la cathédrale du Mans » et le « butor, buté au nom de la faction juive ».

### Colonisation

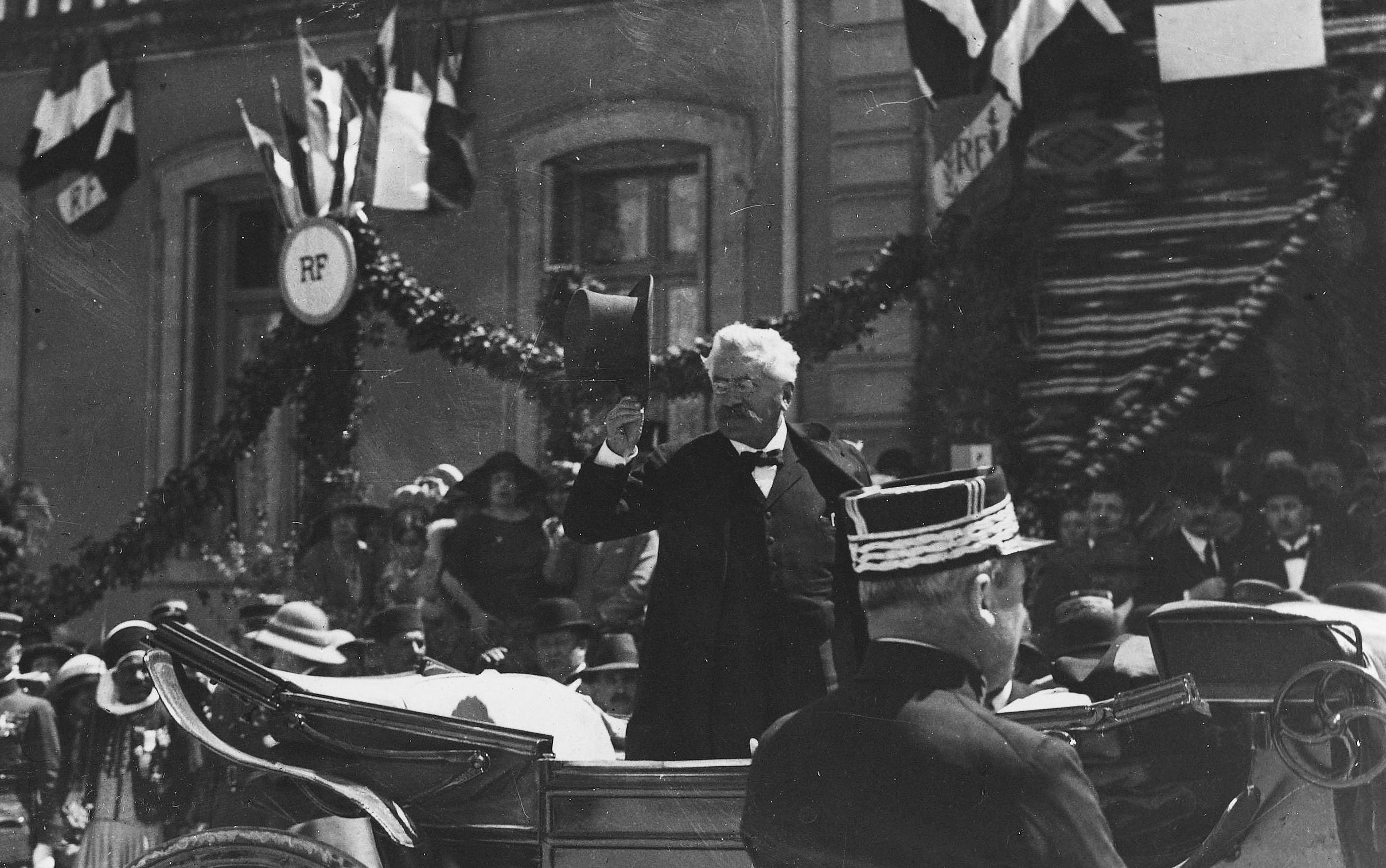
Alexandre Millerand à Sidi Bel Abbès (Algérie française, 1922).

Dans un premier temps opposé aux « expéditions lointaines », selon lui trop coûteuses en moyens humains et budgétaires, il dénonce le développement de l'Empire colonial français, en particulier dans le contexte de tensions avec l'Allemagne,. Il ne prône cependant pas la fin des colonies.
Pendant sa présidence, il se rend en Afrique du Nord et visite l’Exposition coloniale de Marseille de 1922, où il rend hommage à Jules Ferry et Eugène Étienne, considérés comme les « pères » de la colonisation. Mais à la différence de nombreux républicains, il pense que le concept d’assimilation est utopique et défend l’association, déclarant : « Sans doute il serait dangereux de prétendre établir une assimilation à tous points de vue entre les trois parties de notre domaine : Maroc, Algérie, Tunisie ont leur vie propre et doivent la garder »,. Néanmoins, il ne propose pas de grandes réformes, refusant par exemple l’octroi immédiat du suffrage universel aux populations locales en raison de leur manque de « formation politique ».

### Éducation
Spécialiste des questions d’éducation à la Chambre des députés, il approuve dans leur ensemble les lois Jules Ferry, mais reproche à celui-ci de freiner par la suite de nouvelles réformes, notamment la laïcisation des établissements secondaires, dont il est alors partisan,. Hostile au baccalauréat, qui est selon lui « un entassement de matières » qui « ne prouve ni la capacité des jeunes gens qui y réussissent, ni l'ignorance de ceux qui échouent », il propose un examen reposant sur les résultats de l'année. Il s'oppose à la généralisation des écoles normales car il considère qu'elles forment des instituteurs n'étant pas assez ouverts sur l'extérieur. Après la guerre, il prône une intensification de l'enseignement agricole et de l’apprentissage. Il revient sur ses positions passées en qualifiant le monopole de l'État sur l'enseignement de « négation même des principes républicains », dénonce le laïcisme de nombre d’instituteurs et ne se montre pas hostile au rétablissement des congrégations religieuses. Enfin, il s'oppose à la gratuité de l'enseignement secondaire, craignant des effectifs trop nombreux dans les lycées et une dévalorisation des diplômes.

### Autres
Bien qu’ancien journaliste et partisan historique de la liberté de la presse, il défend la censure pendant la Première Guerre mondiale, puis exprime son souhait que la presse inscrive son action en conformité avec l’Union sacrée et la défense nationale : il l'appelle ainsi à maintenir l’esprit prévalant au sortir de la Grande Guerre et à ne pas dramatiser les querelles politiques.
Après avoir voté en 1908 pour l'abolition de la peine de mort, il utilise à plusieurs reprises son droit de grâce présidentiel tout en la refusant à plusieurs condamnés, notamment à Henri Désiré Landru,.

## Profil et particularités

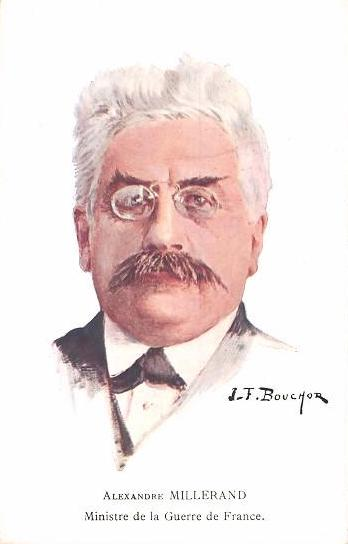
Portrait d’Alexandre Millerand par Joseph-Félix Bouchor (années 1910).

Le parcours politique d'Alexandre Millerand se caractérise par une longévité exceptionnelle : élu parlementaire pour la première fois en 1885, il l'est toujours au début de la Seconde Guerre mondiale ; il est ainsi député pendant 35 ans et sénateur pendant 15 années. Il occupe également un grand nombre de postes à responsabilité, exerçant à cinq reprises des fonctions gouvernementales ainsi que les deux principales fonctions du pouvoir exécutif. Cependant, il reste seulement quelques mois à la tête du gouvernement et sa présidence est écourtée.
Il connaît une phase de popularité lors de ses fonctions ministérielles de 1899-1902, notamment auprès des fonctionnaires et des ouvriers, chez qui il avait déjà acquis une forte sympathie en défendant les grévistes de Carmaux. Durant son second passage au ministère de la Guerre, il est en revanche moins apprécié, aussi bien auprès des combattants, à qui il rend rarement visite sur le front, que du reste de la population, qui est sensible aux critiques récurrentes des parlementaires et d’une partie de la presse envers son action. En tant que président du Conseil, malgré les difficultés rencontrées sur la question allemande, il est à nouveau populaire, bénéficiant d'une image d’homme fort et de ses succès en Pologne et Syrie. En 1924, Auguste Isaac envisage une candidature législative de Millerand en Alsace, seule région où il est selon lui populaire, du fait de son action comme commissaire général.

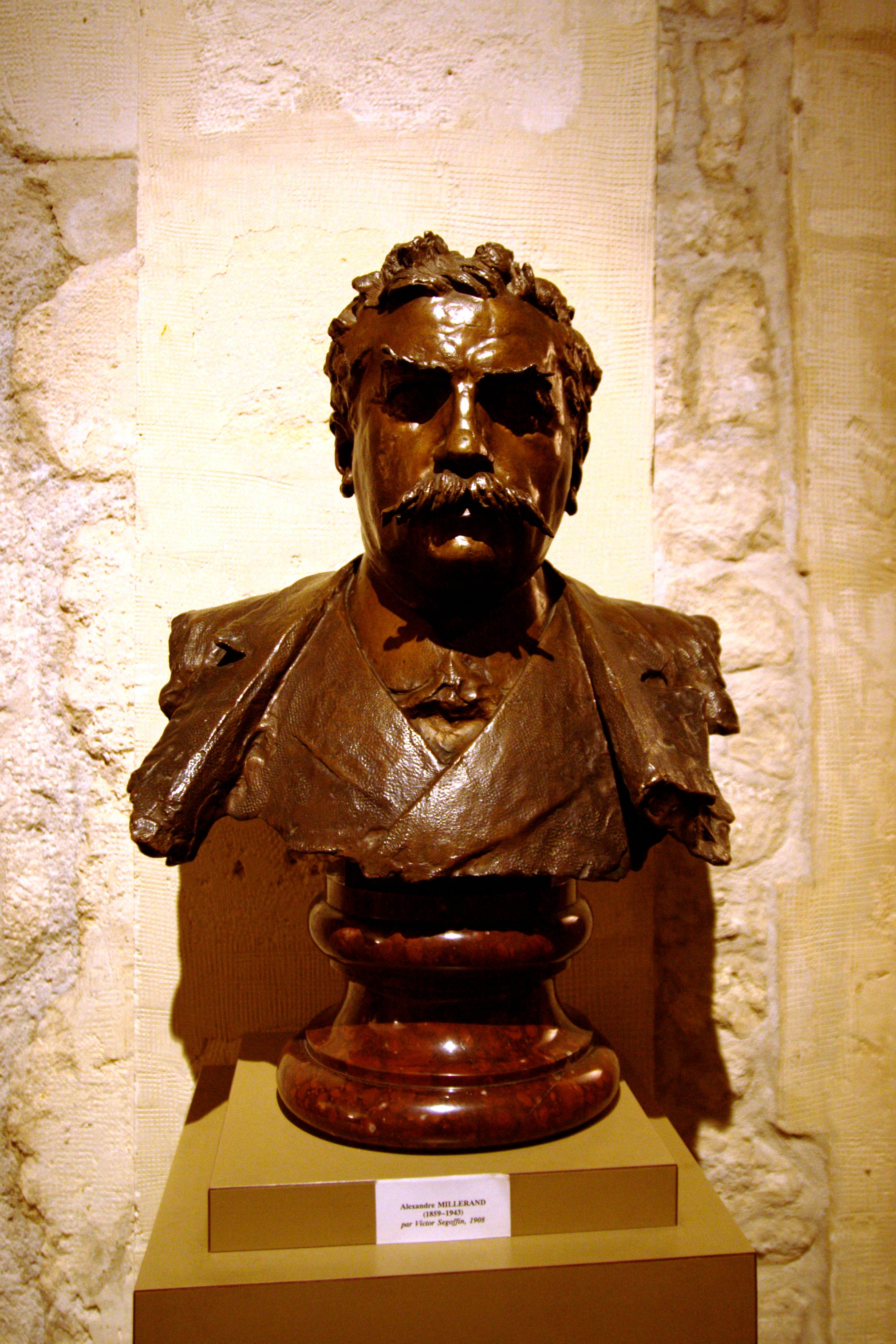
Buste réalisé par Victor Ségoffin (1908, musée du Barreau de Paris).

Alexandre Millerand est franc-maçon pendant une vingtaine d’années. C’est le 21 mai 1883, sur recommandation de Georges Laguerre, qu’il adhère à la loge L'Amitié du Grand Orient de France. Il en est exclu le 25 février 1905, après s'être éloigné des socialistes et s’être placé en opposant au gouvernement Combes, qui était activement soutenu par la franc-maçonnerie.
Dans ses interventions au Parlement, il se montre peu expansif et se fait régulièrement remplacer par un sous-secrétaire d'État. Ses qualités d'orateur sont cependant unanimement reconnues. Il est présenté comme un « orateur moderne » dans la mesure où il force moins le ton que beaucoup d'hommes politiques de son époque. L'hebdomadaire L'Illustration relate une de ses plaidoiries en 1907 : « Lentement, sans colère, avec une impitoyable volonté, il poursuit jusqu'au bout sa tâche. Parfois, la voix rude marque un peu d'ironie brève et puis le mouvement reprend, avec une puissance machinale. »
Il est décrit comme réservé, froid et intransigeant. Après avoir collaboré avec lui à La Justice, Georges Clemenceau affirme qu'il était « le travailleur le plus acharné et méthodique » de sa rédaction. Un article de 1889 de la revue Société d'histoire contemporaine le présente comme un homme sincère et bienveillant étant désavantagé par une apparence sévère et un caractère austère. L'historien Max Gallo le juge moins intellectuel que l'autre grande figure du socialisme des années 1890, Jean Jaurès, tandis que le journaliste Jean Ernest-Charles estime que Jaurès est le théoricien du socialisme et Millerand le tacticien, regrettant en ce dernier une obsession pour la politique ainsi qu'une certaine forme de démagogie.
Le journaliste à La Liberté Roger Giron écrit à son sujet, en 1936 : « Je ne vais pas tracer ici un portrait que chacun a présent dans l’esprit, avec les cheveux blancs et floconneux, l’épaisse moustache blanchissante et les sourcils touffus et sombres. Derrière les lorgnons qui miroitent au feu du soleil, les yeux de myope se posent avec bonté sur le questionneur. Ils corrigent d’une douceur inattendue ce que la physionomie a d'un peu massif et bourru. J’ai dans l’idée qu’il y a beaucoup de timidité dans le cas de M. Millerand. »
Comparativement à l'importance de sa carrière, peu de biographies lui sont consacrées. Lui-même avait entrepris de rédiger ses Souvenirs, mais son état de santé ne lui a pas permis de mener à bien son projet et l'ouvrage n'a pas été publié.

## Détail des mandats et fonctions

### À la présidence de la République

Pavillon à la mer d'Alexandre Millerand, président de la République.

- 23 septembre 1920 – 11 juin 1924 : président de la République française

### Au gouvernement
- 20 janvier – 23 septembre 1920 : président du Conseil, ministre des Affaires étrangères (gouvernements Millerand I et II)
- 26 août 1914 – 29 octobre 1915 : ministre de la Guerre (gouvernement Viviani II)
- 14 janvier 1912 – 12 janvier 1913 : ministre de la Guerre (gouvernement Poincaré I)
- 24 juillet 1909 – 3 novembre 1910 : ministre des Travaux publics et des Postes et Télégraphes (gouvernement Briand I)
- 22 juin 1899 – 7 juin 1902 : ministre du Commerce, de l'Industrie et des Postes et Télégraphes (gouvernement Waldeck-Rousseau)

### Au Parlement
- 31 octobre 1927 – 10 juillet 1940 : sénateur de l’Orne
- 6 avril 1925 – 14 janvier 1927 : sénateur de la Seine
- 28 décembre 1885 – 23 septembre 1920 : député de la Seine

### Au niveau local
- 21 mars 1919 – 25 janvier 1920 : commissaire général de la République à Strasbourg
- 4 juin 1884 – 31 décembre 1885 : conseiller municipal de Paris (élu dans le quartier de la Muette)

### Autres
- 21 décembre 1918 – 7 avril 1943 : titulaire du fauteuil 5 de la section 3 de l'Académie des sciences morales et politiques

## Synthèse des résultats électoraux
Notes :
- les résultats suivants sont tirés des articles de presse mentionnés en références (voir infra) ;
- les pourcentages portent sur les électeurs votants (l’élection présidentielle présente également les suffrages exprimés).

### Élection présidentielle
| Élection       | Élection            | Voix      | % (votants) | % (exprimés) |
| -------------- | ------------------- | --------- | ----------- | ------------ |
| septembre 1920 | Réunion plénière    | 528 / 804 | 65,0        | 65,7         |
| septembre 1920 | Assemblée nationale | 695 / 786 | 77,9        | 88,4         |

### Élections législatives
| Année         | Circonscription                      | Premier tour | Premier tour | Premier tour | Premier tour | Second tour                              | Second tour | Second tour | Second tour | Commentaire              |
| Année         | Circonscription                      | Voix         | %            | Rang         | Issue        | Voix                                     | %           | Rang        | Issue       | Commentaire              |
| ------------- | ------------------------------------ | ------------ | ------------ | ------------ | ------------ | ---------------------------------------- | ----------- | ----------- | ----------- | ------------------------ |
| octobre 1885  | Département de la Seine              | 94 950       | 21,9         | 45e          | Retrait      |                                          |             |             |             | Scrutin de liste         |
| décembre 1885 | Département de la Seine              | 138 810      | 36,7         | 1er          | Ballottage   | 159 949                                  | 47,5        | 3e          | Élu         | Scrutin de liste         |
| 1889          | 1re du 12e arr. de la Seine          | 2 486        | 23,4         | 2e           | Ballottage   | 5 358                                    | 55,5        | 1er         | Élu         | Scrutin d’arrondissement |
| 1893          | 1re du 12e arr. de la Seine          | 6 446        | 72,8         | 1er          | Élu          |                                          |             |             |             | Scrutin d’arrondissement |
| 1898          | 1re du 12e arr. de la Seine          | 8 782        | 88,6         | 1er          | Élu          | Scrutin d’arrondissement ; seul candidat |             |             |             |                          |
| 1902          | 1re du 12e arr. de la Seine          | 4 935        | 42,7         | 1er          | Ballottage   | 5 683                                    | 50,9        | 1er         | Élu         | Scrutin d’arrondissement |
| 1906          | 1re du 12e arr. de la Seine          | 6 255        | 53,7         | 1er          | Élu          |                                          |             |             |             | Scrutin d’arrondissement |
| 1910          | 1re du 12e arr. de la Seine          | 5 142        | 43,3         | 1er          | Ballottage   | 5 245                                    | 48,0        | 1er         | Élu         | Scrutin d’arrondissement |
| 1914          | 1re du 12e arr. de la Seine          | 6 243        | 52,6         | 1er          | Élu          |                                          |             |             |             | Scrutin d’arrondissement |
| 1919          | Département de la Seine (2e secteur) | 73 776       | 43,9         | 1er          | Élu          | Scrutin de liste ; tête de liste         |             |             |             |                          |

### Élections sénatoriales
| Année        | Circonscription         | Premier tour | Premier tour | Premier tour | Premier tour | Deuxième tour | Deuxième tour | Deuxième tour | Deuxième tour | Troisième tour | Troisième tour | Troisième tour | Troisième tour |
| Année        | Circonscription         | Voix         | %            | Rang         | Issue        | Voix          | %             | Rang          | Issue         | Voix           | %              | Rang           | Issue          |
| ------------ | ----------------------- | ------------ | ------------ | ------------ | ------------ | ------------- | ------------- | ------------- | ------------- | -------------- | -------------- | -------------- | -------------- |
| 1925         | Département de la Seine | 520          | 51,3         | 1er          | Élu          |               |               |               |               |                |                |                |                |
| janvier 1927 | Département de la Seine | 368          | 34,3         | 8e           | Ballottage   | 404           | 37,7          | 14e           | Ballottage    | Retrait        | Retrait        | Retrait        | Retrait        |
| octobre 1927 | Département de l’Orne   | 423          | 63,4         | 1er          | Élu          |               |               |               |               |                |                |                |                |
| 1935         | Département de l’Orne   | 489          | 57,9         | 3e           | Élu          |               |               |               |               |                |                |                |                |

### Élections municipales
| Année | Circonscription                   | Premier tour | Premier tour | Premier tour | Premier tour | Second tour | Second tour | Second tour | Second tour |
| Année | Circonscription                   | Voix         | %            | Rang         | Issue        | Voix        | %           | Rang        | Issue       |
| ----- | --------------------------------- | ------------ | ------------ | ------------ | ------------ | ----------- | ----------- | ----------- | ----------- |
| 1884  | Quartier de la Muette (Paris 16e) | 1 152        | 37,6         | 2e           | Ballottage   | 1 491       | 50,7        | 1er         | Élu         |

## À l'écran
Dans la mini-série télévisée Émile Zola ou la Conscience humaine (1978), réalisée par Stellio Lorenzi et diffusée sur Antenne 2, son rôle est joué par Marc Dudicourt.

## Décorations
- Grand-croix de la Légion d'honneur le 23 septembre 1920 et grand maître de l'ordre de 1920 à 1924
- Médaille d'honneur des chemins de fer, échelon vermeil (de plein droit en tant qu'ancien ministre des Travaux publics)[412]
- Ordre de l'Aigle blanc
- Grand-croix avec collier de l'ordre de Charles III d'Espagne (18 octobre 1920)

## Ouvrages
: document utilisé comme source pour la rédaction de cet article.

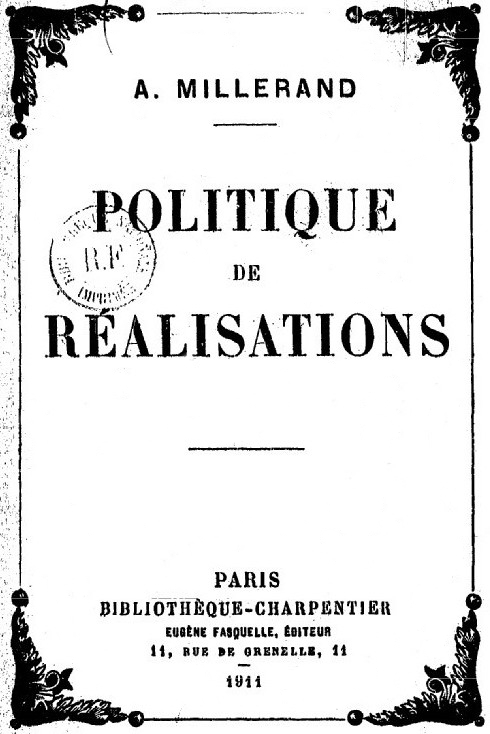
Couverture de Politique de réalisations d’Alexandre Millerand (1911).

- La Plate-forme électorale : 1. les principes 2. l'action parlementaire, Paris, Librairie de La Revue socialiste, 1898, 40 p. (BNF 30947893).
- Le Socialisme réformiste français, Paris, G. Bellais, coll. « Bibliothèque socialiste », 1903, 121 p. (BNF 30947900, lire en ligne).
- François Fagnot, Alexandre Millerand et Ivan Strohl, La Durée légale du travail : des modifications à apporter à la loi de 1900, Paris, F. Alcan, coll. « Association nationale française pour la protection légale des travailleurs », 1905, 300 p. (BNF 36056096).
- La Grève et l'organisation ouvrière, Paris, F. Alcan, coll. « Association nationale française pour la protection légale des travailleurs », 1906, 51 p. (BNF 32452110).
- La Conférence officielle de Berne, Paris, F. Alcan, coll. « Association nationale française pour la protection légale des travailleurs », 1907 (BNF 39997714).
- Travail et travailleurs, Paris, Éditions Fasquelle, 1908, 330 p. (BNF 30947901, lire en ligne).
- Paix sociale : deux discours de A. Millerand : 1. la politique sociale de la République 2. Le règlement des conflits du travail, Paris, J. Rouff, 1909, 19 p. (BNF 36567107).
- Politique de réalisations (préf. Paul-Louis Garnier), Paris, Éditions Fasquelle, 1911, 407 p. (BNF 34041565, lire en ligne).
- Pour la Défense nationale : une année au ministère de la Guerre (14 janvier 1912 – 12 janvier 1913), Paris, Éditions Fasquelle, 1913, 420 p. (BNF 30947895, lire en ligne).
- La Deuxième Conférence officielle de Berne : travail de nuit des jeunes ouvriers – journée de 10 heures, Paris, F. Alcan, coll. « Association nationale française pour la protection légale des travailleurs », 1914 (BNF 39998609).
- La Guerre libératrice : conférence faite à Versailles le 22 octobre 1916, Paris, Hachette, 1916, 27 p. (BNF 32452111, lire en ligne).
- L'Effort et le devoir français, Paris, Bloud et Gay, coll. « Pages actuelles », 1917, 38 p. (BNF 30947884, lire en ligne).
- L'Effort charitable des États-Unis, Paris, Bloud et Gay, 1917, 32 p. (BNF 30947883).
- La Guerre libératrice, Paris, Armand Colin, 1918, 160 p. (BNF 30947887).
- Union républicaine, sociale et nationale : discours de M. Millerand prononcé à Paris le 7 novembre 1919, Paris, Le Papier, 1919, 14 p. (BNF 36567108, lire en ligne).
- Choix de plaidoyers (préf. Charles Lyon-Caen), Paris, Éditions Fasquelle, 1921, 239 p. (BNF 30947878).
- Le Retour de l'Alsace-Lorraine à la France, Paris, Éditions Fasquelle, 1923, 248 p. (BNF 34100051, lire en ligne).
- Deux Discours, Paris, Marcel Giard, 1923, 49 p. (BNF 34043486).

Les papiers personnels d'Alexandre Millerand sont conservés aux Archives nationales sous la cote 470AP. Cf. « Fonds d'archives : Millerand (Alexandre). 470AP. », sur siv.archives-nationales.culture.gouv.fr.